# Персидская живопись

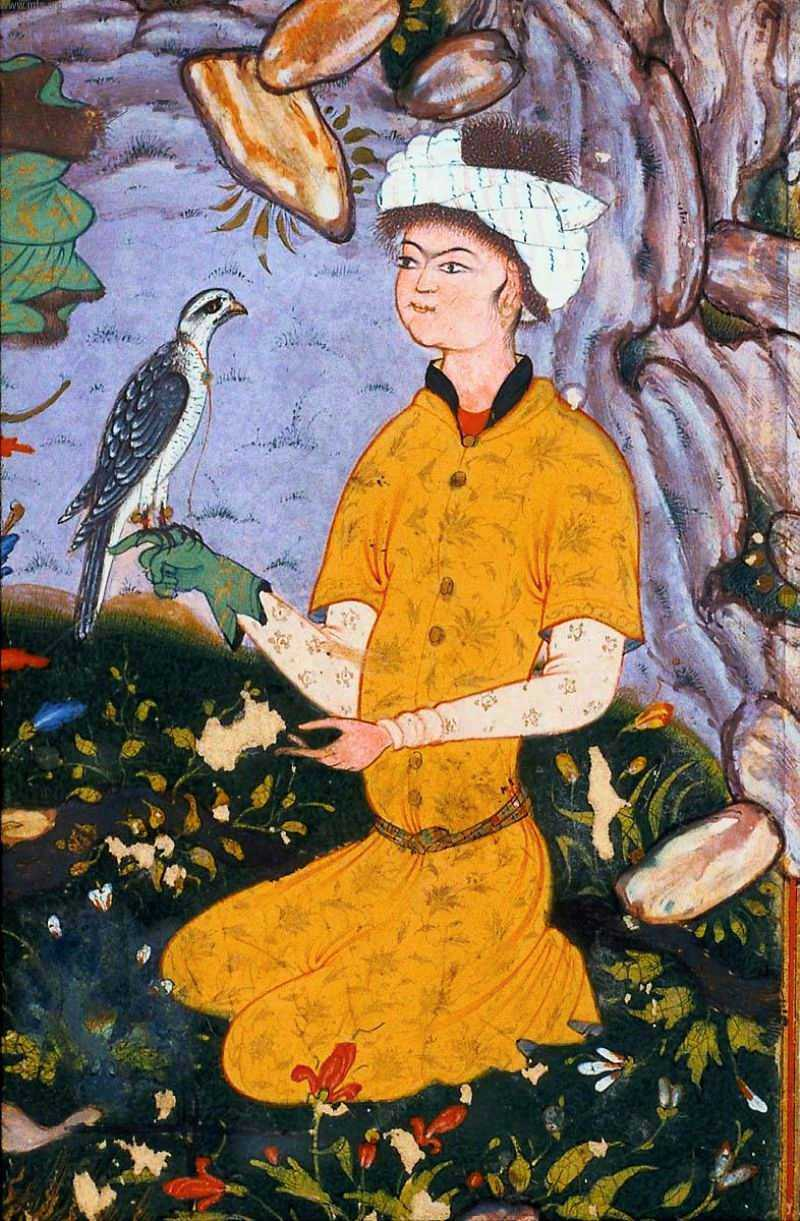
Мирза Али. «Охотничий привал», деталь: Сокольничий. миниатюра. 1575 год. Бостон, Музей изящных искусств

Персидская живопись (или «классическая персидская живопись») — живопись Ирана и стран, входивших в сферу его культурного влияния.

## Введение
К моменту завоевания Персии арабами в VII—VIII веках, история персидской империи насчитывала уже более тысячи лет. Колоссальный культурный багаж, накопленный народами Ирана за многие столетия правления Ахеменидов, парфянских царей, и Сасанидов, покорил арабов-завоевателей, исламизировавших Иран, своим богатством и разнообразием. Ко времени арабского завоевания высокоразвитая персидская культура включала оригинальную архитектуру и скульптуру, литьё, изысканные изделия из металла (ковка и чеканка) и, разумеется, живопись.
Персидская живопись представляет собой устойчивую многовековую художественную традицию, со своими правилами и живописными принципами. Большинство учёных считает, что главным вкладом персидских художников в мировое изобразительное искусство является живопись миниатюры, существовавшая в Персии с XIII по XIX век.
Появление персидской книжной миниатюры обычно связывается с необходимостью создания простого визуального аналога текста, который усиливал бы впечатление от прочитанного (предполагается, что сасанидские стенные росписи в Пенджикенте тоже являлись иллюстрациями эпоса, который в этих комнатах декламировали). Однако довольно скоро книжная иллюстрация перестала быть прямым аналогом текста, зажила самостоятельной жизнью, и художники стали включать в миниатюры детали, которых в текстах не было. Со временем персидскими художниками была выработана изумительная живописная система, в которой преобладало утончённое декоративное чувство, а произведения являли собой образец понимания того, как на плоской поверхности можно цвет и формы объединить для создания единого ритмического целого.

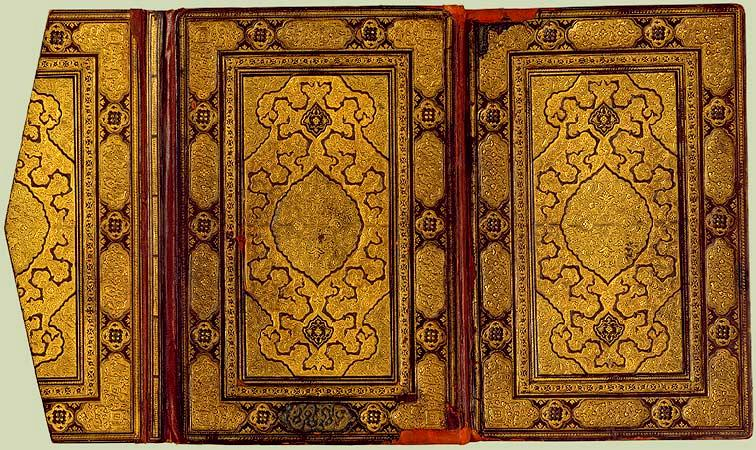
Книжная обложка. Исфахан, ок. 1600 год. Тиснёная кожа, золото. Музей Метрополитен, Нью-Йорк

Персидская миниатюра представляла собой иллюстрации к книгам, и в этом смысле ничем не отличалась от средневековой европейской живописи, которая, по сути, и за редким исключением вплоть до конца XV века представляла собой набор иллюстраций разного формата к одной-единственной книге — Библии. Отличие персидской живописи XIII—XV веков от европейской заключается в том, что персидские художники ушли далеко вперёд в свободе от религиозного догматизма, и их искусство носило неизмеримо более светский характер, чем пронизанное религиозностью искусство Европы.
Персидская миниатюра показывает идеализированную жизнь и идеализированных героев. Несмотря на европейское влияние, проявлявшееся с XVII века, персидские художники-миниатюристы не сочли нужным использовать приёмы, трансформирующие двухмерную плоскость в трёхмерную иллюзию. Вероятно, подобный визуальный трюк казался им изначально нечестным. Персидская миниатюра — искусство красивое, комфортное, не покушающееся на внутренний мир зрителя. До XIX века персонажи на персидских миниатюрах никогда не смотрят зрителю прямо в глаза. С большой долей уверенности можно утверждать, что всё богатство персидской культуры с блеском проявилось в первую очередь именно в живописи.
Центрами производства живописной продукции были царские библиотеки (китабхане), в которых размещались не только книгохранилища, но и мастерские с целым набором разных специалистов, для производства манускриптов. До XVIII века персидские художники писали исключительно водяными красками. С проникновением в Иран европейской культуры стали развиваться европейские жанры живописи, а в обиход вошли холст и масляные краски.

## Бумага

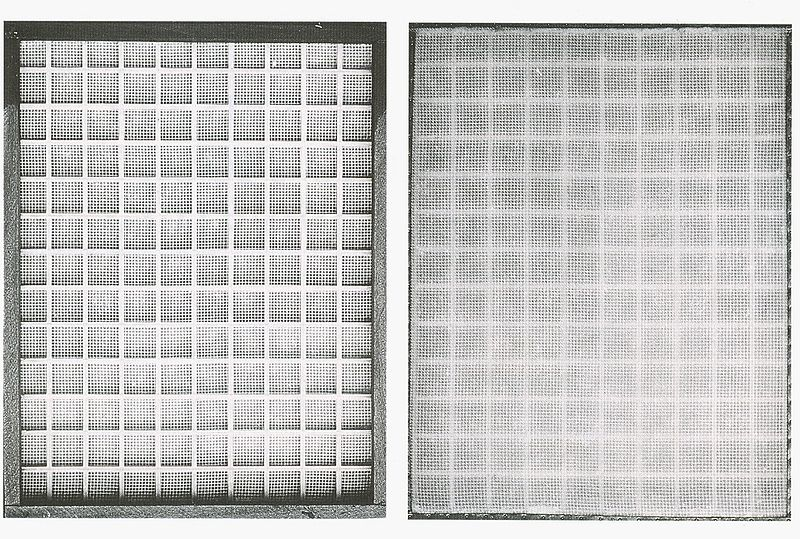
Лотки для изготовления бумаги

Согласно традиции, бумага была изобретена в Китае в 105 году н. э. Изготовленная из волокон тутового дерева, молодых побегов бамбука и ветоши, китайская бумага поставлялась далеко на запад, вплоть до Мавераннахра. Тем не менее ни арабы ни персы о ней ничего не знали до сражения при Кангли в 751 году (город между Самаркандом и Ташкентом). После обретения технологических секретов, полученных у китайского производителя бумаги из Кангли, первое в исламском мире производство бумаги было открыто в Самарканде, а затем второе в 794 году в Багдаде. Преимущества использования бумаги по достоинству были оценены аббасидским халифом Гарун аль-Рашидом (правил в 786—809 годах) и его министрами. До тех пор арабы пользовались папирусом, который производился исключительно в Египте, а для книг и документов — пергаменом. К 1000 году производство бумаги было развёрнуто во всех крупных исламских центрах, от Самарканда до Валенсии, однако Самарканд ещё долго сохранял репутацию лучшего производителя.
Персидская бумага изготовлялась из волокон льна, иногда с добавлением волокон конопли. После сортировки и распутывания клочков, лён чесали, а затем замачивали в известковой воде, тщательно перемешивали, потом доставали и сушили на солнце. После неоднократного повторения этой процедуры льняную массу промывали в чистой воде, после чего её толкли в ступе или пропускали через мельничные жернова, пока она не превращалась в кашицу. Чтобы придать этой массе форму листа, мастер погружал в сосуд с нею деревянный лоток, дно которого представляло собой сито, сплетённое из сушёного тростника или конского волоса, и, зачерпнув пульпу, доставал лоток. Затем разравнивал вязкую массу; вода стекала, пульпа высыхала и становилась плотной как фетр. После сушки бумагу замачивали в яичный белок или раствор крахмала для того, чтобы выровнять поверхность. После этого изготовитель бумаги, или каллиграф дополнительно полировали её с помощью камня или кусочка стекла, чтобы окончательно убрать неровности.

## Краски

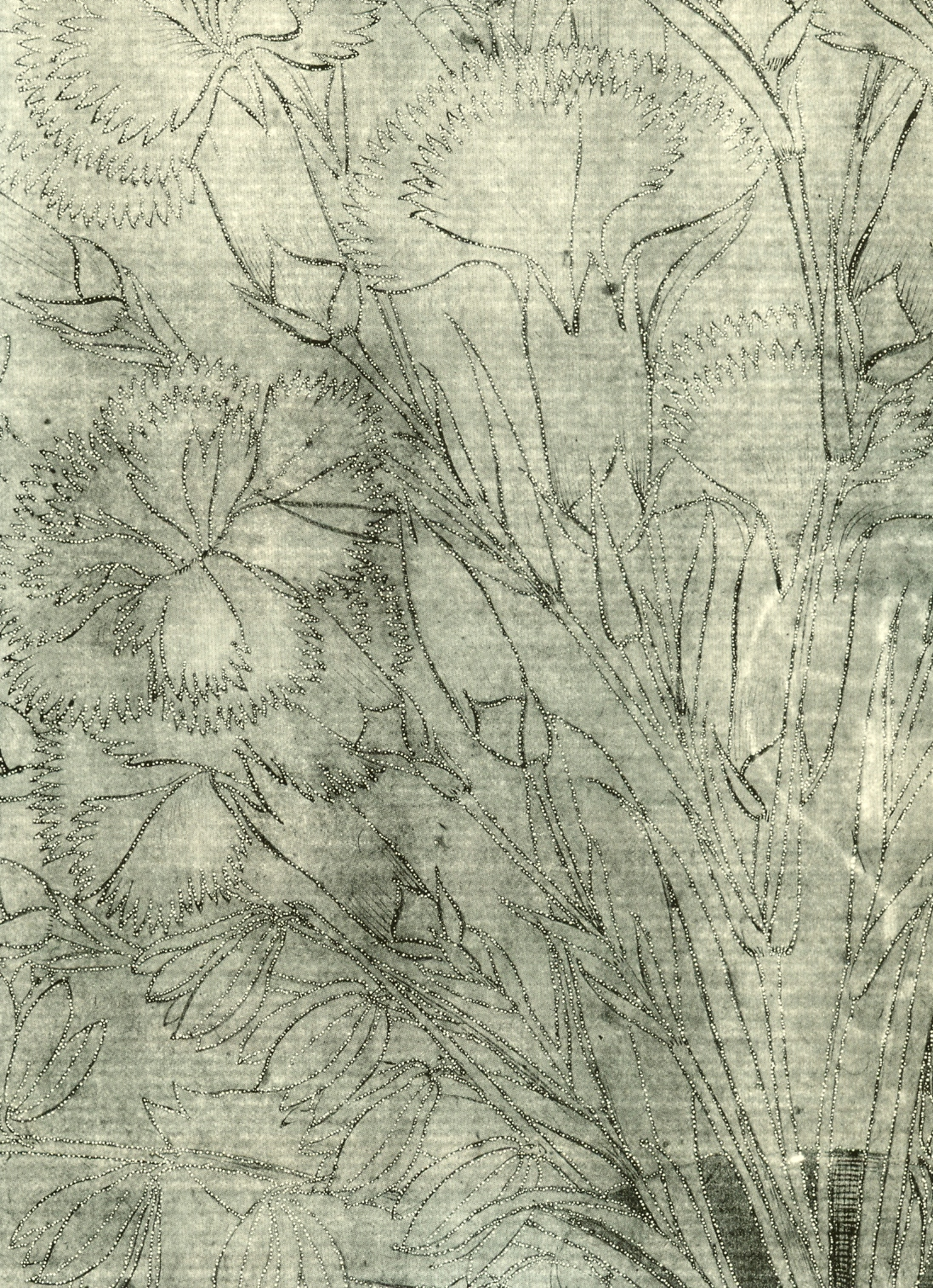
Трафарет для копирования миниатюры

Персидские художники пользовались красками минерального, неорганического (искусственного), и органического происхождения. Минеральные — это золото, серебро и ляпис-лазурит, являющийся основой синего ультрамарина, кусочки которого растирали и промывали в воде. Подобным же образом извлекали яркий вермильон из природной киновари, жёлтый — из серного мышьяка, и зелёный из малахита. Выбор тех или иных пигментов диктовался ценой на них, их наличием и т. д. Иногда одни пигменты заменялись на другие. Вместо ляпис-лазурита использовался индиго, краситель растительного происхождения, из которого готовилась тёмно-синяя краска; а из азурита — медного карбоната, разрушающего бумагу, извлекался бледно-голубой пигмент. Гораздо чаще малахита использовалась ярь-медянка, очень едкий и разрушительный зелёный пигмент, который добывали, погружая медные пластины в уксус, а затем закапывая на месяц в яму. Существовало и множество альтернатив дорогой киновари. Ртуть и сера, разогретые на огне, превращались в вермильон, а яркий оранжево-красный цвет на многих персидских миниатюрах приготовлен из свинцового сурика. Несмотря на опасность свинцового отравления, свинцовый сурик, и родственные ему свинцовые белила, приготовлявшиеся путём обработки свинца уксусом, употреблялись, по крайней мере, до XVII века. Среди прочих красных пигментов использовалась красно-коричневая окись железа, кармин, извлекавшийся из кермесового червеца, и несколько пигментов растительного происхождения, источник которых определить невозможно. Универсальным источником чёрного цвета был древесный уголь, который кипятили, смешав с чернильным орешком, чтобы получить тушь.
Некоторые едкие пигменты со временем разрушали бумагу, поэтому даже хранившиеся в хороших условиях миниатюры были ими испорчены.

## Кисть

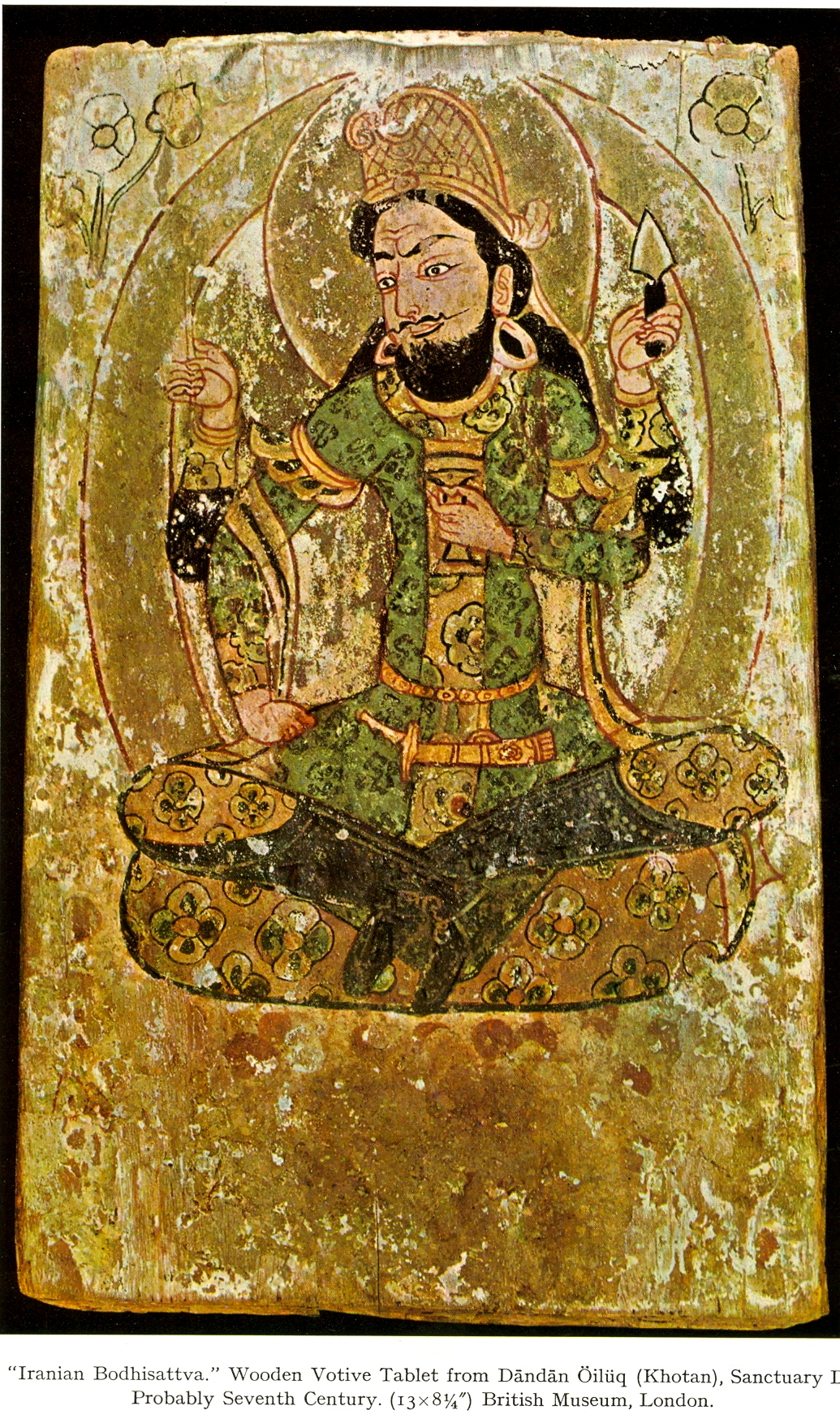
«Иранский бодисаттва» VII век. Живопись по дереву. Лондон, Британский музей

Согласно Садик Беку, автору трактата «Канон изображений», написанного в конце XVI века, самым подходящим для кисти был мех хвоста белки. Длинная шерсть персидской кошки также пользовалась успехом у художников. Рассортировав шерсть по длине, художник брал волоски только одинаковой длины, перевязывал их нитью, и протаскивал сквозь ствол птичьего пера, вытянув из узкого конца. Кисти были очень разнообразными: от толстых до тончайших.

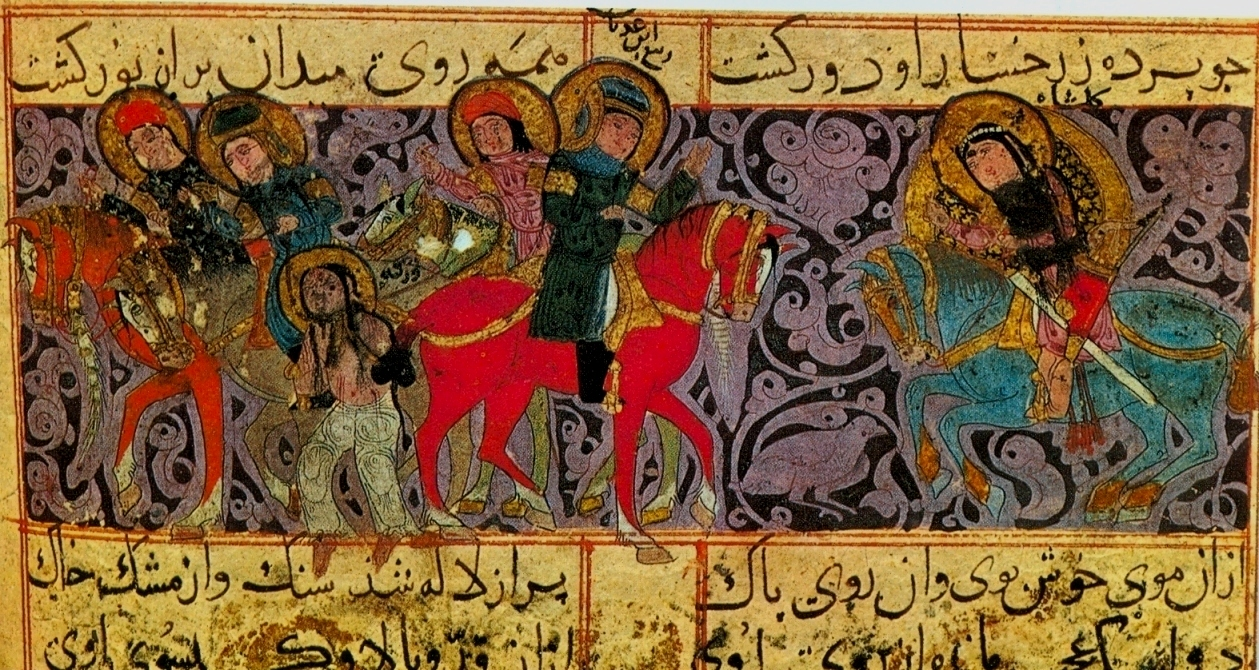
Раненый Варка взят в плен. Миниатюра. «Варка и Гольшах» сер. XIII века. Топкапы Сарай, Стамбул

Персидская живопись носила традиционный характер, поэтому в ней часто использовались трафареты. Для этого брался какой-либо признанный образец миниатюры, из которого изготавливался трафарет: контуры рисунка прокалывались иглой, после чего он накладывался на чистый лист, художник брал мешочек с измельчённым углём и тряс его над трафаретом. Таким образом, контуры переносились на новый лист. Потом мастер обводил их кистью и раскрашивал. Перед раскраской обязательно накладывалась подгрунтовка, сквозь которую контуры были едва видны.
В крупных (шахского уровня) китабхане кроме художников и каллиграфов работало множество других специалистов. Был глава всего проекта, который должен был решать, какие эпизоды произведения следует проиллюстрировать. Если поля страниц должны покрыть декоративные золотые брызги — эту задачу выполнял специальный мастер, пока бумага была ещё влажной. Каллиграф писал текст, оставляя место для иллюстраций. Художники приступали к своей работе вслед за позолотчиками и иллюминаторами. После того, как книга была готова, её сшивали и переплетали. Обложки делали из тиснёной кожи, покрытой узорами, а в XV—XVI веках — и резьбой. Но примерно в это же время в моду стали входить лакированные обложки. Персидские манускрипты были очень дорогими произведениями искусства, в которые вкладывался долгий труд целого коллектива.

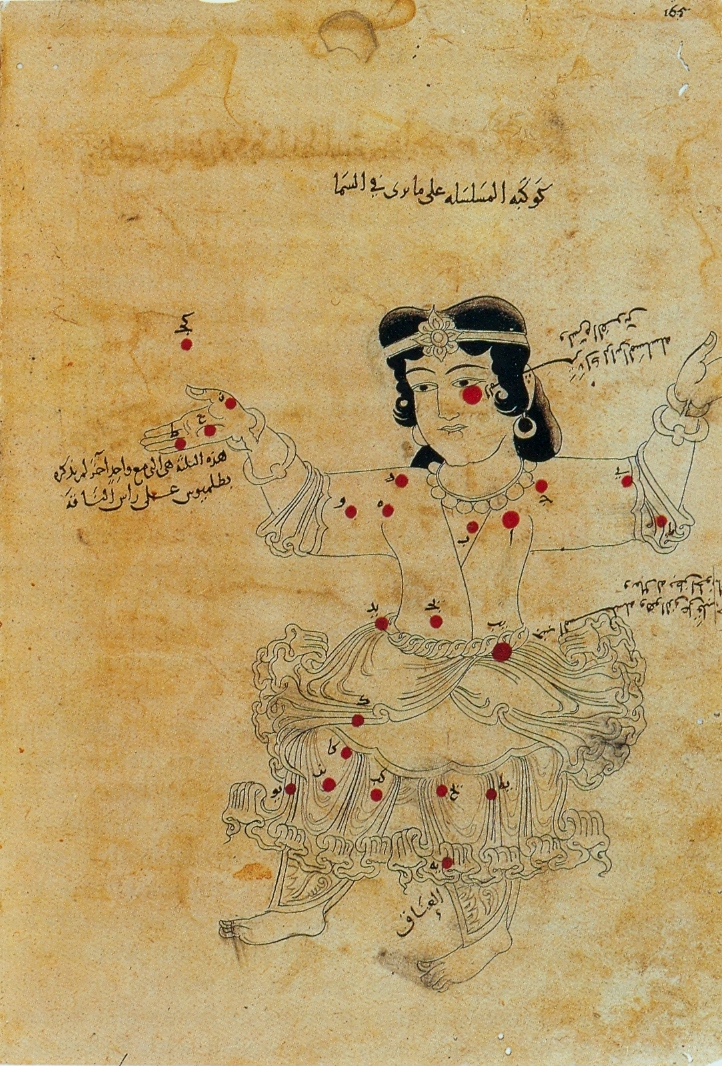
Лист из трактата ас-Суфи от 1009—1010 гг. Бодлианская библиотека Оксфордского университета

Тематика живописи в известной степени была обусловлена персидской изобразительной традицией предшествующих веков. Это касается в первую очередь столь любимых в Иране во все времена изображений охотничьих сцен, которые известны со времён Ахеменидов. Примеры доисламской иранской живописи, дошедшие до наших дней, очень редки. В основном это произведения созданные на восточных окраинах персидского мира — редчайшая живопись по дереву, и стенные росписи из Пенджикента. Самая ранняя персидская иллюстрированная книга — астрономический трактат Абд ар-Рахмана ас-Суфи, переписанный в 1009-10 годах (Бодлеянская библиотека, Оксфорд), однако его иллюстрации, изображающие созвездия, имеют пояснительное значение и являются скорее подцвеченными рисунками, чем миниатюрами.
Единственным созданным до монгольского завоевания иллюстрированным полноценными миниатюрами персидским манускриптом является «Варка и Гольшах», который датируется серединой XIII века. Эта рукопись любовного романа, написанного Айюки (XI век), украшенная семьдесят одной миниатюрой, хранится в музее Топкапы Сарай, в Стамбуле. Манускрипт является единственным примером исконно персидской художественной традиции, продолжавшейся и далее, несмотря на мощное китайское влияние, которому она подверглась во время правления монголов. С XIII века начинается то, что можно считать преемственностью художественных приёмов и принципов, а это позволяет говорить о персидской живописи как об устойчивом многовековом феномене, пустившем корни в нескольких азиатских регионах и имеющем несколько стилистических ответвлений.
Традиционно персидская живопись, как и всё исламское искусство, делится на периоды, соответствующие правлению той или иной династии.

## XIV век. Ильханы
Монгольское завоевание в XIII веке бесповоротно изменило ход иранской истории. Оно проходило двумя волнами. В 1220-х годах войска Чингиз-хана полностью разрушили жизнь и благополучие северо-востока Ирана. В 1250-х годах армия под командованием Хулагу завершила завоевание территорий Хорезмшаха и остановилась только в далёкой Палестине после битвы при Айн Джалуте в 1260 году. Захватив Багдад и казнив последнего багдадского халифа (1258), Хулагу сконцентрировал в своих руках власть над Ираком, историческим Ираном и большей частью Анатолии. Своей столицей он сделал город Марагу на северо-западе Ирана (затем столица была перенесена в Тебриз) и основал династию Ильханов (то есть младших ханов), номинально подчинявшуюся Великому хану Хубилаю, правителю Китая и Монголии.

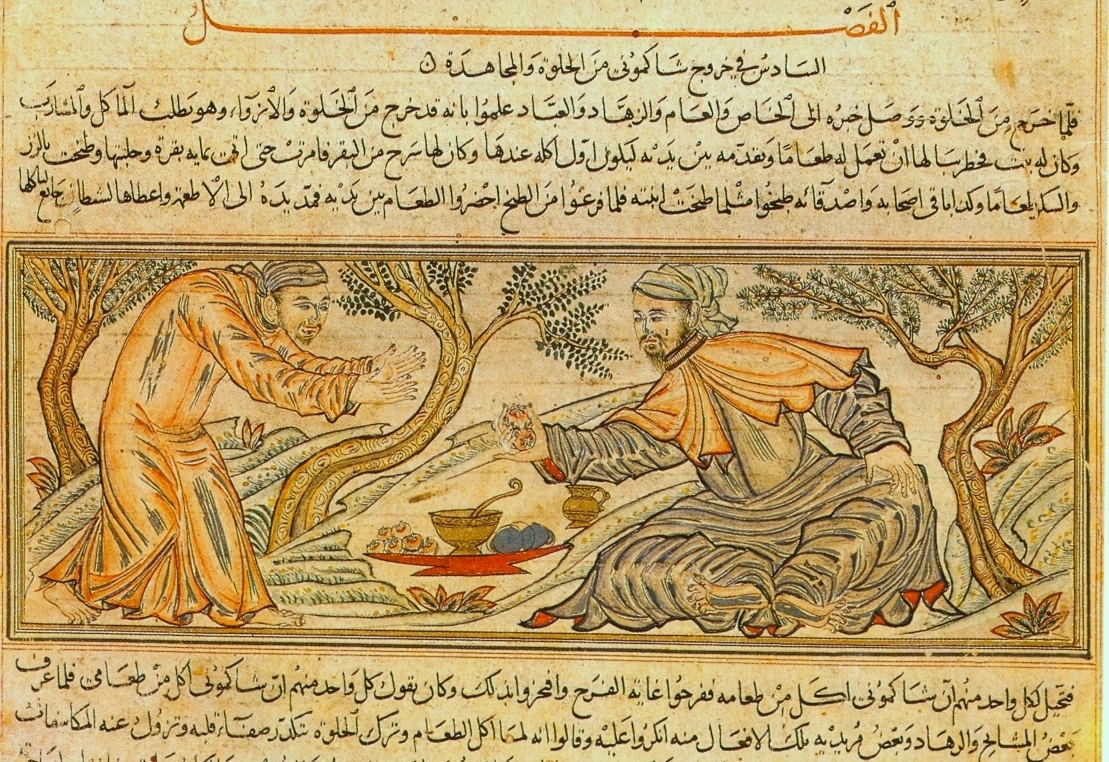
Будда Шакьямуни предлагает фрукт дьяволу. «Джами ат-Таварих» Рашид ад-Дина. 1314 г. Коллекция исламского искусства Нассера Д. Халили, Лондон

Первые десятилетия правления монголов отличались дикостью и грабительством, население облагалось непомерными налогами, и к 1295 году, когда к власти в Иране пришёл Газан-хан, иранская экономика лежала в руинах. Приняв ислам ещё до вступления на трон, Газан-хан провёл правительственную реформу и приложил усилия для возрождения страны. Было отрегулировано налогообложение, улучшена почтовая система, налажена государственная чеканка монеты, стандартизирована система мер и весов, и восстановлена безопасность на дорогах. К своей кончине в 1304 году Газан-хан смог обуздать самые разрушительные тенденции. Его одарённый визирь Рашид ад-Дин, который был инициатором этих реформ, оставался на службе и после смерти хана. Этот министр был покровителем наук и искусств, содержал большую библиотеку и мастерскую по производству манускриптов. Газан-хану наследовал Олджейту (1304—1316). По всей вероятности он, как мог, поддерживал, но недостаточно укреплял государственную систему. Пришедший к власти после его смерти одиннадцатилетний Абу Саид в силу малолетства не мог остановить борьбу за власть между своими вельможами.
В результате этих беспорядков Рашид ад-Дин был казнён, а его библиотека разграблена. До 1327 года, когда Абу Саид взял на себя всю полноту власти, в Иране борьбу за гегемонию продолжали два клана монгольской знати — Чобаниды и Джалаириды. Последние 8 лет правления Абу Саида отличались стабильностью и благоразумным правлением его визиря, Гийас ад-Дина, одного из сыновей Рашид ад-Дина. Однако после смерти хана центральная власть окончательно ослабла, борьбу вели несколько вельмож, ни один из которых не мог осилить остальных. В итоге Джалаириды, Инджуиды, а затем Музаффариды властвовали на западе и юге Ирана, в то время как Сарбадары и Курты подчинили себе север и восток (Хорасан). Так продолжалось с 1330-х годов до тех пор, пока в конце XIV века в Иран не вторгся Тимур.

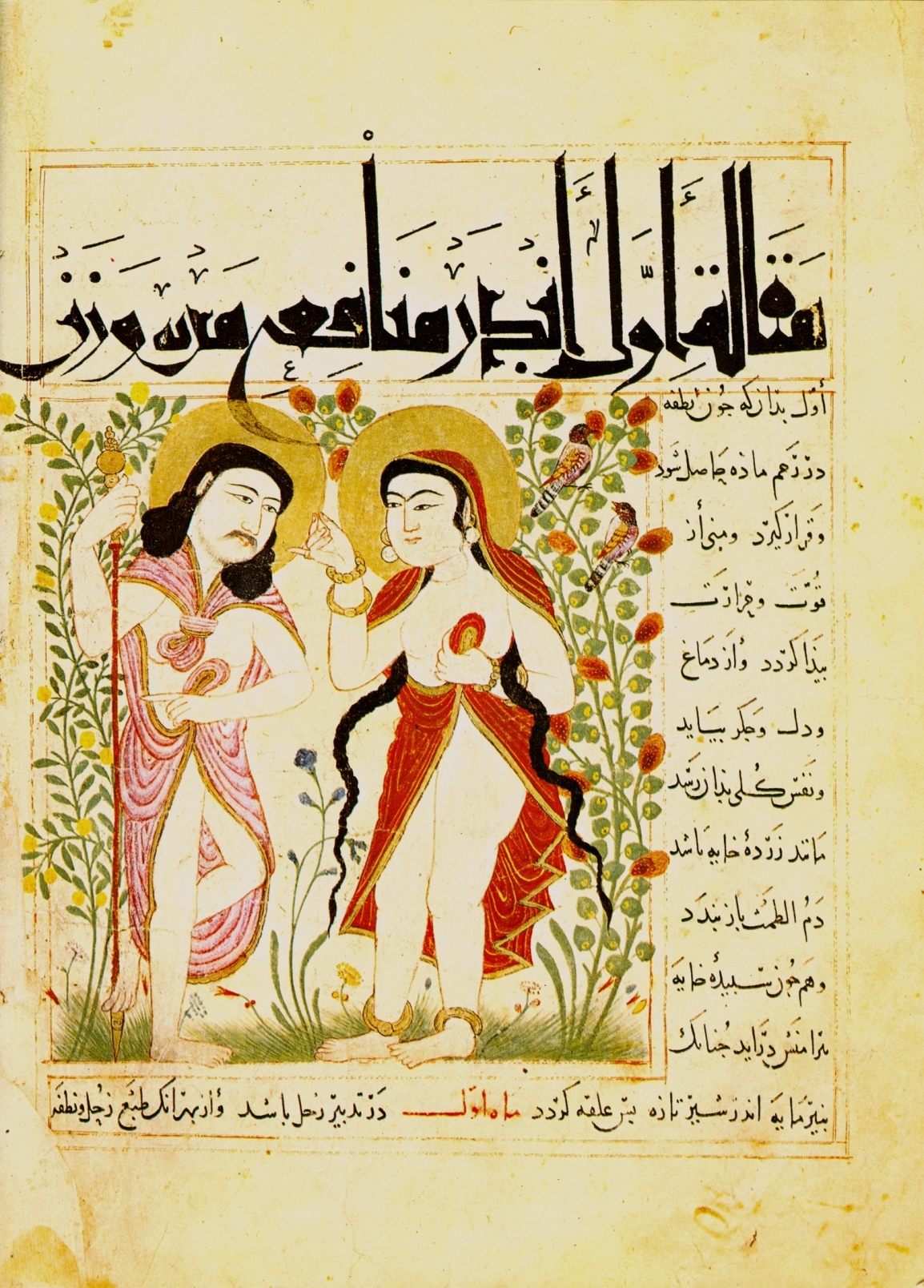
Адам и Ева. Миниатюра. «Манафи аль Хайаван» Ибн Бахтишу. Марага, 1294—1299 годы. Библиотека Пирпонта Моргана, Нью-Йорк

Судя по всему, монголы привезли с собой в Иран китайских художников, поскольку китайское влияние в персидской живописи этого периода особенно заметно по типажу лиц и одежды, а также интересу к пространству, в отличие от плоскостной, декоративной концепции миниатюр манускрипта «Варка и Гольшах». Китайская живопись к XIII веку прошла почти тысячелетний путь развития, наработав за эти века множество разных художественных приёмов. Ранние произведения ильханской миниатюры очень эклектичны, в них видны заимствования из китайской и арабской живописи, свободно объединённые в рамках одного проекта. Одним из самых ранних ильханских манускриптов является «Манафи аль Хайаван» («Бестиарий») Ибн Бахтишу, созданный в 1297 или 1299 году в Мараге. Это перевод трактата с арабского языка на персидский, выполненный по повелению Газан-хана. В нём 94 иллюстрации, в которых соединены элементы арабской книжной миниатюры XIII века, мотивов персидской керамики, и новейших веяний китайской живописи. Например, деревья изображены в характерной южно-сунской манере — с помощью экспрессионистических мазков и размывов туши.
Кроме ханской китабхане, в XIV веке в Иране существовали мастерские, выпускавшие манускрипты для менее взыскательной публики. Такие мастерские были почти во всех крупных городах Ильханата. Сегодня известны, по меньшей мере, три разных списка «Шахнаме», которые приписывают то мастерским Шираза, то мастерским Тебриза, и датируют с 1300 по 1340 годы. Они небольшого формата, в них не применяется золото, а манера живописи грубовата. Однако художники там достаточно свободны, чтобы выносить иллюстрации на поля страницы. Это самые ранние известные сегодня иллюстрированные списки «Шахнаме».
Крупнейшими творениями ильханских художников являются два манускрипта — «Джами ат-Таварих», и так называемый «Шахнаме» Демотта.
«Джами ат-Таварих» (Собрание хроник) было написано учёным визирем Рашид ад-Дином по распоряжению Газан-хана. Это книга о мировой истории, которую в роскошно оформленном виде предполагалось издавать на двух (персидском и арабском) языках, и поставлять по экземпляру во все крупнейшие города Ильханата, для насаждения нужной идеологии. У визиря Рашид ад-Дина на окраине Тебриза был целый квартал «Рашидия», в котором размещались китабхане, и порядка двухсот двадцати учёных, каллиграфов, художников и т. д., принимавших участие в проекте. На протяжении жизни Рашид ад-Дина было создано более 20 копий, однако до наших дней дошло только два фрагмента этой книги — один хранится в Эдинбургской университетской библиотеке, другой в собрании Нассера Д. Халили в Лондоне. Миниатюры в этом манускрипте выдержаны в манере монгольской придворной живописи, сложившейся к тому времени; горизонтальный формат миниатюр напоминает китайские живописные свитки. Тематика их демонстрирует удивительное разнообразие, от изображений Будды и китайских императоров, до завоевательных походов арабов.
«Шахнаме» Демотта (манускрипт назван так по имени торговца, который его расшил и распродал листы по отдельности) — это великолепно проиллюстрированное произведение Фирдоуси, длительное время вызывающее споры в учёной среде в отношении своей датировки. Большинство считает, что манускрипт был создан в конце правления Абу Саида, то есть в 1330-х годах. Миниатюрам присуща эклектичность, но вместе с тем высокое художественное мастерство и эмоциональная насыщенность. Последнее особенно проявляется в трагических сценах, которых достаточно много в бессмертном творении Фирдоуси. Отдельные листы книги хранятся в нескольких музеях и частных собраниях.

От времён Ильханата дошли первые имена персидских художников. Дуст Мухаммад, учёный, каллиграф и художник XVI века, в своём трактате от 1544—1545 годов сообщает о мастере Ахмаде Мусе, который «снял завесу с лица изображения» и создал «изображение, которое теперь в употреблении». Его учениками автор трактата называет Даулат Яра и Шамс ад-Дина. Монгольский период был очень важным для становления персидской классической живописи. Смешение персидских, китайских, арабских и византийских элементов, несмотря на явно эклектичные результаты, проложило путь к более тонкому живописному синтезу, последовавшему в конце XIV века.

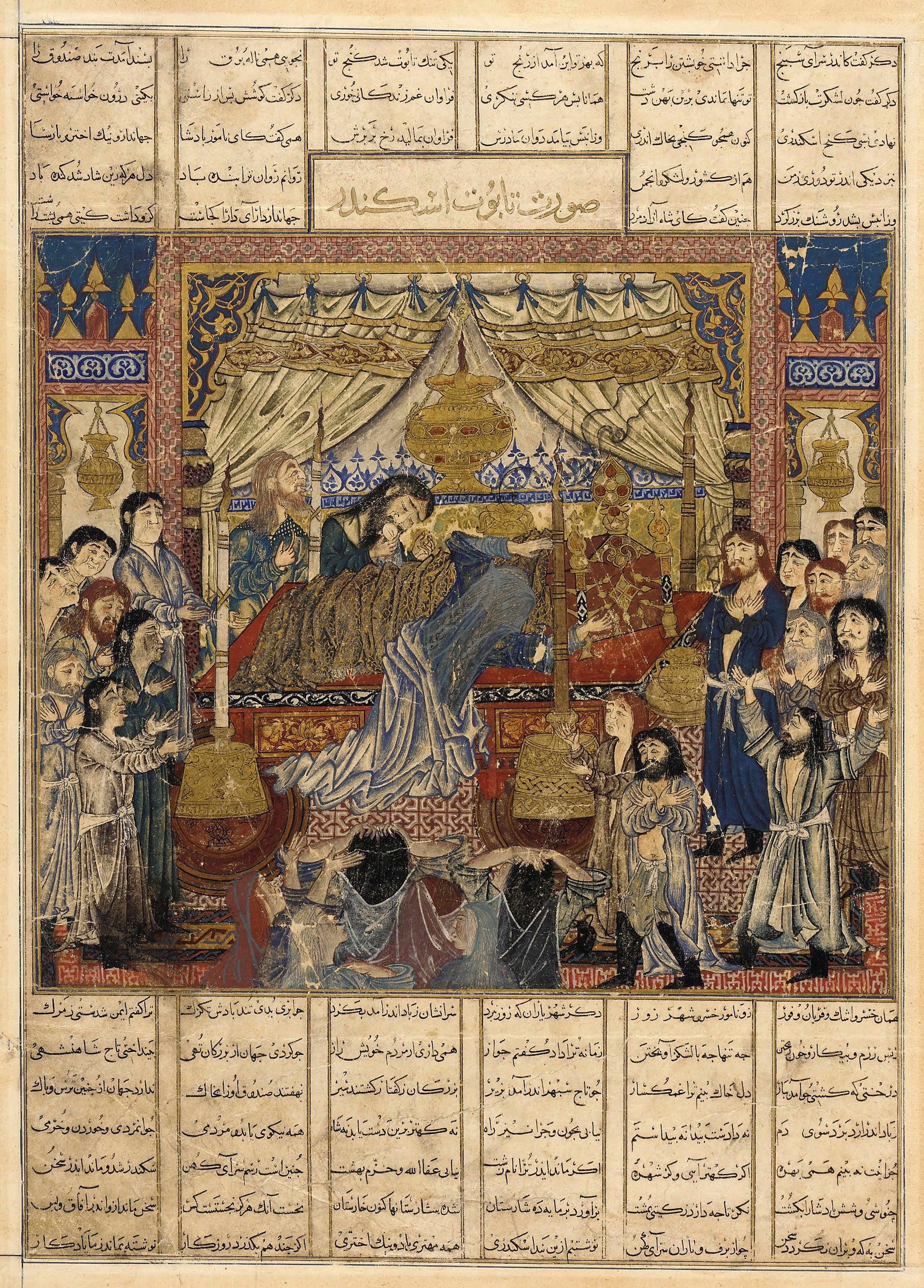
Оплакивание Искандера. Миниатюра. «Шахнаме Демотта», 1328—1336 гг. Галерея Фрир, Вашингтон
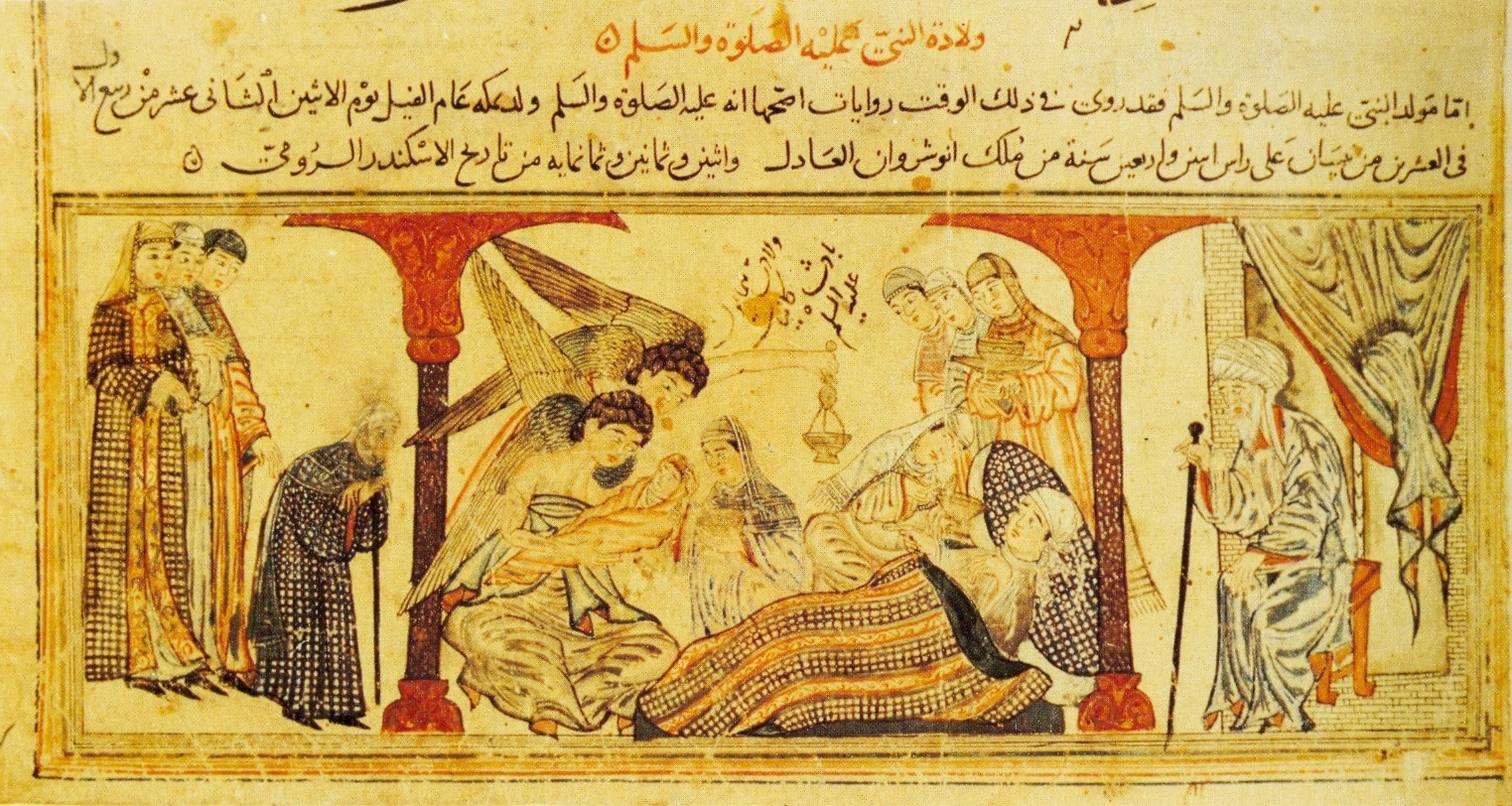
Рождение пророка Мухаммеда. Миниатюра. «Джами ат-Таварих» Рашид ад-Дина. 1314. Эдинбург, Библиотека университета
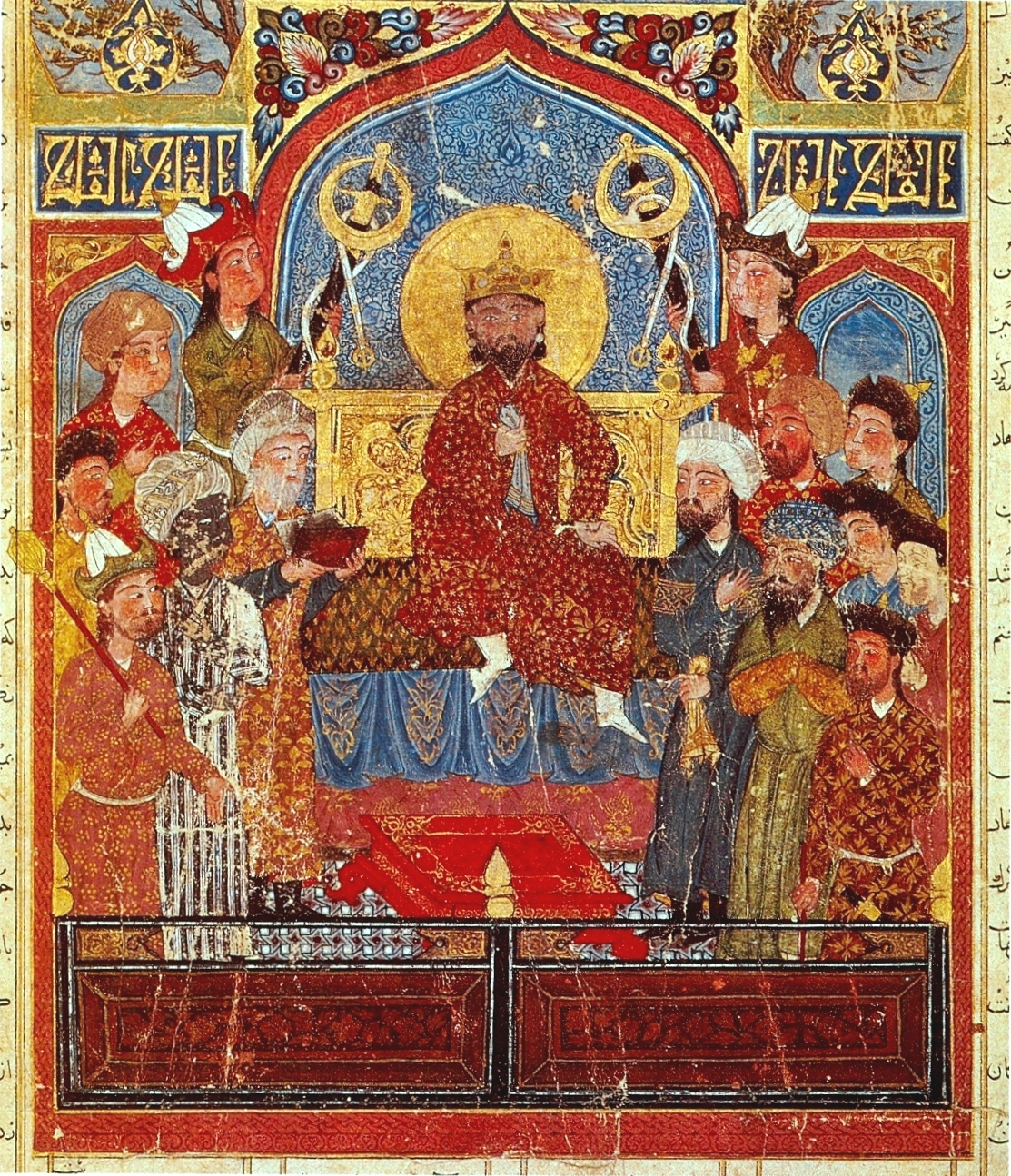
Искандер на троне. Миниатюра. «Шахнаме Демотта». ок. 1335 г. Лувр, Париж
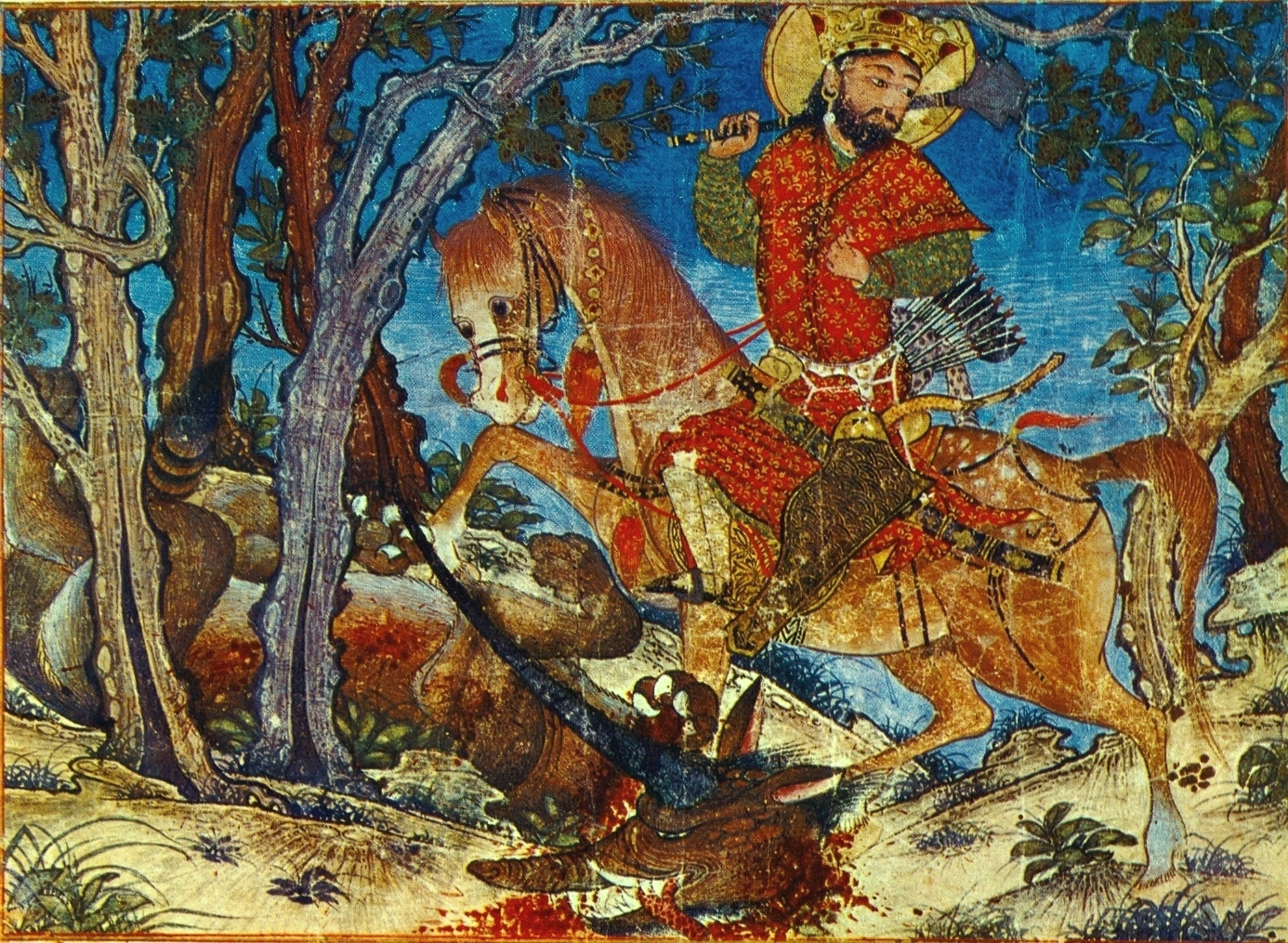
Бахрам Гур, убивший волка. Миниатюра. «Шахнаме Демотта» 1328-1336 годы. Кембридж, Музей Фогга

## Инджуиды

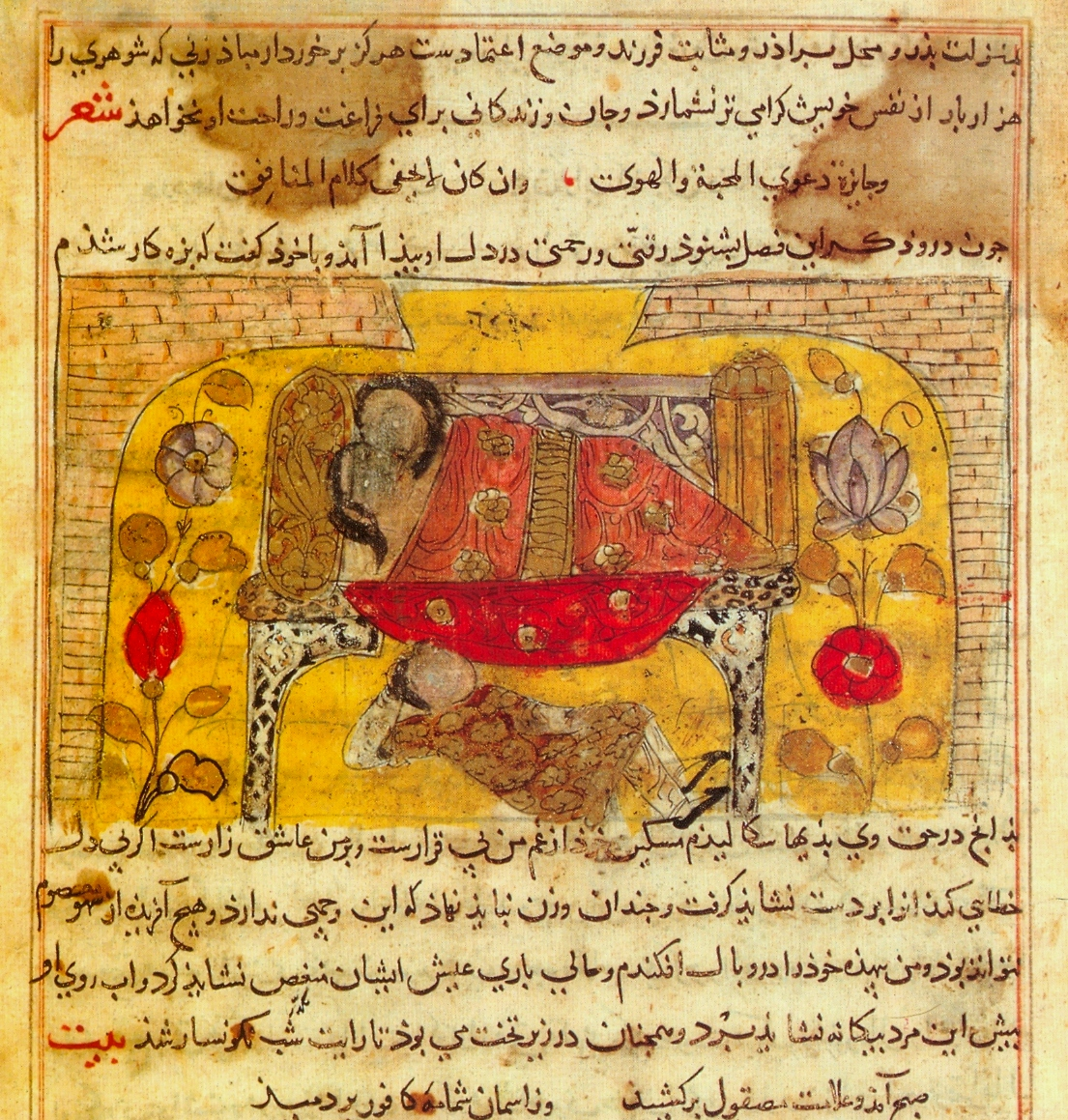
Плотник Сарандиб, его неверная жена и её любовник. «Калила и Димна» Наср Аллаха. Шираз. 1333 год. Британский музей, Лондон

В иранской истории довольно часто бывало так, что простой провинциальный губернатор, назначенный султаном, прибирал к рукам всю региональную власть, и становился основателем местной, полуавтономной династии. Инджуиды были как раз такой династией, правившей в Фарсе (юго-запад Ирана) с 1303 по 1357 год. Центром этого региона был город Шираз, где существовала мастерская по производству манускриптов.
От правления инджуидов до наших дней дошли две иллюстрации из утраченной рукописи «Калила и Димна» (1333 год) и также список «Шахнаме» от 1341 года. Их миниатюры демонстрируют гораздо более провинциальное качество в сравнении с продукцией столичных мастерских, но в то же время более последовательное сохранение персидской декоративной традиции, которая, судя по всему, несмотря на китайское влияние, продолжала существовать вне столицы. На миниатюре из рукописи «Калила и Димна» с изображением сюжета о неверной жене, можно видеть нереально большие цветы по сторонам. Эта особенность является свидетельством стремления украсить, то есть усилить декоративность миниатюры в ущерб реалистическому отображению.

## Музаффариды

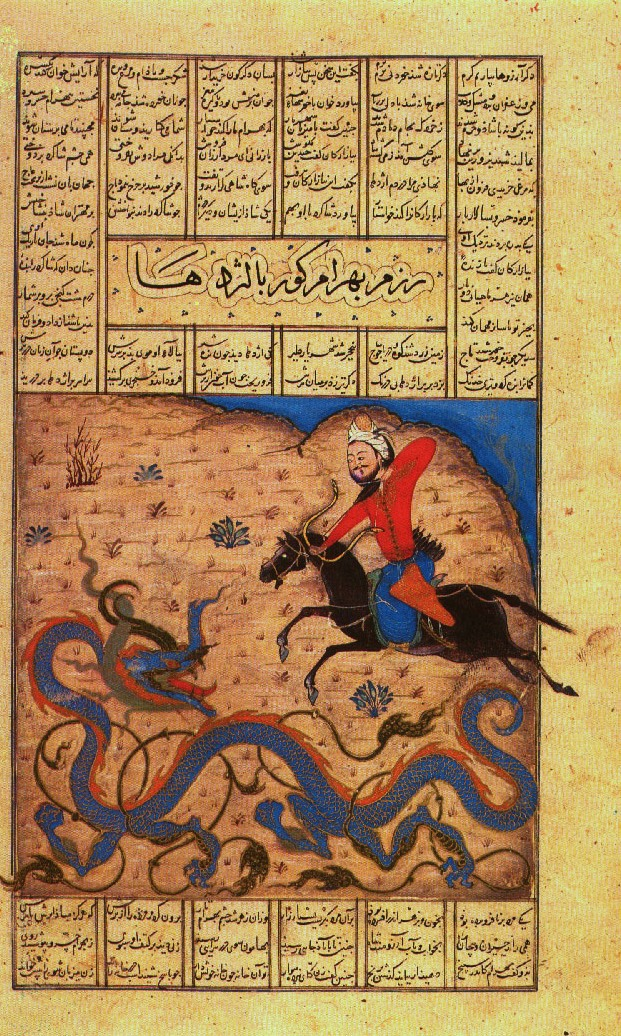
Бахрам Гур убивает дракона. Фирдоуси, «Шахнаме» 1371 год. Стамбул, Топкапы-сарай

Музаффариды были династией, основавшей своё недолговечное царство на развалинах Ильханата. В 1350-х годах они смели́ инджуидов, захватив Шираз, затем взяли и ограбили, но не смогли удержать Тебриз. В 1393 году Тимур положил конец их правлению.
Самые ранние музаффаридские миниатюры относятся к 1370-м годам, поэтому более ранние этапы развития (1340—1350-е) остаются неизвестными. В них видно сильное влияние живописи джалаиридов — ведущей школы, процветавшей в это время в Багдаде. В этот период происходят важные перемены в организации пространства миниатюры и изменение масштабных соотношений фигур с фоном. В обиход входят лирико-поэтическое прочтение сюжетов, склонность к изяществу и утончённости образов.
Основным центром по производству рукописей при музаффаридах был Шираз. Новый музаффаридский стиль можно видеть уже в рукописи «Шахнаме», созданной в 1371 году (Стамбул, Топкапы-сарай). Главной его особенностью является ярко выраженная декоративность, присущая всем двенадцати иллюстрациям манускрипта. Например, на миниатюре «Бахрам Гур убивает дракона», изображена не столько реалистическая ярость схватки, сколько декоративный узор — арабеска, которую представляет собой тело дракона. Он уже не борется и не извергает пламя, а его тело для усиления декоративного эффекта имеет синий цвет. Этот новый ширазский стиль продолжался по меньшей мере до конца XIV века, о чём можно судить по ещё одной копии «Шахнаме» Фирдоуси от 1393-4 гг.

## Джалаириды

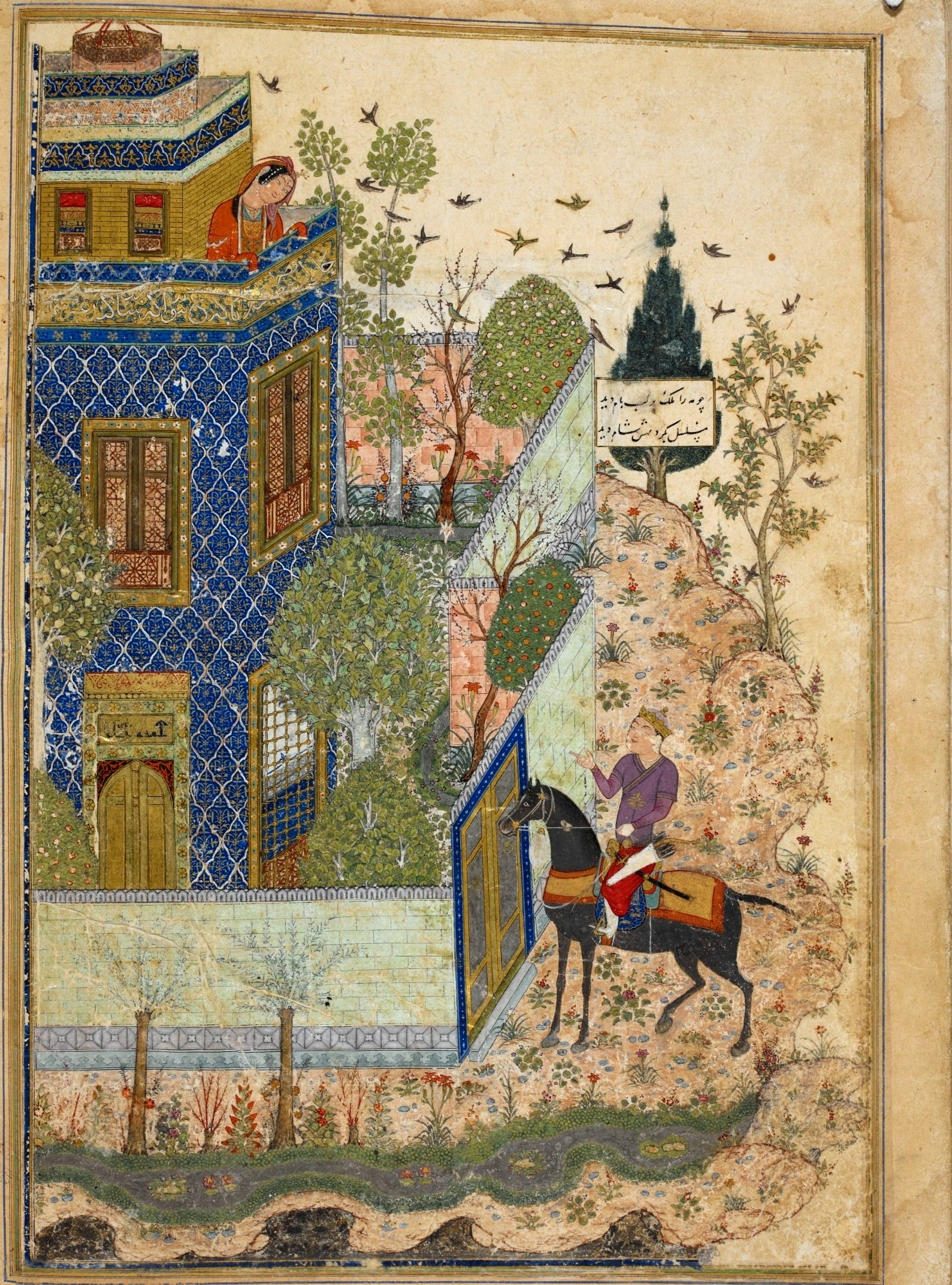
Джунейд. Хумаюн подглядывает за Хумаем, стоящим у ворот. Миниатюра. «Три поэмы» Хаджу Кермани. 1396 год. Британская библиотека, Лондон

Джалаириды при монголах были губернаторами Анатолии (Рум). В смуте, возникшей после смерти Абу Саида, они наряду с инджуидами и прочими провинциальными династиями боролись за власть. В 1339 году лидер джалаиридов Хасан Бузург захватил Багдад, а его наследник Увайс I в 1360 году — Тебриз. Династия прекратила своё существование со смертью последнего джалаирида — султана Хусайна в 1431 году.
Художники в неспокойные времена, судя по всему, переходили от одного правителя к другому. Дуст Мухаммад в 1544 году сообщает, что художник Ахмад Муса служил в мастерской последнего ильхана Абу Саида, а его ученик Шамс ад-Дин обучался мастерству уже во время правления джалаирского султана Увайса I.
От периода 1336—1356 годов дошли лишь считанные произведения. Небольшое число разрозненных миниатюр, вырезанных из книг, которые можно датировать 1360-70 годами, попало в альбомы, хранящиеся в Стамбуле и Берлине. Несмотря на сильное влияние ильханской художественной идиомы в них видны серьёзные перемены. К середине 1370-х годов, когда умер Увайс I, канон персидской миниатюры на два будущих столетия практически сложился: художники нашли необходимый баланс между абстракцией и натурализмом, цветом и линией, человеком и природой, наилучшим образом отображающий иранский дух.

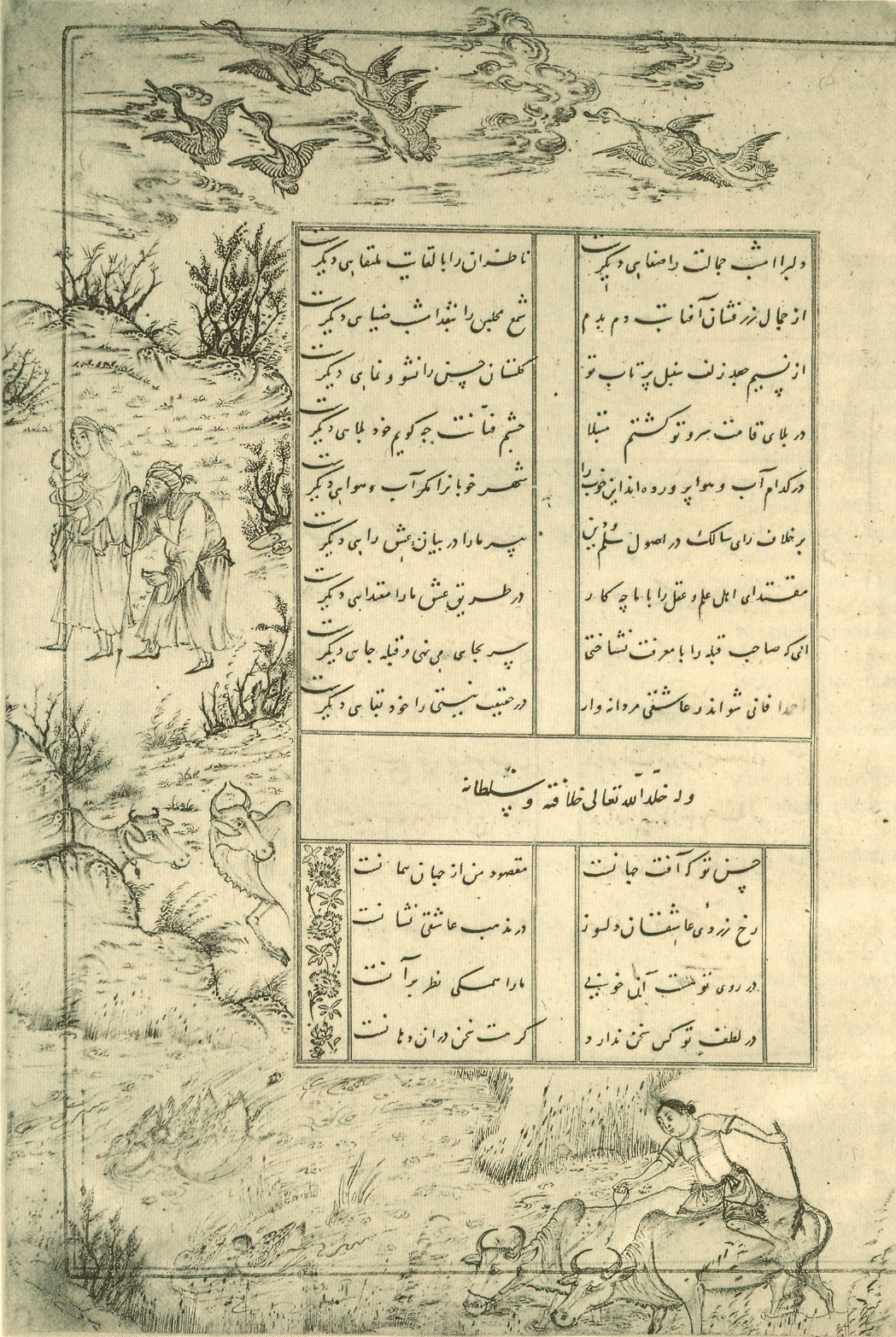
Абд аль-Хай, страница из «Дивана» Ахмеда Джалаира. 1406—1410 годы. Галерея Фрира, Вашингтон (США)

После смерти Увайса I возникла смута, в которой верх взял брат умершего, Ахмад (правил в 1382—1410 годах). Однако его правление было очень беспокойным, так как с багдадского престола его два раза изгонял Тимур (который часть художников увёл с собой в Самарканд). Только смерть Тимура в 1405 году позволила Ахмаду в третий раз сделать Багдад своей столицей. Этот правитель был очень примечательной фигурой в истории персидской живописи. Источники описывают Ахмада как человека своевольного и жестокого, но в то же время как образованного любителя поэзии, музыки и живописи. Кроме того, он сам писал стихи, и брал уроки рисования у своего придворного художника Абд аль-Хайя. Многие специалисты полагают, что именно Ахмад Джалаир стимулировал лирико-поэтическую трансформацию персидской миниатюры, поскольку это соответствовало его поэтическому мировидению. К периоду его правления относятся несколько иллюстрированных манускриптов; самый ранний, имеющий две даты — 1386 и 1388 годы, «Хамсе» Низами, выполнен несколько провинциально, однако в нём просматриваются черты, которые вскоре художники из китабхане Ахмада доведут до совершенства.
Следующая рукопись — это «Три поэмы» Хаджу Кермани, (1396 год), все девять миниатюр которой представляют собой огромный скачок в развитии персидской живописи. Лирическое осмысление текста достигает в них необычайной высоты. Это можно видеть на примере миниатюры «Принцесса Хумаюн подглядывает за Хумаем у ворот», в которой цветущий сад и украшенная изразцами башня символизируют красоту и цветение юности, ожидающей своего возлюбленного принцессы. Хотя символизм в персидской живописи практически никогда не становился столь специфическим, как в итальянской и фламандской живописи XIV века, несомненно, что в данном случае природа и архитектура были призваны расширить смысл происходящего. Кроме того, в этом манускрипте встречается первая в истории персидской живописи подписанная миниатюра, поэтому известно имя автора — Джунейд (которого Дуст Мухаммад называет учеником Шамс ад-Дина). Это означает, что престиж профессии художника к тому времени достиг такого уровня, что стало возможным или необходимым оставлять своё имя.
От времени правления Ахмада Джалаира дошли ещё две рукописи, научный трактат по космологии (1388 год), и более поздняя версия «Хамсе» Низами, миниатюры которой близки по строю иллюстрациям «Трёх поэм» Кермани. Однако самым загадочным произведением последних лет его правления является «Диван» (сборник стихов), который написал сам Ахмад. Восемь из 337 страниц сборника содержат маргинальные рисунки на разные темы, выстроенные в определённую семиступенчатую систему, которую учёные объясняют мистическими склонностями султана Ахмада. Рисунки очень хороши, но до сих пор идут дискуссии об их авторе. Большинство специалистов считает их работой придворного художника Абд аль-Хайя, но есть те, кто предполагает, что их автором вполне мог быть сам султан Ахмад Джалаир.
Вклад джалаиридских художников в персидскую живопись огромен. Под патронажем султана Ахмада художники работали в разных техниках и создали множество архетипических композиционных схем, которыми пользовались пять следующих поколений художников. Они достигли того уровня изящества и колористической гармонии, которые будут характерны для лучших произведений персидской миниатюры в будущих столетиях.

## Живопись Тимуридов. XV век

### Ранняя тимуридская живопись

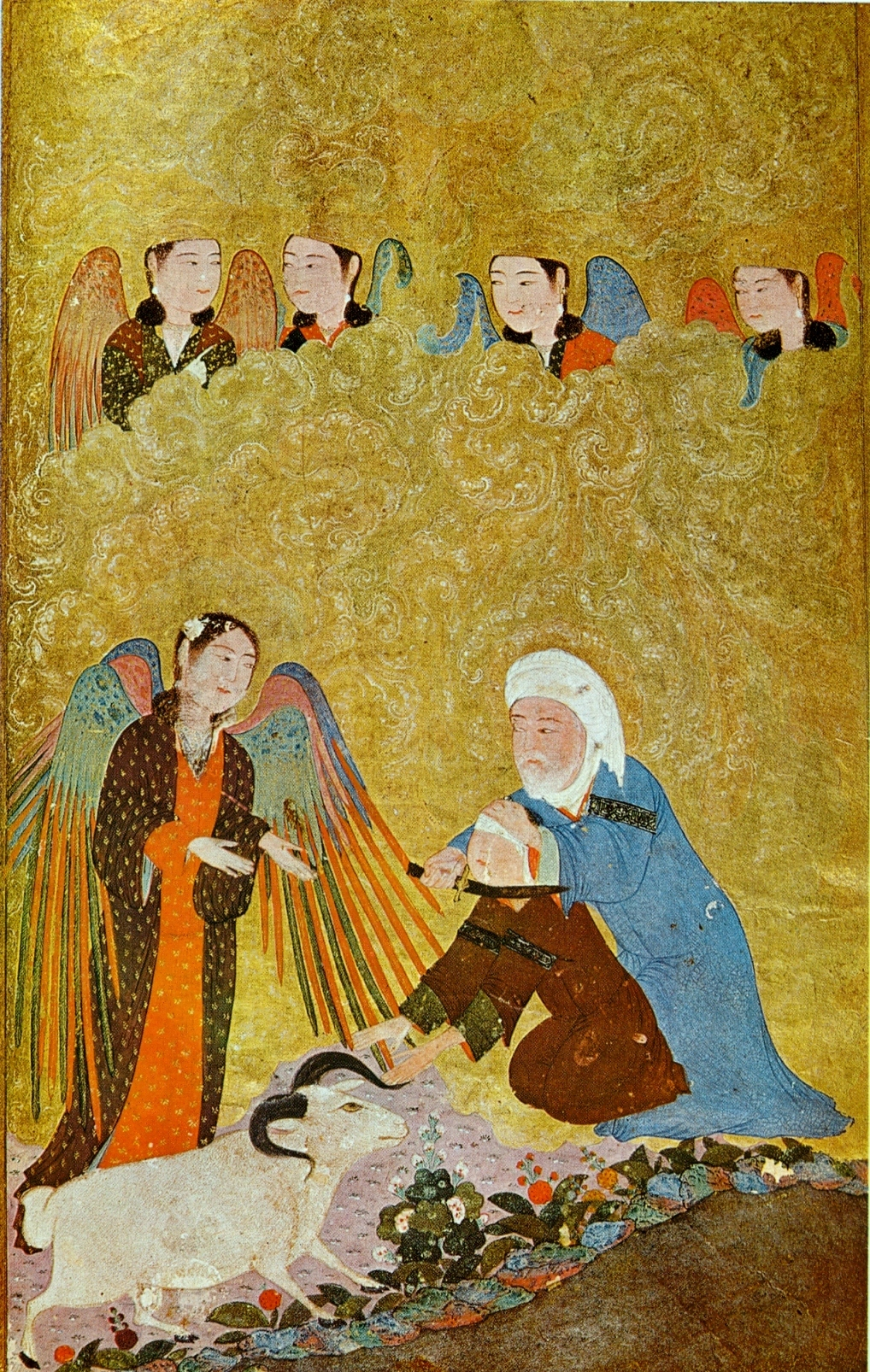
Жертвоприношение Ибрахима (Авраама). «Тимуридская антология», Шираз, 1410—1411 годы. Коллекция Гюльбенкяна, Лиссабон.

Через 150 лет после нашествия монголов, с северо-востока в Иран ворвалась армия Тимура. К 1400 году он захватил весь Иран, Ирак, часть Малой Азии, Индию вплоть до Дели, и продвинулся в степи России. Тимур до старости не утратил страсть к войне — он умер во время похода в Китай. Он захватывал силой города вывозя оттуда ремесленников и художников. Последних Тимур увозил с собой в Самарканд, где они включались в грандиозные строительные проекты, призванные утвердить его мощь и власть. Исторические источники сообщают, что стены тимуридских дворцов и беседок были расписаны портретами Тимура, членов его семьи, любимых жён из гарема, а также изображениями победоносных баталий, однако ни одна роспись не сохранилась. Также от времён правления Тимура не дошло ни одной иллюстрированной рукописи — он их по всей вероятности не заказывал.
Своих сыновей и внуков он назначал губернаторами. Наследником объявил внука Пир Мухаммеда, однако в итоге последовавшей после смерти Тимура смуты к власти пришёл единственный оставшийся в живых сын Тимура Шахрух, правление которого оказалось достаточно стабильным для того, чтобы культурный процесс возродился с новой силой. Шахрух был заказчиком нескольких иллюстрированных манускриптов. Самый известный из них — «Маджма ат-Таварих» Хафиз-и Абру, продолжение монгольского «Джами ат-Таварих» Рашид ад-Дина. Было создано несколько копий этого произведения, но в наши дни один экземпляр хранится в Стамбуле, а отдельные листы другого разошлись по разным музеям. Стиль его миниатюр известный исследователь Рихард Эттингхаузен определил как «исторический стиль Шахруха». Характерные его черты — крупные фигуры на переднем плане, земля с высоким горизонтом и редкая растительность. Впрочем, в Эрмитаже, Санкт-Петербург, хранится список «Хамсе» Низами от 1431 года, созданный для Шахруха, который выдержан совершенно в ином, не «историческом», а лирическом стиле.
Губернатором в Фарсе (юго-запад Ирана) служил племянник Шахруха Искандер Султан. Будучи по натуре бунтовщиком, он поднял против Шахруха мятеж, за что был в 1414 году ослеплён, а затем в 1415 году казнён. Однако до своего ареста Искандер Султан содержал в Ширазе китабхане, из стен которой вышло несколько замечательных манускриптов, датируемых 1410-ми годами. В эти годы Искандар Султан заказал две поэтические антологии (1410 и 1411 годы), книгу гороскопов (1410—1411), и трактат по астрономии (1410—1411). Своими рисунками на полях поэтические антологии напоминают «Диван» (сборник стихов) Ахмада Джалаира. Близки джалаиридской живописи и особенности миниатюр: удлинённые фигуры и лирическое изображение природы. Разноцветные горы, напоминающие кораллы, предвосхищают в них блестящую тимуридскую миниатюру 1430-40х годов.

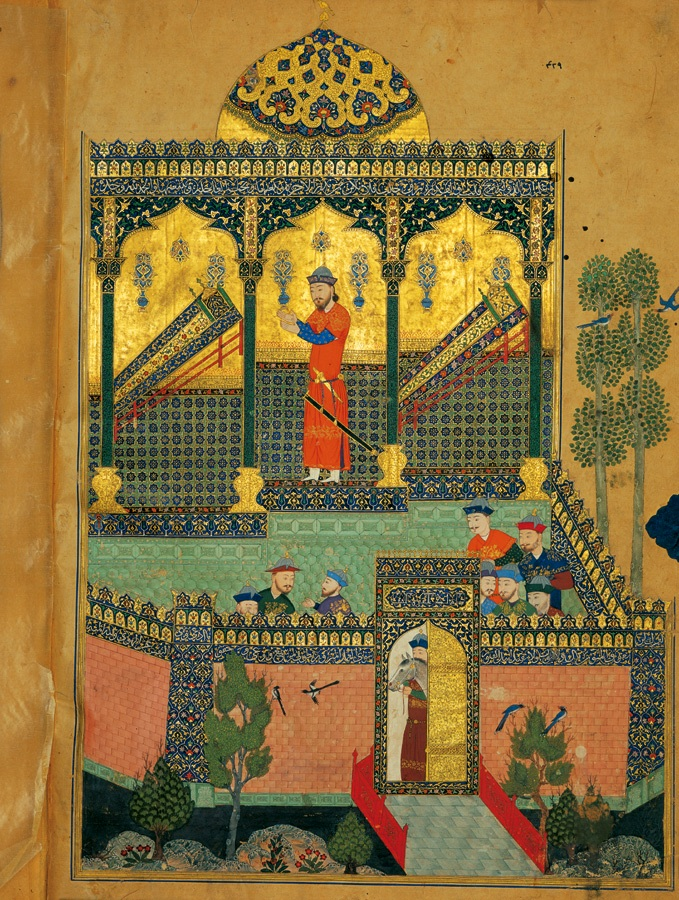
Скорбь по Рустаму. «Шахнаме» Байсонкура. 1430 год. Тегеран, Дворец Гулистан.

После ареста Искандара Султана, часть художников и каллиграфов его мастерской Шахрух перевёл в Герат. Губернаторствовать в Ширазе он посадил своего сына Ибрагима. Другого сына, Байсонкура, направил в 1420 году отвоёвывать Тебриз у туркменского племенного объединения Кара-Коюнлу, откуда Байсонкур вернулся в Герат, привезя с собой тебризских художников, среди которых вероятно были те, что творили ещё для Ахмада Джалаира. Оба сына Шахруха были образованными людьми, и с их деятельностью связан расцвет тимуридской миниатюры в первой половине XV века. В Берлинском Музее исламского искусства хранится поэтическая «Антология» (1420 г.), с надписью-посвящением от Ибрагима Султана своему брату Байсонкуру, миниатюры которой, правда, неоднородны по качеству. Другая рукопись, «Хамсе» Низами от 1435—1436 гг., демонстрирует пик художественного стиля, связанного с именем Ибрагима Султана. Кроме выдающихся произведений ширазские мастера в это время выпускали и менее качественную продукцию, предназначенную не для двора, которую обычно именуют «коммерческой».
Самая роскошная китабхане в первой половине XV века была у Байсонкура в Герате, в которой собрались талантливые художники. В документах о деятельности этой мастерской сообщается о завершении строительства входа в сурат-хане, то есть картинную галерею. Очевидно, что сурат хане была помещением, где хранились картины, написанные на шёлке или бумаге, и были доступны для обозрения. Несмотря на пагубное пристрастие к вину, послужившее причиной его ранней смерти в 36 лет, Байсонкур смог вдохновить своих художников на достижение новых высот в иллюстрировании таких популярных и хорошо известных произведений, как «Калила и Димна», «Шахнаме» Фирдоуси, и «Гулистан» Саади. От той эпохи до нас дошёл уникальный документ, хранящийся в Стамбуле, в котором глава китабхане, каллиграф Джафар Али Табризи отчитывается перед Байсонкуром о ходе работ над двадцатью двумя разными проектами, от книжной миниатюры, до архитектуры. В документе упоминаются имена двадцати пяти сотрудников китабхане — художников, каллиграфов, переплётчиков и т. д. С именем Байсонкура связано более двадцати иллюстрированных манускриптов и множество миниатюр на отдельных листах. В этом внушительном списке самыми замечательными произведениями являются иллюстрации к «Калила и Димна» (1429), и к так наз. «Шахнаме Байсонкура» (1430). Эти превосходные миниатюры считаются образцом классической персидской живописи, а китабхане Байсонкура в Герате иногда именуют Художественной Академией.
После смерти Байсонкура его мастерская не исчезла, хотя, возможно, некоторые художники уехали в Фарс, Азербайджан, или даже в Индию. 1436 годом датируется книга «Мираджнаме» (история мистических путешествий пророка Мухаммеда), выпущенная мастерской в Герате. В ней 61 миниатюра, а текст написан на арабском и уйгурском языках. В 1450 году в гератской мастерской был создан ещё один список «Шахнаме» для третьего сына Шахруха, Мухаммеда Джуки. Его миниатюры близки по манере к произведениям созданным в 1430-х годах для Байсонкура.

В первой половине XV века особняком стоит творчество художника, известного как Мухаммад Сиях Калам (Мухаммед — Чёрный Калам), который в своих рисунках изображал дервишей, шаманов, демонов и кочевников — тематика, выпадающая из традиционного русла персидской живописи. И по сюжетам и по манере этот художник был ближе среднеазиатской и китайской традиции, чем персидской. Большинство его рисунков хранится в Стамбуле, в Топкапы Сарай. Китайское влияние на тимуридское искусство первой половины века было всепроникающим, особенно в части заимствования орнаментов, которыми украшали буквально все предметы. Тимуридское царство связывала с Китаем интенсивная торговля, и товары с бесконечно изобретательными орнаментами в изобилии поступали на местные рынки. Привозилась и китайская живопись на шёлке, особенно в популярном жанре «цветы-птицы»; некоторые персидские художники копировали эти произведения.

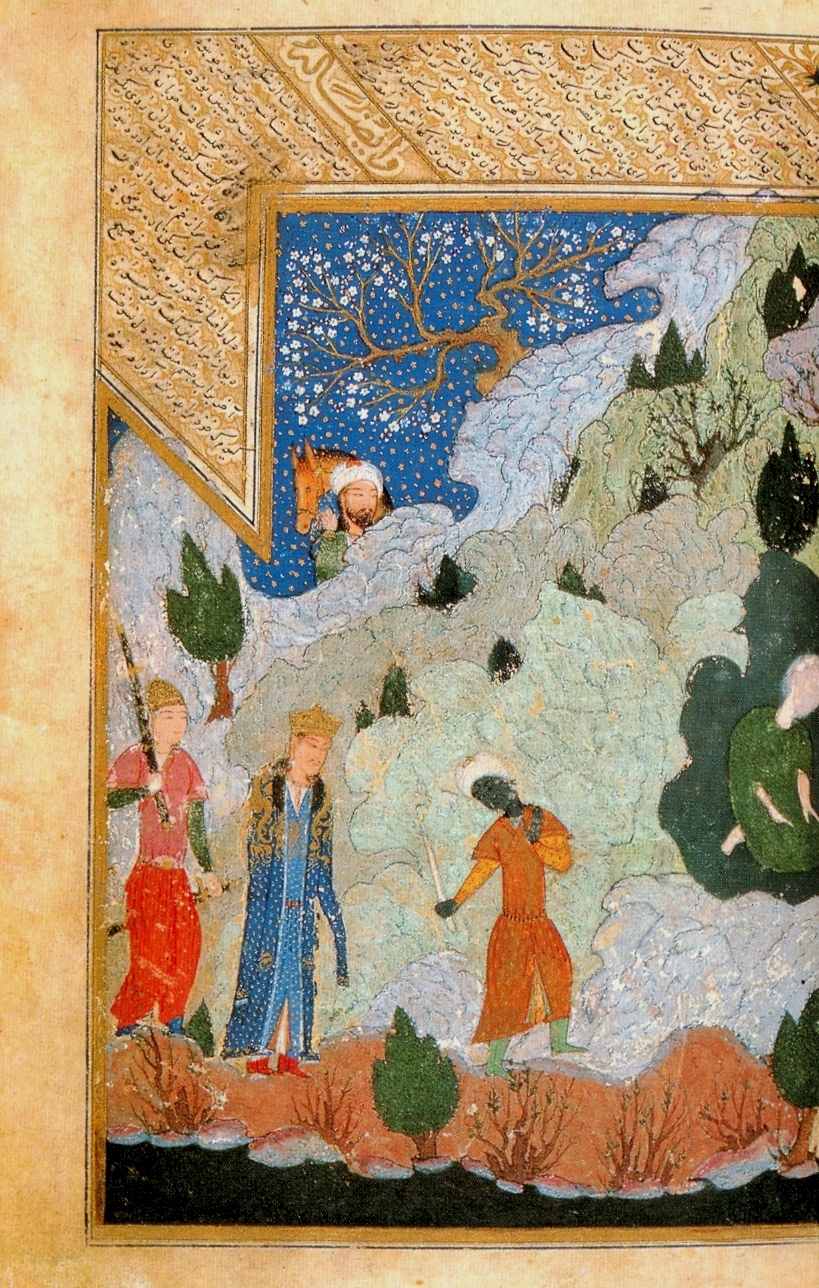
Искандер посещает мудреца-отшельника. «Диван» Искандера Султана. 1410-1411 годы. Британская библиотека, Лондон
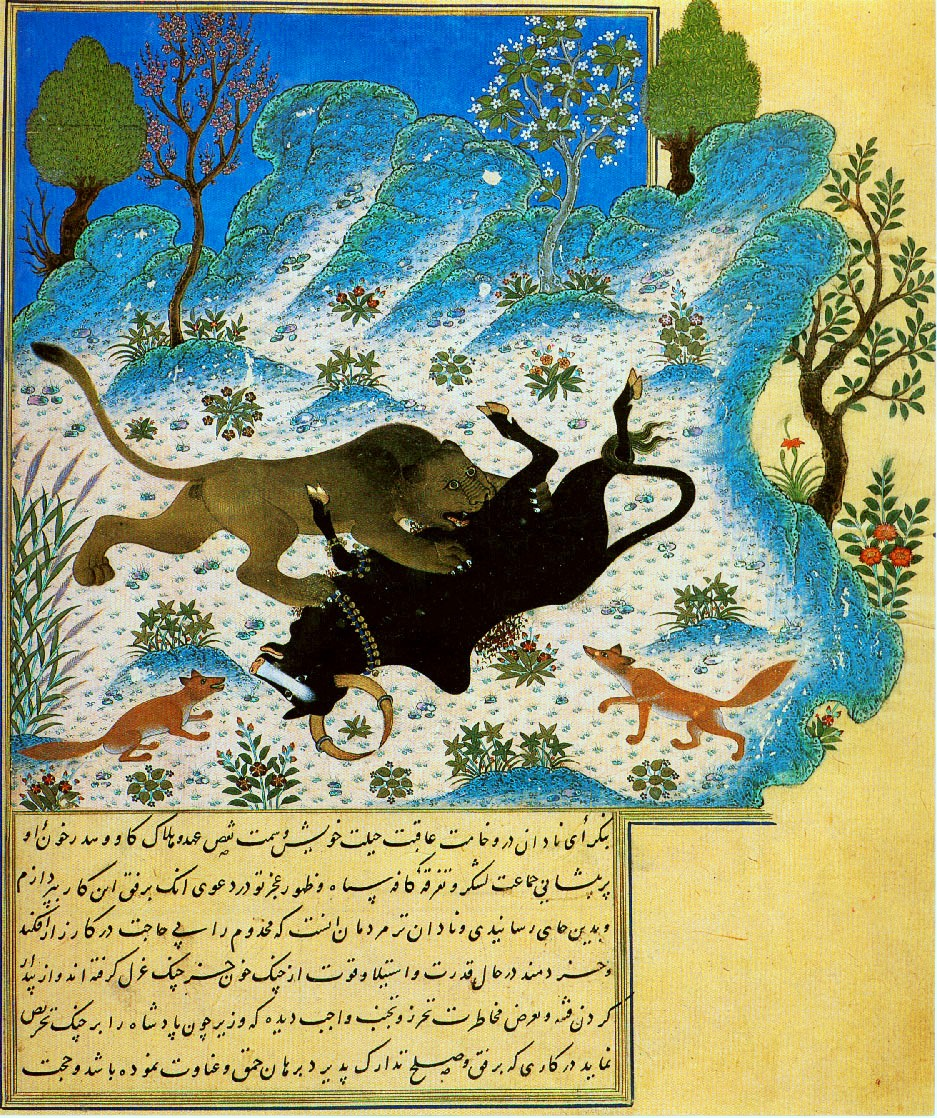
Лев, напавший на буйвола. «Калила и Димна» Герат, 1429 г. Топкапы Сарай, Стамбул
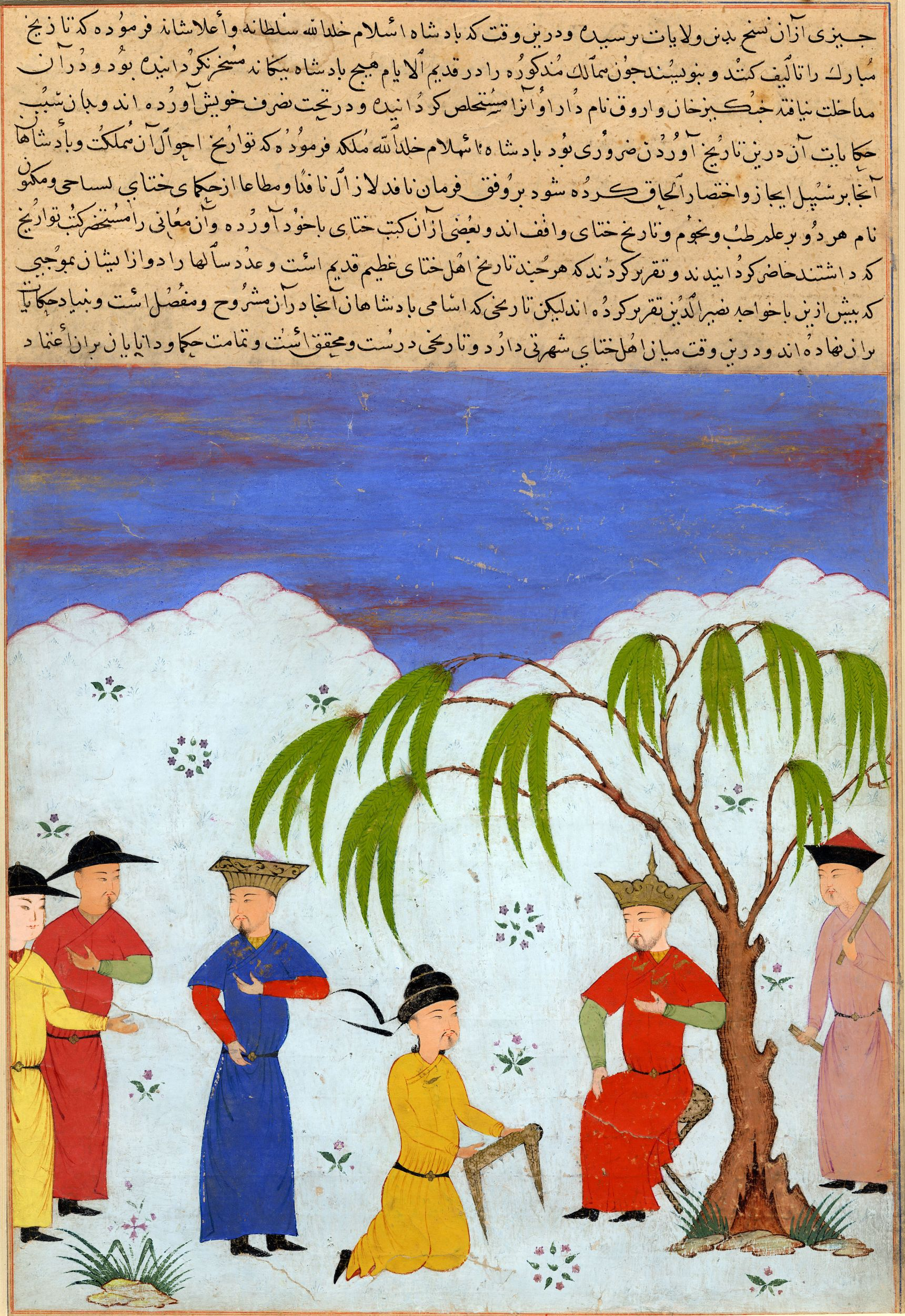
Китайские мудрецы преподносят книги хану Олджейту. «Маджма ат-Таварих», 1425-1430 годы. Лондон, Британский музей.
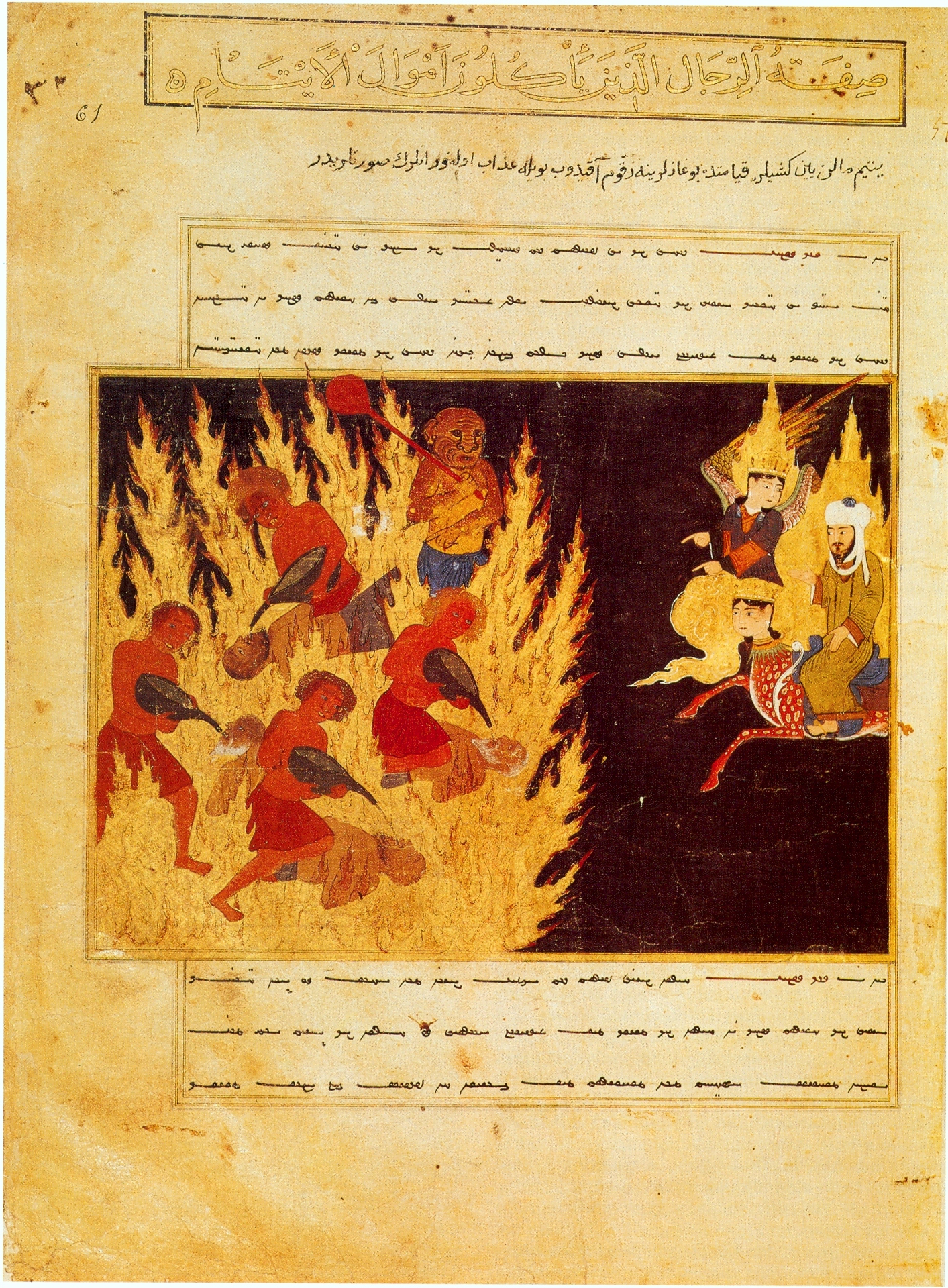
Пророк Мухаммед посещает ад. «Мираджнаме»,Герат, 1436 г, Национальная библиотека, Париж
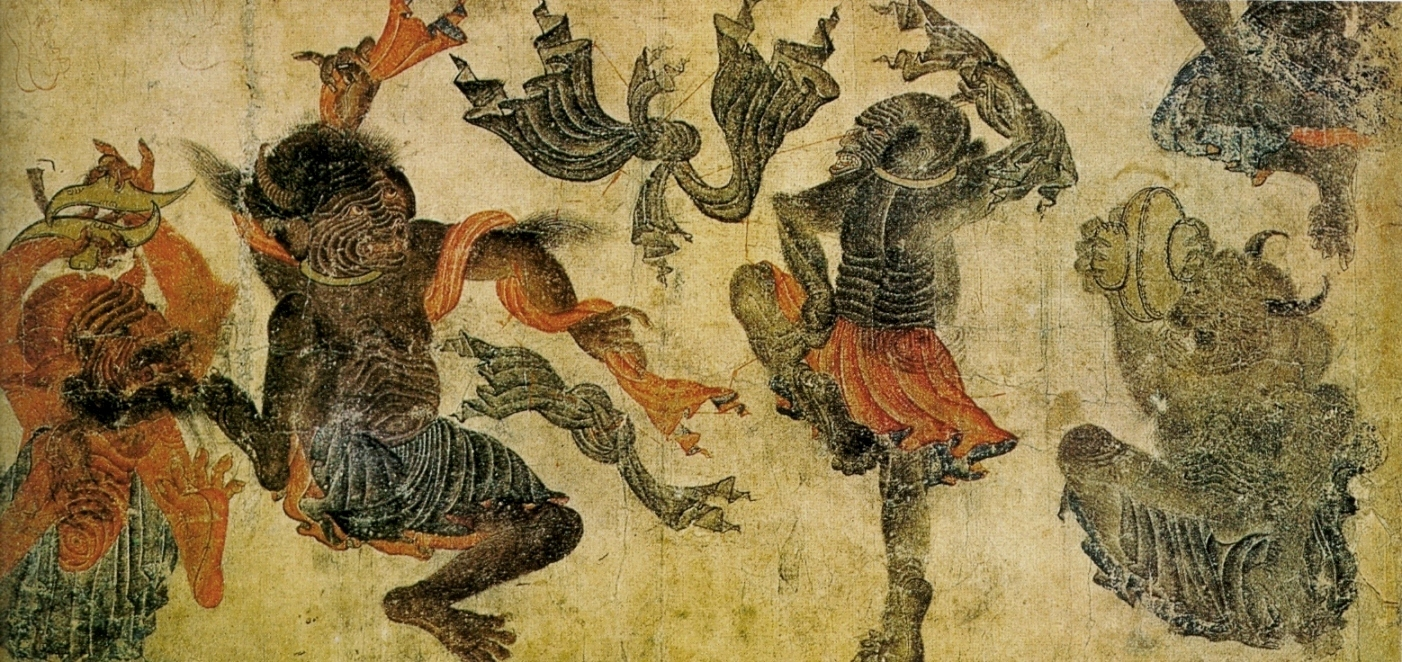
Мухаммад Сиях Калам. Пляска демонов. XV в. Топкапы Сарай, Стамбул

### Живопись Ирана и поздних тимуридов

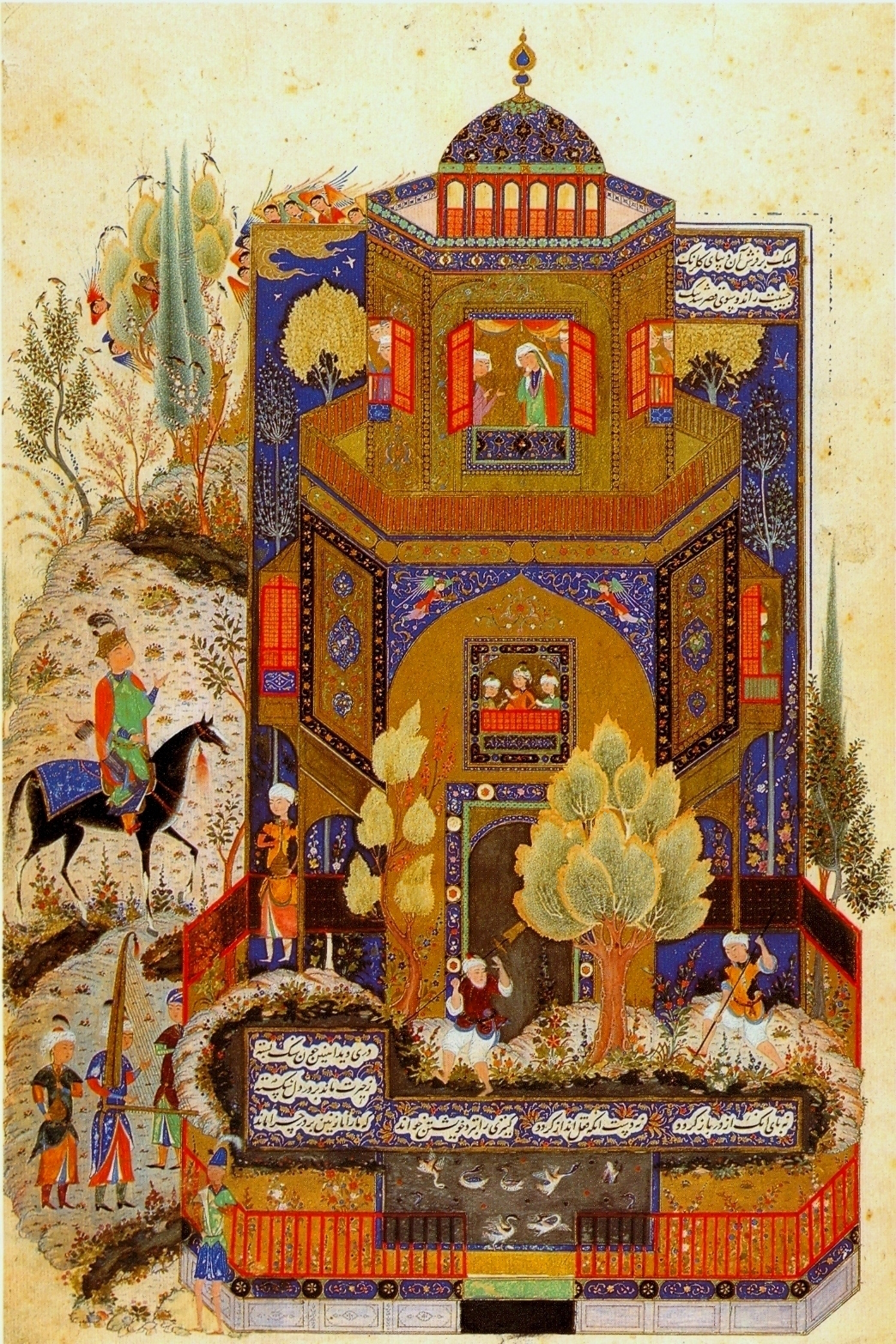
Хосров у дворца Ширин. «Хамсе» Низами. Туркменский стиль. Тебриз, кон. XV в. Коллекция Кира, Хэм, Ричмонд

После смерти Шахруха, случившейся в 1447 году, среди тимуридских принцев вновь разгорелась междоусобица. Сын Шахруха Улугбек, бывший к тому времени практически независимым правителем Мавераннахра, захватил Герат, художников вывез к себе в Самарканд, и почти два года единолично правил тимуридскими землями. Затем, в результате заговора своего сына Абд аль-Латифа он был свергнут, и в 1449 году казнён. Два года спустя в 1451 году убит уже сам Абд аль-Латиф, после чего начался новый этап нестабильности. Этим воспользовалось туркменское племенное объединение Кара-Коюнлу (чёрные бараны), которое под предводительством Джахан-шаха захватило западный и южный Иран, а в 1458 году на короткое время и Герат. Девять лет спустя, в 1467 году, предводитель другого племенного объединения туркменов — Ак-Коюнлу (белые бараны), Узун Хасан, в битве убил Джахан-шаха. Воспользовавшись этим моментом, тимуриды попытались отбить у Ак-Коюнлу свои бывшие владения, но проиграли, и потеряли территории окончательно.
В столь тревожные времена художники переходили от одного правителя к другому. Герат, который во время правления Байсонкура был художественной «Меккой», в середине века перестал пользоваться популярностью у художников: этому милитаризованному, живущему мечтами о реванше городу они предпочитали туркменские дворы в Тебризе, Ширазе и Багдаде. Со времени кончины Шахруха (1447 год) и до восшествия на тимуридский трон Хусейна Байкара (1470 год) в Герате не было создано ни одного иллюстрированного манускрипта. Однако на территориях захваченных туркменами художники по-прежнему работали во всех крупных городах. От 1450-х годов до наших дней дошёл единственный манускрипт «Хамсе» Низами, выдержанный в ширазском стиле времён правления Ибрагима Султана, и несколько отдельных миниатюр в гератском стиле художников Байсонкура.
Пир Будак, сын туркменского предводителя Джахан-шаха, будучи назначенным им правителем Шираза, взбунтовался и вопреки воле отца в 1460 году захватил Багдад. В период его правления в этом городе были созданы два иллюстрированных манускрипта. Один из них, список «Хамсе» поэта Джамали, созданный в 1465 году в Багдаде, содержит миниатюры, в которых ранний гератский стиль смешан с нововведениями, предвосхищающими будущие работы художников Хусейна Байкара. В этом же 1465 году Пир Будак поднял мятеж против своего отца Джахан-шаха, но тот захватил Багдад и казнил мятежника. Спустя два года сам Джахан-шах погиб от руки своего противника Узун Хасана, и земли Кара-Коюнлу отошли к туркменам Ак-Коюнлу. Несмотря на то, что существуют письменные свидетельства о стенных росписях дворцов Узун Хасана в Тебризе, от его времени дошёл всего лишь один манускрипт, который заказал его сын Халил, сделавший в нём посвящение своему отцу. Однако в это время производились иллюстрированные рукописи по заказам других правителей; среди таких можно отметить поэтический сборник, созданный в Шемахе, и заказанный вероятно правителем Ширвана Фаррух Ясаром, который признавал власть туркменов. Кроме этого производилось множество так называемых «коммерческих» рукописей, часть из которых дошла до наших дней. Качество миниатюр в них гораздо ниже, чем в тех, что создавались для двора. Среди лучших туркменских манускриптов конца XV века можно упомянуть список «Шахнаме», созданный в 1494 году для Султана Али-мирзы, султана Гиляна, в котором содержится почти 350 миниатюр. В части этих миниатюр персонажи изображены с несоразмерно большими головами, отчего манускрипт получил название «Большеголовый Шахнаме». Следует ещё упомянуть список «Хамсе» Низами, который был начат для тимуридского принца Бабура бин Байсонкура (ум. 1457), но впоследствии был захвачен в качестве трофея туркменами. Туркменские художники дополнили его своими миниатюрами, которые стилистически ближе к поэтическому сборнику, созданному в Шемахе.

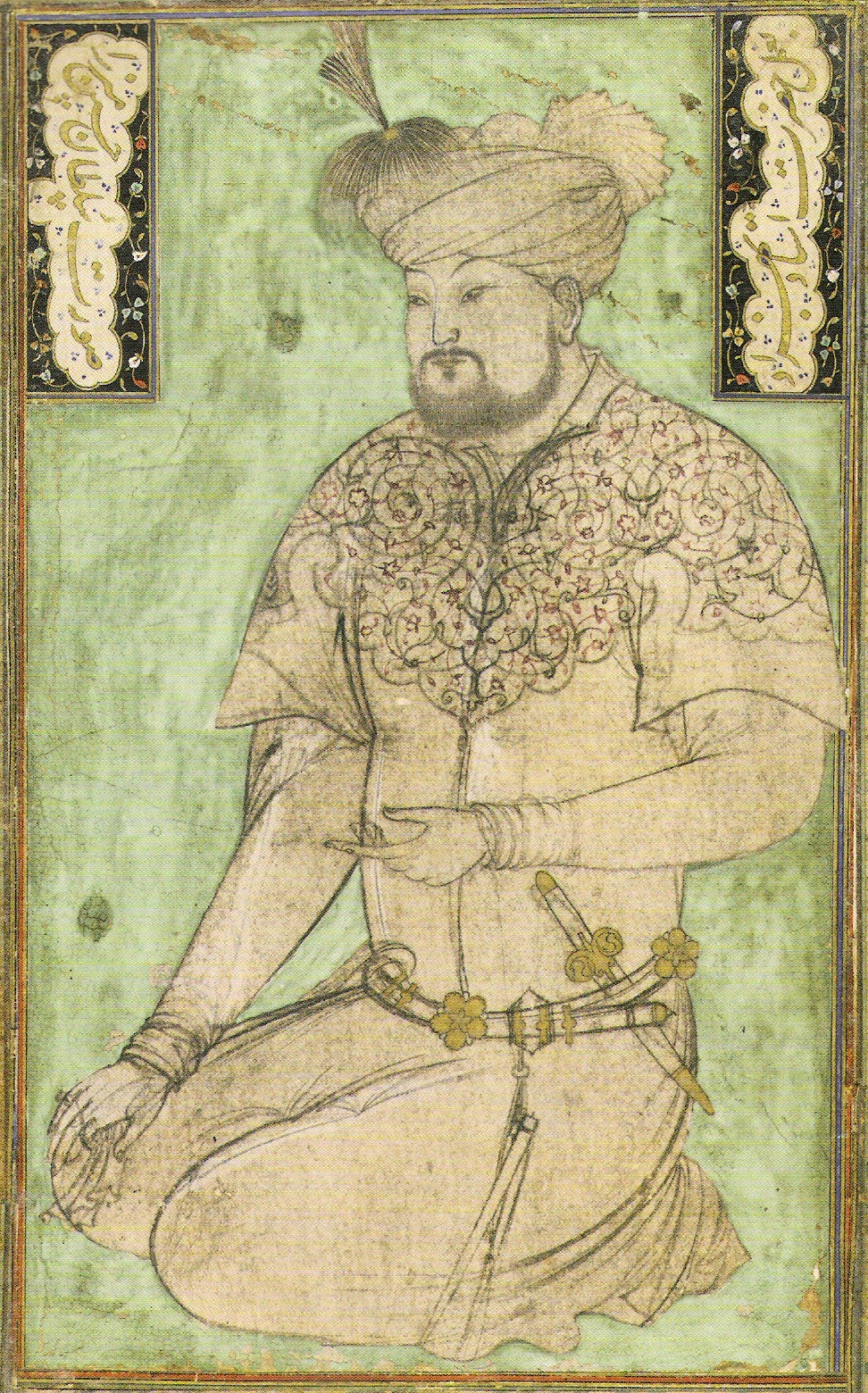
Бехзад. Портрет Хусейна Байкара. 1490-е гг. Стокгольм, Национальная галерея

Тем временем в тимуридском Герате начался новый расцвет живописи, который связан с восшествием на трон в 1470 году Хусейна Байкара. Он удерживал власть в течение 36 лет. Время его правления нельзя назвать безмятежным — на западе постоянно беспокоили туркмены, тимуридские принцы-соперники устраивали мятежи, а на востоке набирала силу новая угроза — узбеки, однако Хусейн был достаточно мудр, чтобы справляться со всеми опасностями. При своём дворе в Герате он собрал блестящих поэтов, художников и мудрецов. В качестве визиря у него служил поэт Навои, образованнейший человек своей эпохи. При дворе также работали поэт Джами и целая плеяда прекрасных художников, среди которых в первую очередь следует упомянуть Бехзада. На царских приёмах был разработан сложный церемониал: там не только сидели в соответствии с чином, но и были обязаны соблюдать строгие правила этикета при обсуждении тонкостей поэзии, музыки или изобразительного искусства. Композиционная упорядоченность гератских миниатюр времён Хусейна Байкара в какой-то мере отражает дух этих придворных установлений.
Самый ранний манускрипт, имеющий отношение к султану Хусейну Байкара, это «Зафарнаме», произведение, написанное Шир Али в 1467—1468 годах, ещё до того, как Хусейн захватил гератский трон. Книга посвящена прославлению завоевательных походов Тимура, и должна была утвердить права Хусейна как наследника и продолжателя дела Тимура. Завершение работ над ней датируют примерно 1480 годом, а автором миниатюр считают Кемаледдина Бехзада (ок. 1450 — 1536/37), выдающегося художника, который попал в китабхане султана благодаря покровительству Навои. Ряд специалистов оспаривает мнение, что все миниатюры рукописи были созданы Бехзадом, однако, например, в миниатюре «Строительство мечети в Самарканде» авторство Бехзада несомненно, поскольку она отражает типичный для него интерес к повседневной деятельности людей, разнообразию поз и типажей, композиционному совершенству и внесению в сюжет толики юмора. Участие Бехзада в иллюстрировании семи книжных проектов считается сегодня установленным фактом, и большинство этих работ приходится на период 1480—90-х годов.
1488 годом датируется другая рукопись, вышедшая из стен мастерской Хусейна, «Бустан» Саади. В миниатюрах этого манускрипта стиль Бехзада выражен в наилучшем виде: великолепная, тщательно модулированная цветовая гамма, человеческим фигурам свойственна живость в движении, кроме того, многим из них, вне сомнения, придано портретное сходство с прототипами. Четыре миниатюры имеют подписи Бехзада, а лучшей из них является та, что изображает сцену «Искушения Юсуфа». Юсуф — это библейский Иосиф, а пытавшаяся его соблазнить Зулейха — жена библейского Потифара. Библейская история в данном случае была переиначена поэтом Джами, написавшим мистическую поэму «Юсуф и Зулейха», в которой описывается, как Зулейха построила дворец с семью роскошными залами, на стенах которых были изображены эротические картины с участием Юсуфа и Зулейхи, однако Юсуф убежал от соблазнительницы Зулейхи через все семь дверей дворца. У Джами Юсуф и Зулейха впоследствии женятся, правда, конец у поэмы все равно печальный. Манускрипт хранится в Национальной библиотеке Каира.
К самым блестящим рукописям, вышедшим из стен китабхане султана Хусейна, следует отнести «Хамсе» Низами, заказ на изготовление которой был сделан тимуридским принцем Абу-л-Касим Бабуром (правил в 1449—1457 годах), и которая до его смерти так и не была завершена. Два художника, впоследствии, в 1480-х годах, работавшие над её завершением, Шейхи и Дервиш Мухаммад, создали прекрасные композиции, стиль которых, однако, несколько отличается от стиля Бехзада, особенно в части изображения буйной, фантастической растительности, служащей украшению миниатюр. Кроме рукописей, предназначенных для царских очей, в Герате выпускались и коммерческие списки популярных произведений, часть которых дошла до нашего времени. К таким относится, например, «Хаварнаме», представляющее собой фольклорное переложение «Шахнаме» Фирдоуси (1476—1477 год, хранится в библиотеке Честер Битти, Дублин).

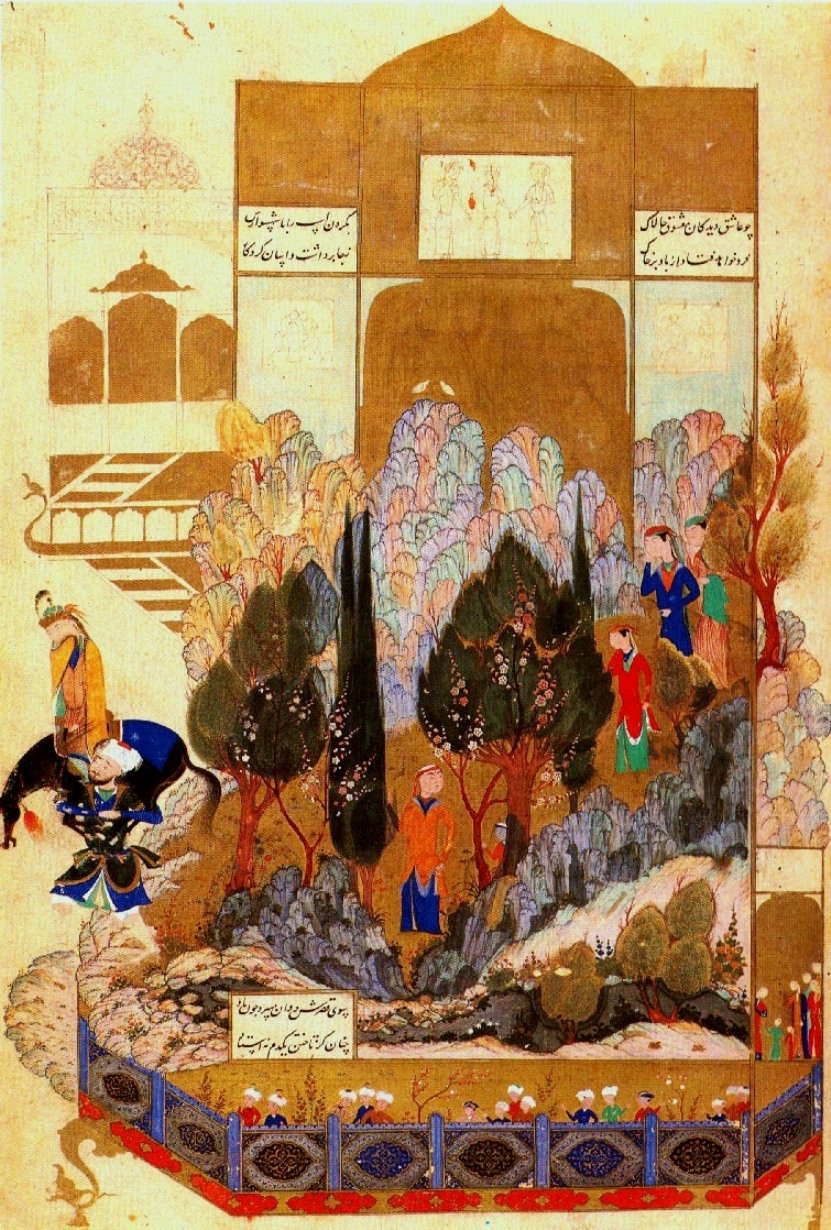
Шейхи. Фархад переносит Ширин на своих плечах. «Хамсе» Низами. Тебриз. Туркменский стиль. 1480-е годы. Топкапы Сарай, Стамбул
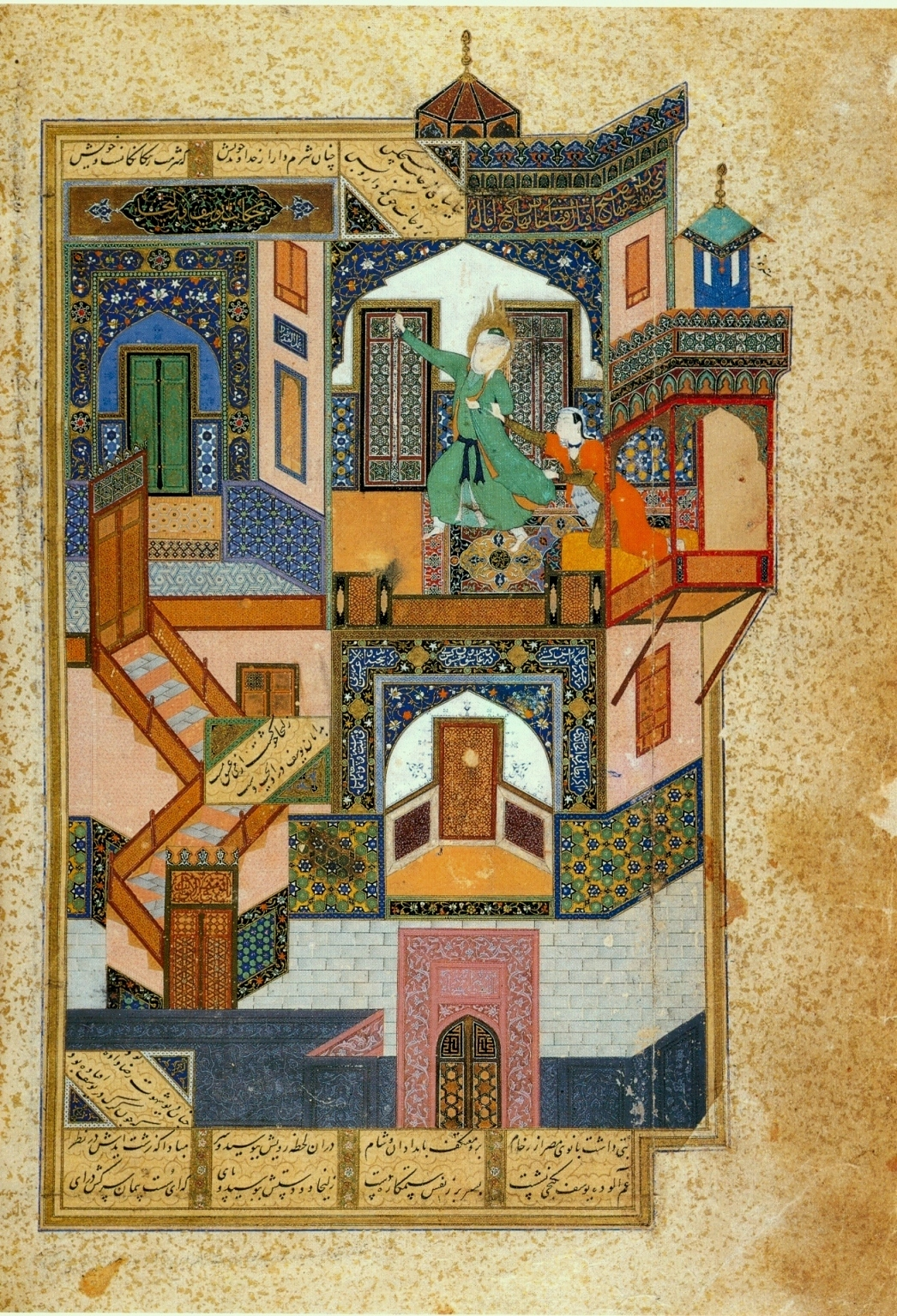
Бехзад. Искушение Юсуфа. «Бустан» Саади. Герат, 1488 г. Каир, Национальная библиотека
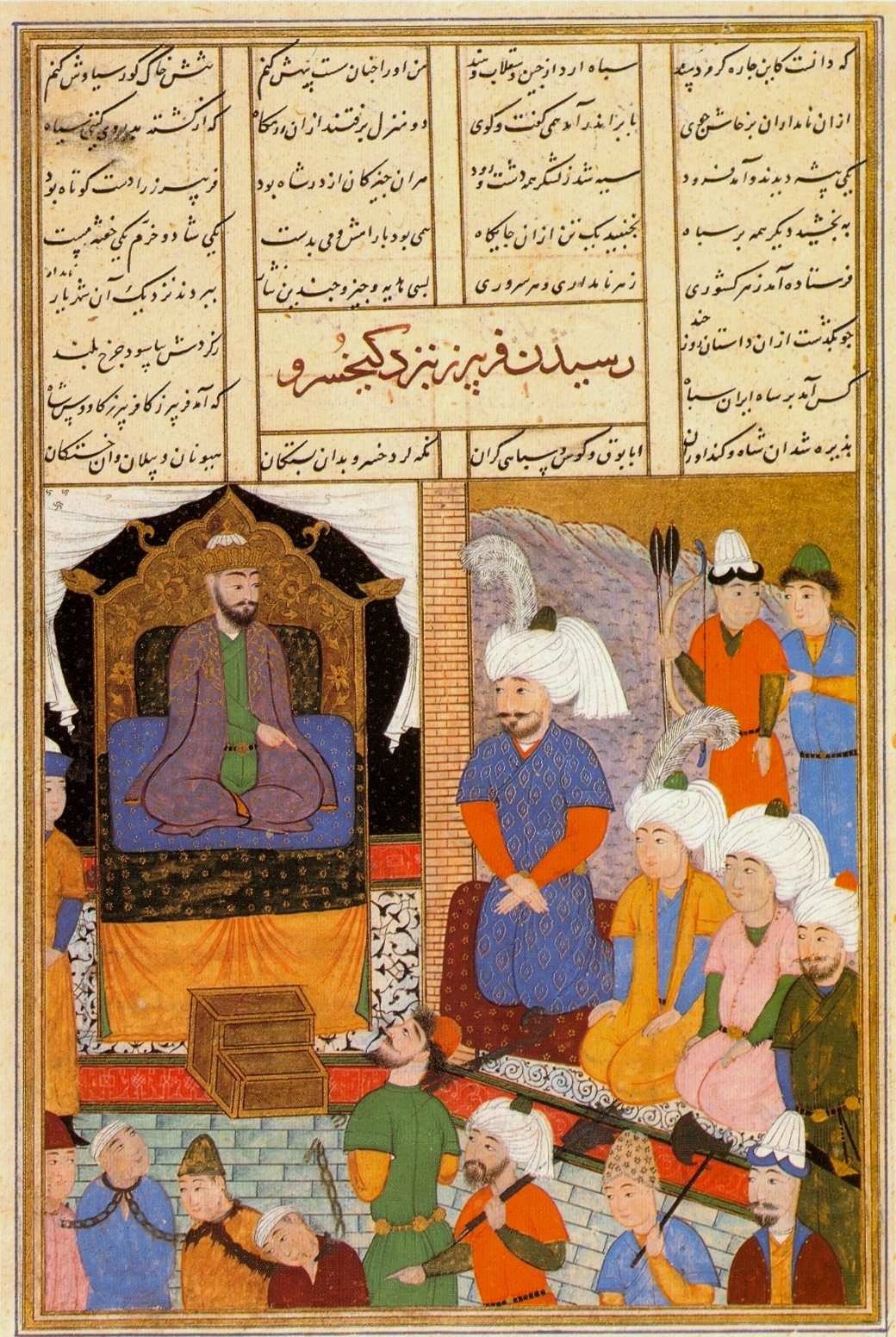
Фарибурз, представший перед Кей-Хосровом. «Большеголовый Шахнаме», Туркмены, Гилян.1494 г. Британский музей, Лондон
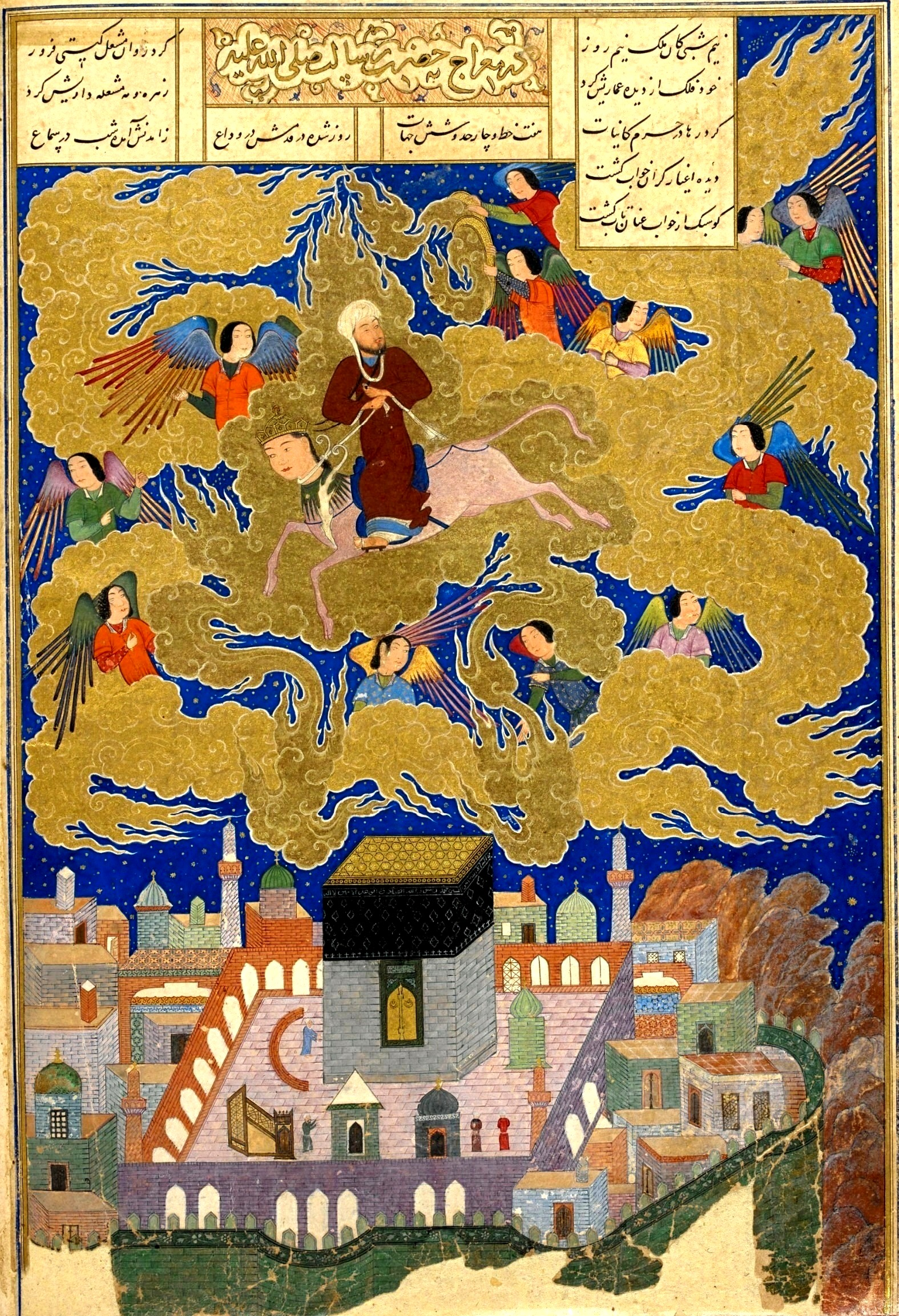
Абд аль-Раззак. Мирадж: Пророк Мухаммед пролетает над Каабой. «Хамсе» Низами. Герат, 1494—95 годы. Британская библиотека, Лондон

## Шейбаниды и Бухарская школа

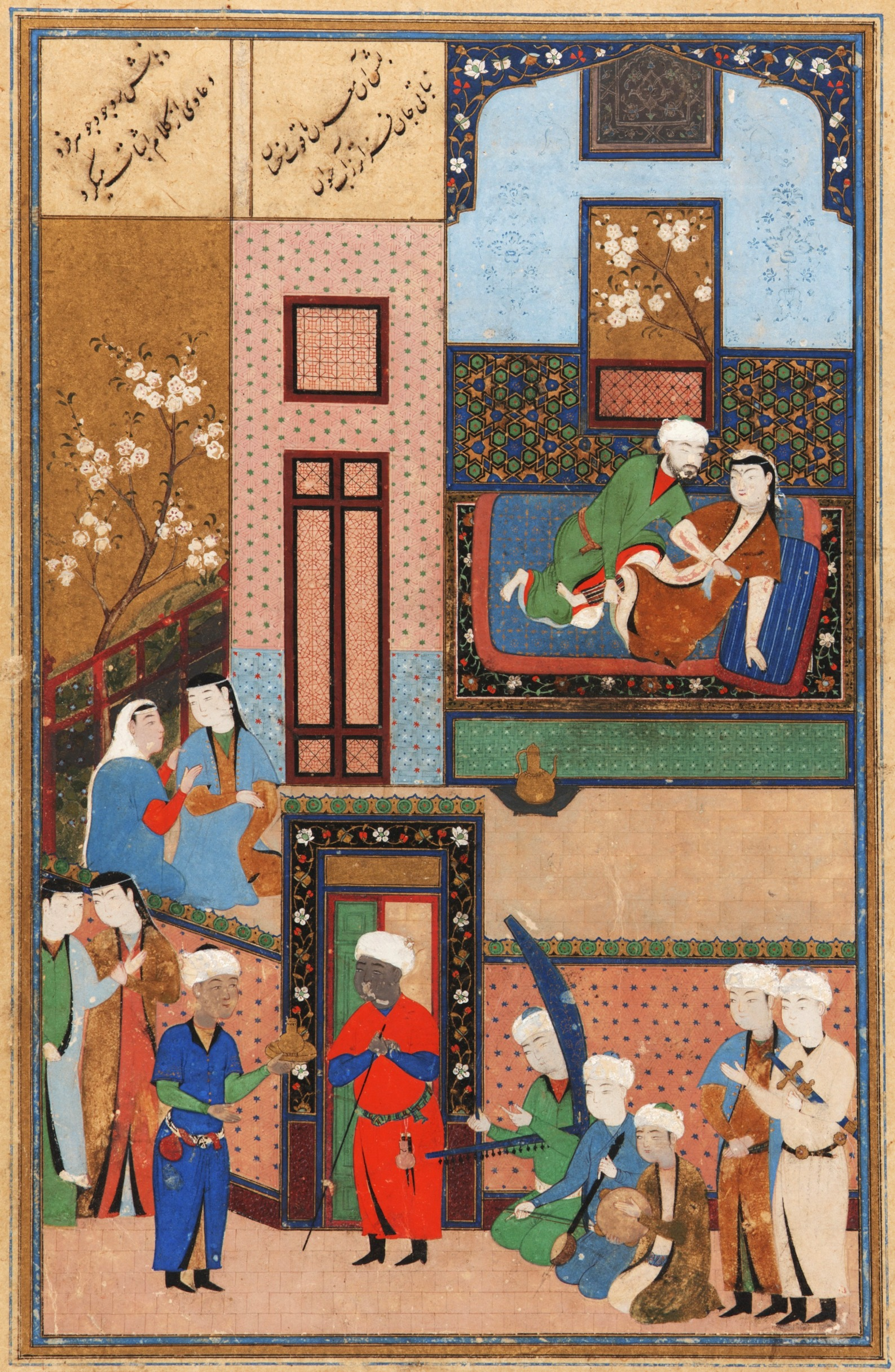
Бракосочетание Михра и принцессы Нахид. «Михр и Муштари» Мухаммада Ассара Тебризи. Бухара,1523 г. Галерея Фрир, Вашингтон.

Кочевые узбеки во главе с Шейбани Ханом, пришедшие из степей, севернее Сырдарьи, в 1499 году вторглись в Мавераннахр, а в 1507 году захватили Герат. Столицей Шейбанидов стал Самарканд. Шейбани Хан недолго наслаждался своими победами — в 1510 году персидский шах Исмаил I выманил его с небольшим отрядом из осаждённого Мерва, зарубил в бою, а из черепа Шейбани Хана приказал сделать позолоченный винный кубок, с которым форсил на пирах. Несмотря на нелестные описания, которые дал Шейбани Хану основатель империи моголов Бабур, этот правитель был достаточно просвещённым для того, чтобы содержать в Самарканде китабхане, вывезти из Герата часть художников, и найти возможность позировать Бехзаду в тимуридском костюме. В Самарканде он построил духовную академию — медресе, и библиотеку при ней, но не забывал заботиться и о литературных меджлисах в Герате. Свою юность Шейбани Хан провёл в Бухаре, помимо тюрки знал персидский и арабский, увлекался каллиграфией и писал стихи. От первых лет его правления сохранился манускрипт «Фатх наме» — «Хроника побед», созданный придворным историографом Мулла-Мухаммедом Шади (ок.1502-07 гг. Ташкент, Библиотека Института Востока АН Узбекистана). Стиль его миниатюр простоват и провинциален. Однако ещё задолго до Шейбани Хана в Бухаре и Самарканде существовала традиция книжной миниатюры. В 1393 году Тимур вывез часть художников из багдадской китабхане Ахмада Джалаира, и среди них прославленного Абд аль Хайя, который был назначен китабдаром (главой) самаркандской библиотеки Тимура. Его работы этого периода не сохранились. Существующие копии произведений Абд аль Хайя, сделанные его учеником Мухаммедом аль Хайямом, не впечатляют так, как его багдадские работы.

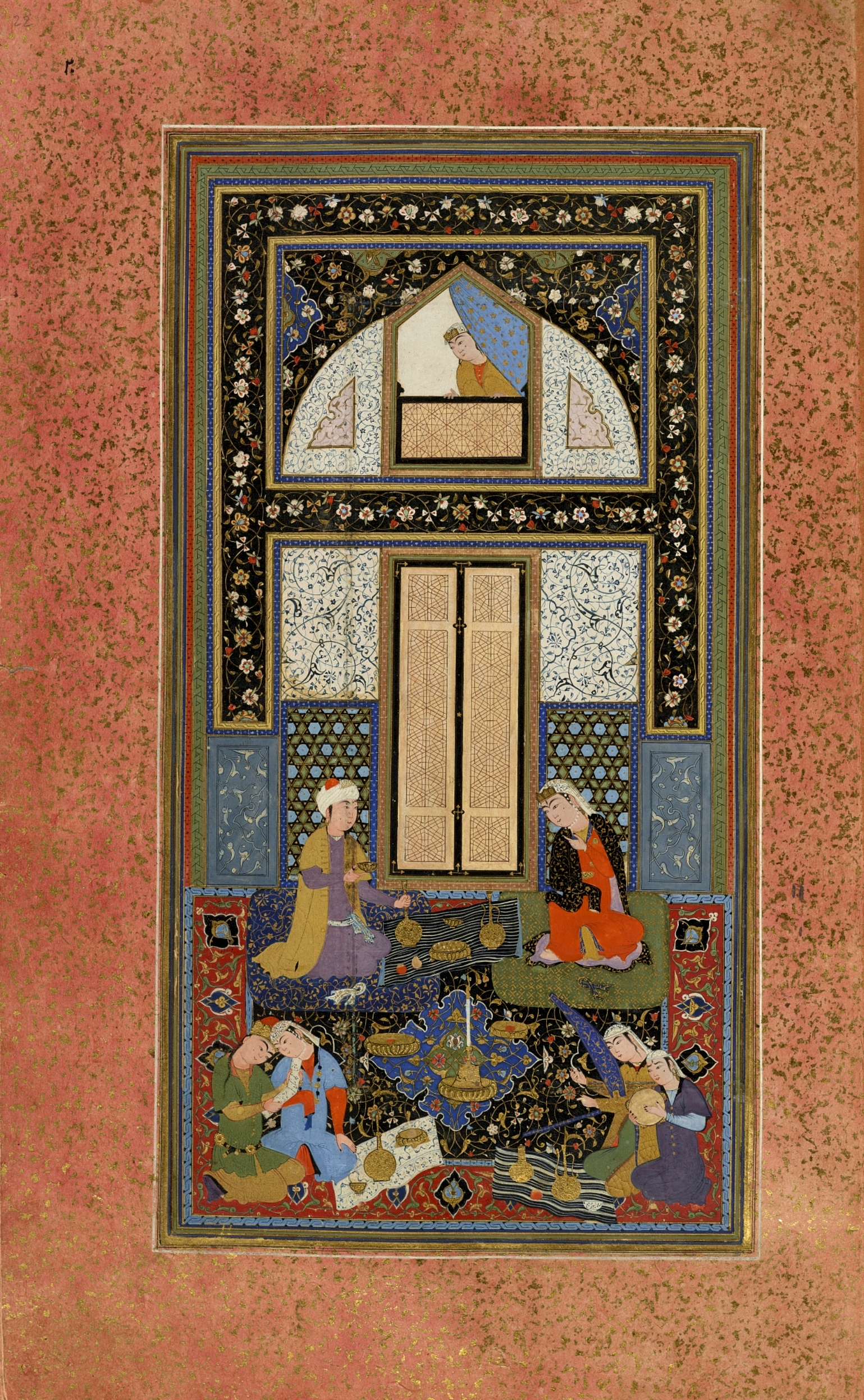
Шейхзаде. Бахрам Гур и принцесса в чёрном павильоне. «Хафт манзар» Хатифи. Бухара. 1538 г. Галерея Фрир, Вашингтон.

Во время правления просвещённого Улугбека (1409—1449), которого называли «учёным на троне», было создано несколько манускриптов, среди которых выделяется астрономический трактат ас-Суфи (ок. 1437 год) с изображением символов созвездий. Несмотря на то, что в 1447 году Улугбек захватил Герат и вывез оттуда часть художников, на качестве среднеазиатской миниатюры это сказалось мало. Вторая половина XV века была крайне неблагоприятной для развития среднеазиатской миниатюры. Идеологический диктат шейха Ходжа-Ахрара, в чьих руках самаркандские тимуриды были послушной игрушкой, определил торжество мусульманской ортодоксии, подавившей подъём интеллектуальной жизни, случившийся во время правления Улугбека. Художники в это время, судя по всему, перебирались обратно в Герат.

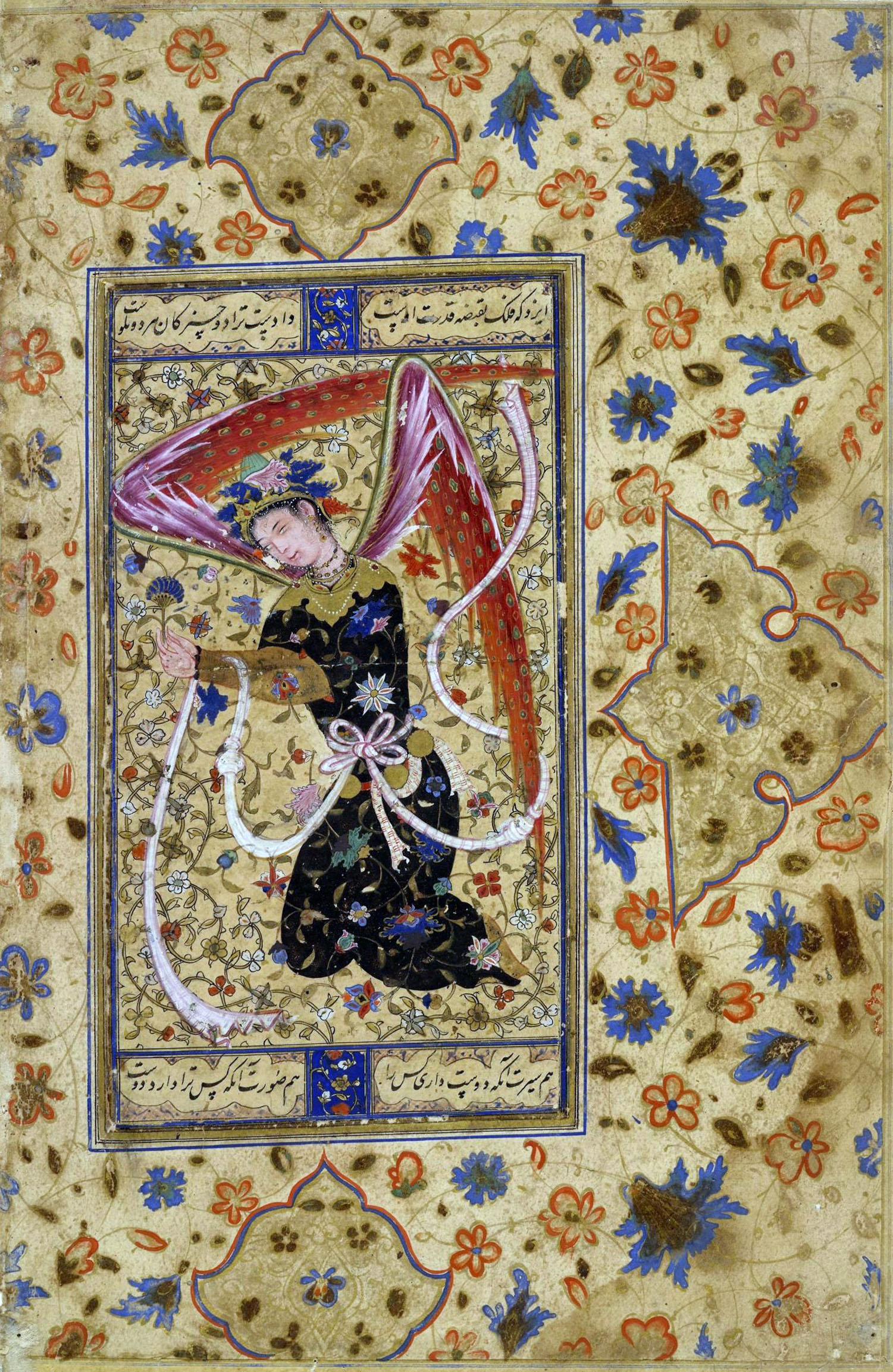
Ангел. Бухара. 1555 г. Лондон, Британский музей.

Настоящий расцвет произошёл после того, как очередную партию гератских художников в 1507 году в Самарканд привёз Шейбани Хан. После его смерти наследники, среди которых выделялся племянник Убайдулла-хан, продолжили патронаж, и в 1520х годах стиль бухарской китабхане, (а именно в Бухару в это время была перенесена столица) демонстрирует явную связь с гератским стилем Бехзада (манускрипт «Бустан» Саади от 1522—1523 года Нью-Йорк, Музей Метрополитен; «Михр и Муштари» Ассара Тебризи, 1523 год, Галерея Фрир, Вашингтон). С 1512 по 1536 год Убайдулла собирал в Бухаре самых лучших художников и каллиграфов. Этот период средневековые историки описывают, как расцвет искусств. Особенно сильный толчок развитию бухарской школы дал переезд группы гератских художников, захваченных Убайдуллой после осады Герата в 1529 году. Среди них были каллиграф Мир Али и замечательный Шейхзаде, один из лучших учеников Бехзада, который после переезда в Бухару подписывал свои работы именем Махмуд Музаххиб. Их совместное творчество можно видеть в манускрипте «Хафт Манзар» (Семь павильонов) поэта Хатифи. В нём четыре миниатюры размером во весь лист. На миниатюре «Бахрам Гур и принцесса в чёрном павильоне» (1538 г., Вашингтон, галерея Фрир) изображён тонко декорированный интерьер, в котором почти симметрично расположены фигуры персонажей, имеющих округлые лица и густые брови. Гамма изысканна, в миниатюре нет ярких тонов.

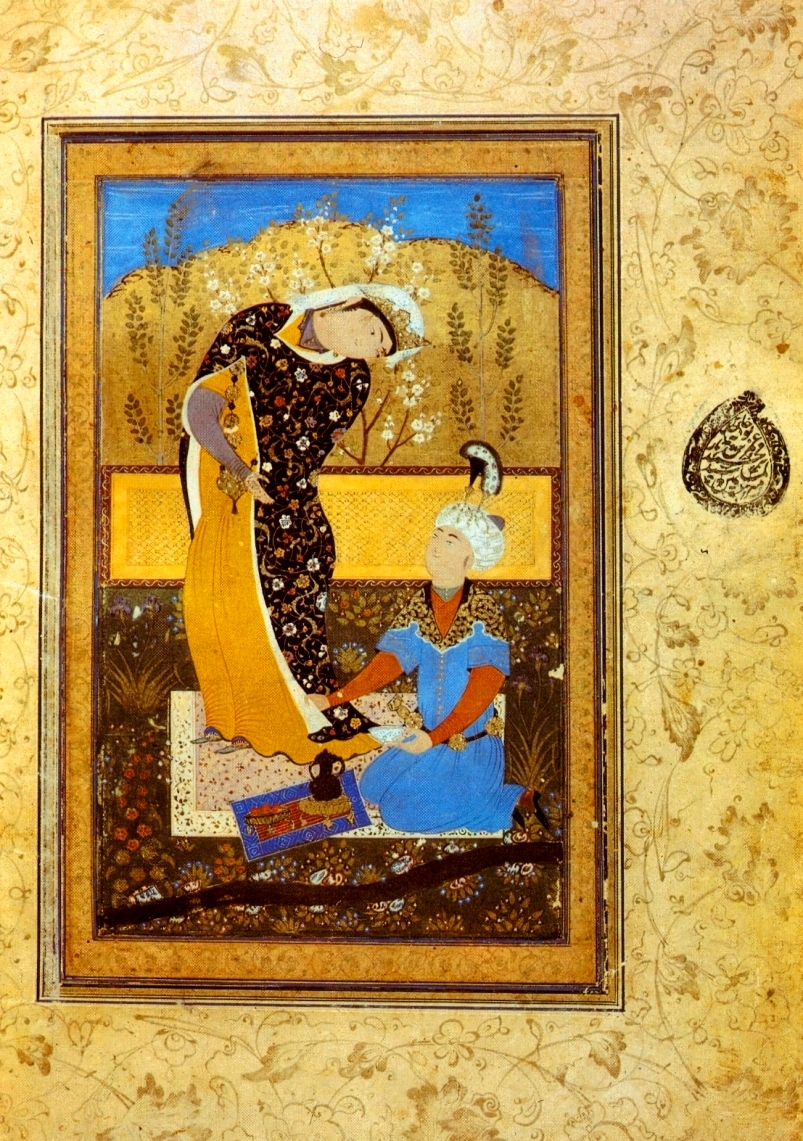
Абдулла. Влюблённые. «Бустан» Саади. Бухара. 1575-6 гг. Санкт-Петербург, РНБ

Этот новый бухарский стиль был продолжен другими художниками, в частности учеником Махмуда Музаххиба Абдуллой, работавшим в Бухаре по меньшей мере до 1575 года. К этому периоду относится участие Махмуда Музаххиба в создании манускрипта «Тухфат аль Ахрар» («Дар благородным») Джами с посвящением правившему в Бухаре султану Абдулазиз-хану и датой — 1547/8 год. Кроме того, он создал портрет Алишера Навои, где тот стоит, опершись о посох (источники утверждают, что это копия с работы Бехзада). Султан Абдулазиз продолжил культурную традицию патронажа над художественной мастерской, однако после его смерти в 1550 году производство иллюстрированных рукописей постепенно сокращалось.

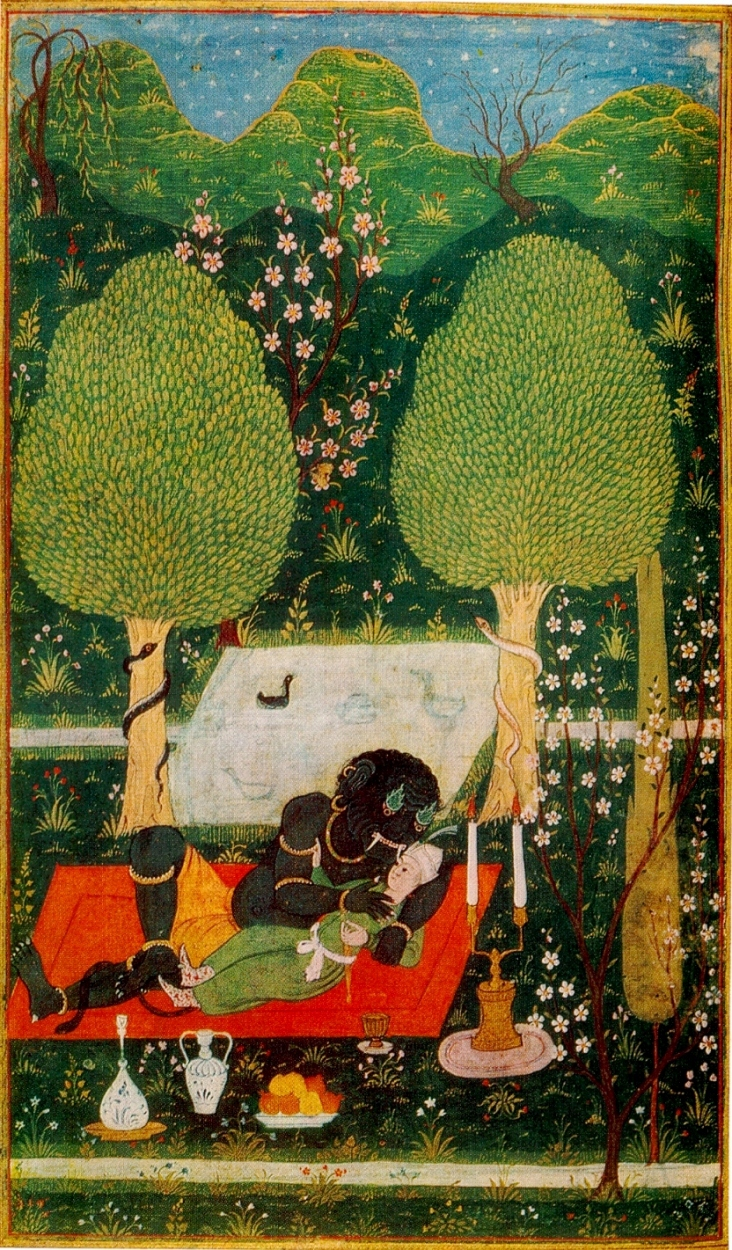
Махан в заколдованном саду. «Хамсе» Низами. Бухара, 1648 г. Санкт-Петербург, РНБ.

Манускрипты, создаваемые для Абдуллы Хана (1557—1598), такие как «Шахнаме» Фирдоуси от 1564 года, имеют ограниченную палитру, старомодный стиль изображения фигур, и довольно бедные пейзажи. Некоторые художники в это время перебрались в Голконду и Декан, где нашли работу при дворе Кутб Шахов. Влияние бухарской школы на индийскую живопись было весьма заметным. Известно, что в начале XVII века при дворе могольского императора Джахангира, большого поклонника персидской живописи, работали два среднеазиатских мастера — Мухаммед Мурад Самарканди и Мухаммед Надир, причём, последний имел известность как замечательный портретист.
Традиция иллюстрирования рукописей в Средней Азии продолжалась в XVII веке. Художественный ассортимент в это время обогатился некоторыми новшествами, как это можно видеть в рукописи «Зафарнаме» (Книга побед) Шараф ад-Дина Али Йазди от 1628/9 года, но по большей части её миниатюрам присуще повторение старых схем. В дублинской библиотеке Честер Битти хранится экземпляр «Бустана» Саади, датированный 1616 годом, в работе над которым приняли участие три художника — Мухаммед Шериф, Мухаммед Дервиш, и Мухаммед Мурад. Другой вариант этого произведения Саади из той же библиотеки в Дублине датируется 1649 годом. В 1646—1647 годах Средняя Азия была оккупирована могольскими войсками, что привело к усилению контактов с Индией, и выразилось в растущем употреблении бухарскими и самаркандскими художниками в своих произведениях моделей из могольских миниатюр. Это можно видеть в манускрипте «Хамсе» Низами от 1648 года (Санкт-Петербург, РНБ).
В XVIII веке качество бухарской миниатюры опустилось до уровня обычной коммерческой продукции, обильно производившейся по соседству, в мастерских Кашмира в XVIII и XIX веках.

## Живопись Сефевидов
Новое возвышение персидского государства, и новый подъём персидской культуры связаны с воцарением династии Сефевидов (1501—1736). Основатель династии шах Исмаил I возводил свою родословную к шейху Сефи ад-Дину, основателю суфийского ордена в Ардебиле, ставшего к середине XV века богатым и влиятельным. Военные походы Исмаила были победоносными: c 1501 по 1508 год он разгромил туркменов Ак-Коюнлу, захватив все их владения, а также отвоевал западную Персию, и часть восточной Анатолии. Затем он одолел ненавистного Шейбани-хана. Но далее он совершил ошибку, поддержав восстание кызылбашей (1512 год) против турецкого султана Баязида. Сын и наследник Баязида, Селим I, расправился с восстанием, и наказал сефевидов — с большой и хорошо вооружённой армией он вторгся в Азербайджан, и в 1514 году в битве на Чалдыранской равнине под Тебризом разгромил армию Исмаила, продемонстрировав полное техническое превосходство: турки, в отличие от персов, были оснащены огнестрельным оружием. Османы разграбили Тебриз, и увезли часть художников, а до того непобедимый Исмаил более никогда не участвовал в сражениях, хотя и продолжал поддерживать кызылбашей.

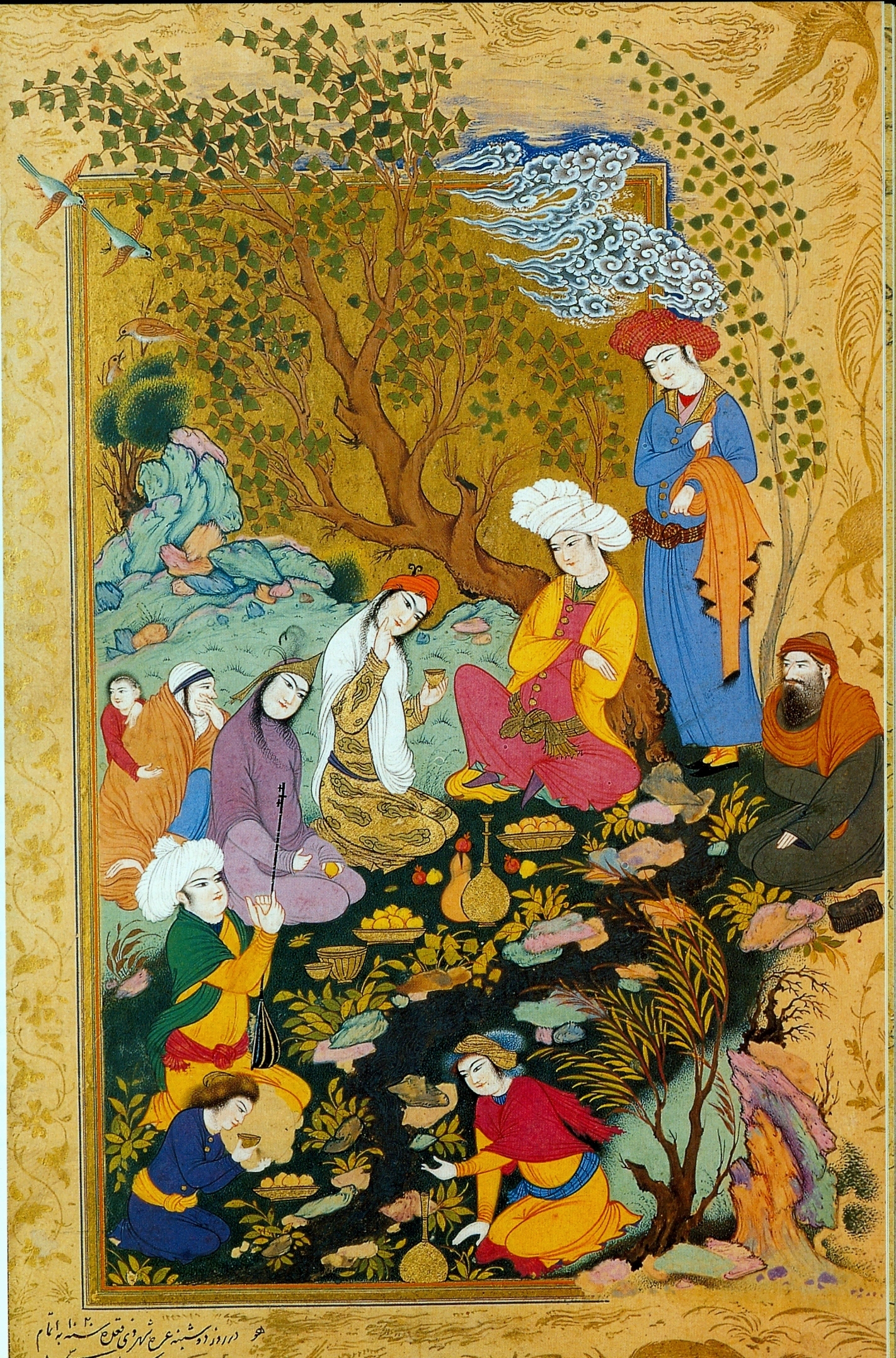
Риза-йи-Аббаси. Пиршество на лоне природы. 1612 год. Государственный Эрмитаж (СПб.)

С именем Исмаила I связывают процветание в персидской живописи так называемого «туркменского стиля», который отличали пышность фантастической природы и перенасыщенность миниатюр разными деталями. Лучший представитель этой манеры, художник Султан Мухаммед, совершенствовал своё искусство именно при шахе Исмаиле. Господствовавший стиль можно видеть в трёх лучших манускриптах периода правления шаха Исмаила I — это «Хамсе» Низами, который был начат ещё во времена Байсонкура, но затем, побывав в собственности нескольких туркменских принцев, попал в руки одного из эмиров Исмаила, Наджм ад-Дина Масуда Заргара Рашти, который заказал к нему несколько миниатюр (1504-5гг); «Дастан-и Джамал у Джалал» (История Джамала и Джалал) Мухаммада Асафи, переписка текста которого была завершена в 1502—1503 годах в Герате, а 35 миниатюр добавлены с 1503 по 1505 год (но ни одной в гератском, бехзадовском стиле); и «Шахнаме» Фирдоуси, переписанное для шаха Исмаила, от которого известны только 4 миниатюры, причём три из них утеряны, а четвёртая, «Спящий Рустам», хранится ныне Британском музее, и приписывается Султану Мухаммеду.
Настоящий расцвет живописи наступил во время правления наследника Исмаила, шаха Тахмаспа I, который был неравнодушен к искусству: он сам занимался каллиграфией и рисунком. Своё детство Тахмасп провёл в Герате, но после скоропостижной смерти отца, был провозглашён шахом в возрасте около 10 лет, и переехал в Тебриз. Вслед за ним туда уехали многие художники из гератской китабхане. Таким образом, в Тебризе произошло смешение гератского, «бехзадовского» стиля, особенностью которого была гармоничность и композиционная уравновешенность, с «туркменским» стилем тебризской живописной школы, склонной к пышности и чрезмерному украшательству. Тахмасп I не жалел денег на китабхане, и под его покровительством там собралось созвездие превосходных мастеров — Султан Мухаммед, Ага Мирек, Мир Сеид Али, Абд Ас Самад, Мир Мусаввир, Мирза Али и другие. К этому надо добавить то, что первые годы его правления художественными делами в государстве руководил прославленный Бехзад. Самым грандиозным книжным проектом было создание манускрипта «Шахнаме» в 1525—1535 годах по заказу Тахмаспа. В книге было 742 крупноформатных страницы, 258 миниатюр во весь лист, и множество иллюминаций. Над нею работали все лучшие художники шахской китабхане. По своей грандиозности её можно сравнить только с «Шахнаме» времён ильханов, в иные века ничего подобного не создавалось. Миниатюры этой книги разнообразны по стилю; в них есть работы чисто тебризские по манере, есть чисто гератские, а есть смешанные. Следующий проект, рукопись «Хамсе» Низами, остался незавершённым (оставленные для миниатюр места в тексте были в 1675 году заполнены художником Мухаммадом Заманом), в нём было выполнено лишь 14 миниатюр, и все они представляют собой изысканные модификации миниатюр предшествовавшего «Шахнаме». В проекте были задействованы лучшие художники мастерской, включая Султана Мухаммеда. Кроме коллективных произведений — иллюстрированных манускриптов, художники в это время создавали множество произведений на отдельных листах. Как правило, это были портреты придворных, или идеализированные изображения принцев со слугами.
К середине 1540-х годов шах Тахмасп по каким-то причинам потерял интерес к живописи и каллиграфии. В это время могольский император-неудачник Хумаюн нашёл убежище при его дворе в Тебризе, и был очарован художниками местной китабхане. При отбытии в 1544 году в Кабул он пригласил в свою свиту Мир Мусаввира, Мир Сеида Али, и Абд ас Самада которые позднее уехали к нему, и положили начало замечательной могольской живописной школе. Десятью годами раньше шах Тахмасп вряд ли расстался бы с ними так легко.

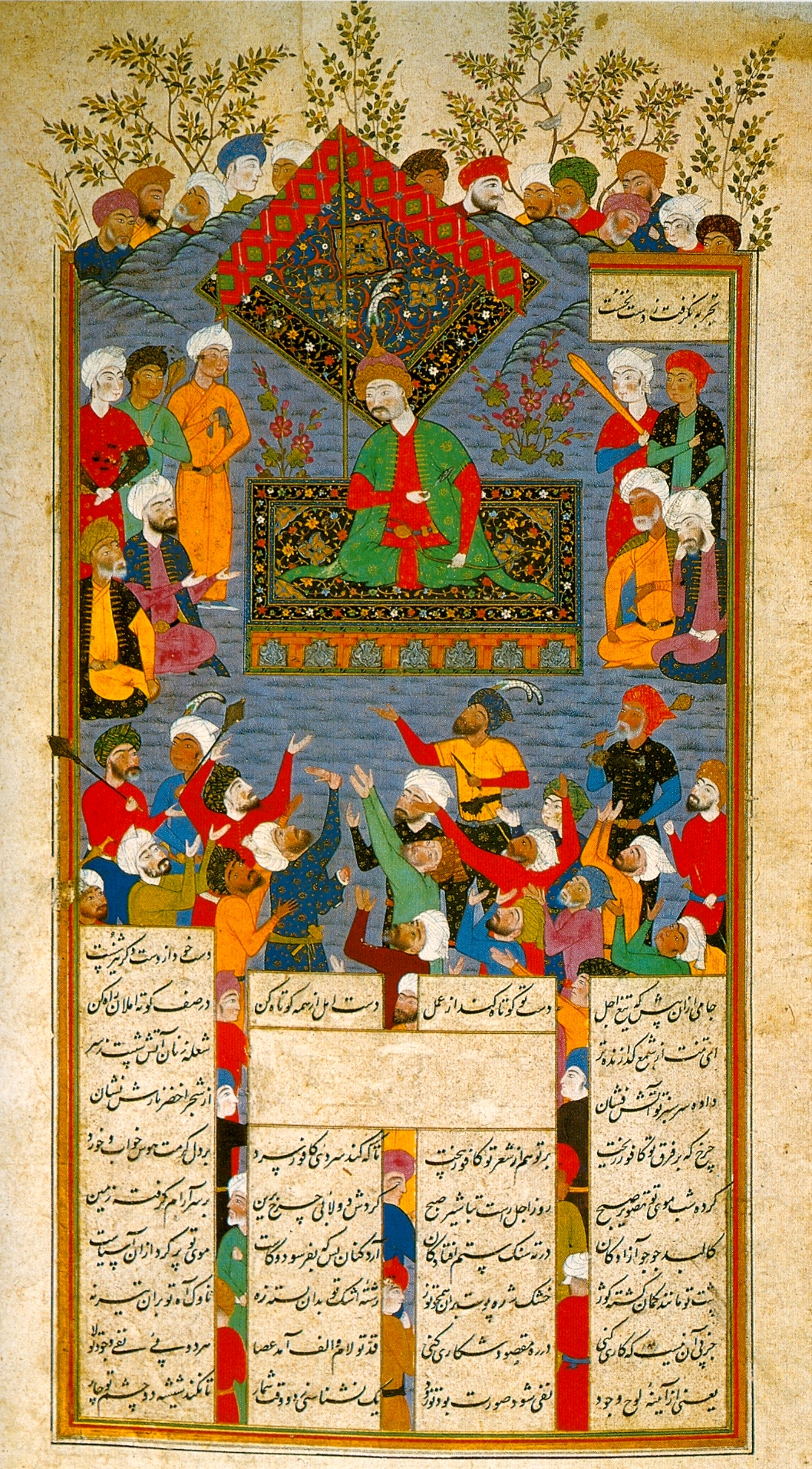
Назначение визиря. «Хафт Ауранг» (Семь престолов) Султана Ибрагима Мирзы. Джами. Около 1571 года. Топкапы Сарай, Стамбул.

Правление Тахмаспа было далеко не спокойным. С 1524 по 1537 год его армии пришлось отразить несколько узбекских нашествий. В 1535 году османы отняли у сефевидов Месопотамию и Багдад. Тахмаспу приходилось прибегать к тактике выжженной земли, чтобы останавливать продвижение турок-османов на восток: благодаря этому османы лишались корма, и их нашествия захлёбывались. В 1554 году Тахмасп отразил ещё одно османское нападение, и когда в 1555 году ему удалось подписать с османами мирный Амасийский договор, его благодарность Аллаху не знала предела. Возможно, поэтому в 1556 году Тахмасп издал «Эдикт искреннего раскаяния», в котором объявил светское искусство вне закона на всей территории царства. Нельзя сказать, что это установление исполнялось повсеместно и твёрдо. Не уехавшие в Индию художники устроились при дворе племянника шаха, Султана Ибрагима Мирзы в Мешхеде, где тот губернаторствовал до 1564 года, и трудились над иллюстрированием «Хафт Ауранг» (Семь престолов) Джами. Даже после того, как шах Тахмасп понизил его в должности и перевёл губернатором в небольшой городок Сабзавар, Ибрагим продолжал патронировать искусство. В 1550-х годах шах перенёс свою столицу подальше от границы с османами, в город Казвин, и отойдя впоследствии от крайностей своей политики в искусстве, создал там китабхане, из стен которой в 1573 году вышла рукопись «Гершаспнаме» Асади, стилем миниатюр похожая на произведения мешхедской мастерской Султана Ибрагима Мирзы.
Особая живописная школа процветала в это время в Ширазе. Её художники творили в разных стилях, усваивая любые нововведения; в 1560—1570-х годах там ощущалось столичное влияние Казвина.
В 1576 году Тахмасп I скончался. Это стало причиной периода нестабильности в государстве. Его наследник, шах Исмаил II (1576—1577), был вторым сыном Тахмаспа, просидевшим до того почти 20 лет в тюрьме за неповиновение отцу. Пока он по очереди убивал и ослеплял своих пятерых братьев, кызылбаши поддерживали его, но после того как Исмаил перешёл к казням высших офицеров, подсунули ему отравленный опиум. Исмаилу наследовал полуслепой старший сын Тахмаспа Мухаммад Худабенде (ок. 1577 — 1588), который проводил жизнь в гареме, был безразличен к делам в государстве, так что почти всем в царстве заправляла его жена, пока не была задушена в результате заговора эмиров. В стране царили межплеменные распри и междоусобицы; оживились внешние враги. Всё кончилось тем, что Мухаммад отрёкся от трона в пользу своего сына, принца Аббаса.

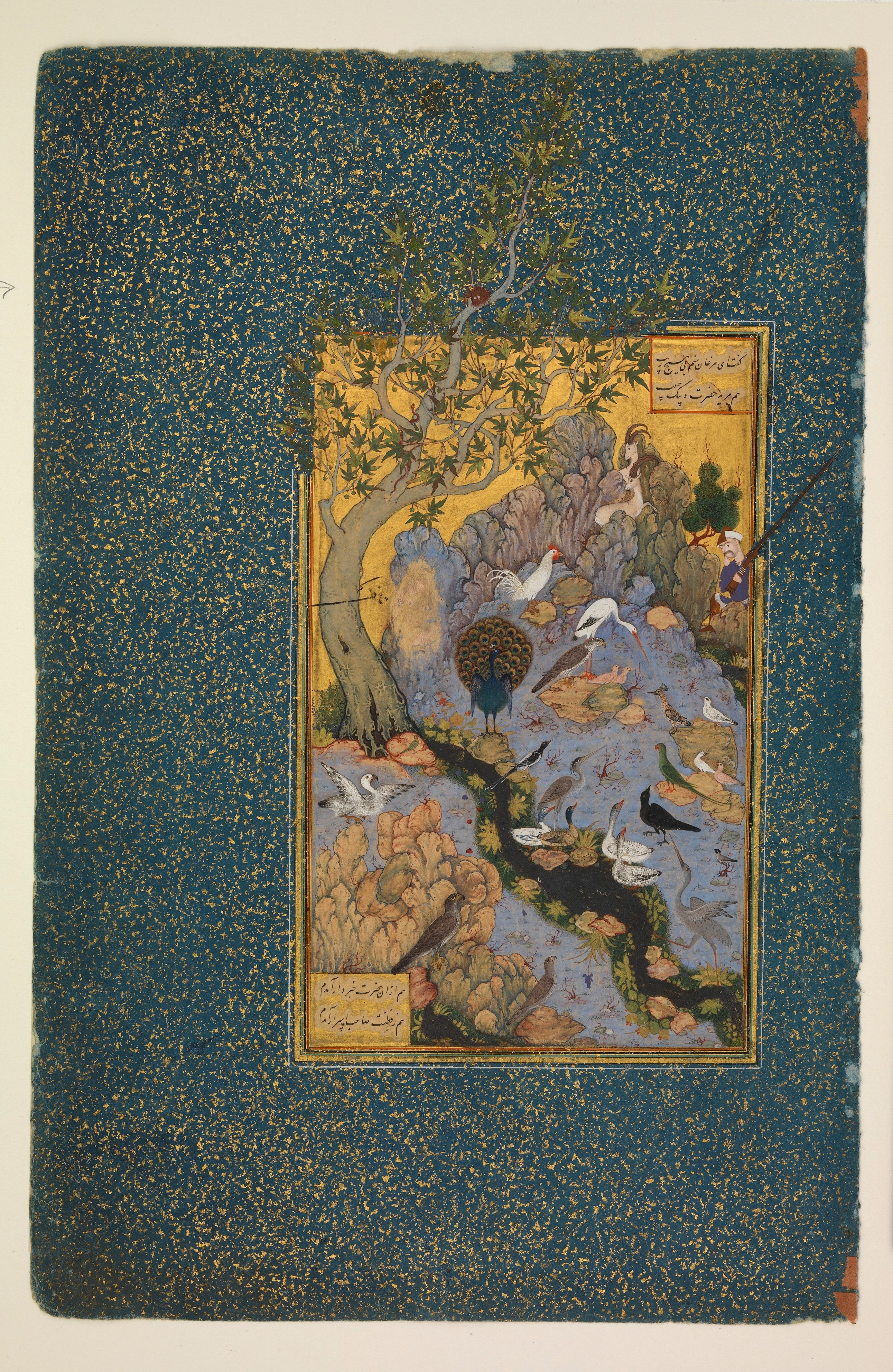
Хабибулла. Беседа птиц. «Мантик аль-Таир» (Беседы птиц) Аттара. ок. 1600 года. Музей Метрополитен, Нью-Йорк

Несмотря на свой мрачный нрав, Исмаил II продолжил патронаж китабхане. К краткому периоду его правления относится список «Шахнаме» (1576—1577), незаконченный, и ныне разобранный на отдельные листы. Качество его миниатюр ниже, чем в «Шахнаме» Тахмаспа I. Композиции упрощены, тона ближе к пастельным. В проекте приняли участие некоторые бывшие художники Тахмаспа и Ибрагима Мирзы, в частности Али Асгар, отец будущей знаменитости Ризы-йи-Аббаси. Смерть Исмаила II в 1577 году нанесла удар по производству шахских манускриптов: наследовавший ему Мухаммад Худабенде был полуслеп, и в силу этого совершенно равнодушен к книжной миниатюре. За десятилетие правления этого шаха художники казвинской китабхане разъехались кто куда — часть в Индию и османскую Турцию, другие, как Хабибулла, Мухаммади, Али Асгар, Шейх Мухаммад и Садик Бек в Герат и Мешхед. При отсутствии крупных заказов художники в коммерческих целях всё больше рисовали на отдельных листах. Благодаря этому возникали новые художественные сюжеты, вроде сельских пастухов со стадом, придворных на пикнике, или музыкальных представлений на открытом воздухе, которые изображал Мухаммади. Рисунками активно занимались Шейх Мухаммад и Садик Бек, которому приписывается изобретение некоторых новшеств в искусстве рисования. Этот процесс способствовал созданию в Персии свободного художественного рынка, который в дальнейшем разрастался во всё большей мере.
Воцарение Аббаса I (1587—1629) спасло страну от полного развала. Молодой, энергичный шах с удивительной последовательностью и методичностью устранял на своём пути всё, что мешало его полновластию и процветанию государства. Его сорокалетнее правление считается «золотым веком» в иранской истории. Первоначально не всегда успешный во внешних делах, он много усилий приложил для наведения внутреннего порядка и развития экономики, и только после накопления сил в начале XVII века отвоевал все земли, утраченные его отцом в войнах с османами. Своей столицей он сделал Исфахан, украсив его новыми роскошными зданиями.

В 1590-х годах портреты на отдельных листах, выполненные краской или в виде одноцветного рисунка, были по-прежнему в моде. Набор типажей стал более разнообразным, кроме придворных появились изображения шейхов и дервишей, людей за работой, и даже наложниц. С ростом благосостояния появился новый класс щёголей — модно одетых, праздно выглядящих молодых людей, чьи портреты были чем-то вроде современных «юношей с обложки», и собирались коллекционерами в альбомы-муракка. В это время продолжали работать Мухаммади и Садик Бек, однако более всех своим новаторством выделялся сын Али Асгара, молодой Риза-йи-Аббаси, который изобретал как новые сюжеты, так и новые способы их отображения. Его новинки тут же становились образцом для других художников, которые копировали их на свой манер. Риза принимал участие в иллюстрировании манускриптов, но больше всего прославился своими рисунками на отдельных листах. Его творчество охватывает большой период — с конца 1580-х годов до 1635 года, и за это время он сменил несколько манер изображения.

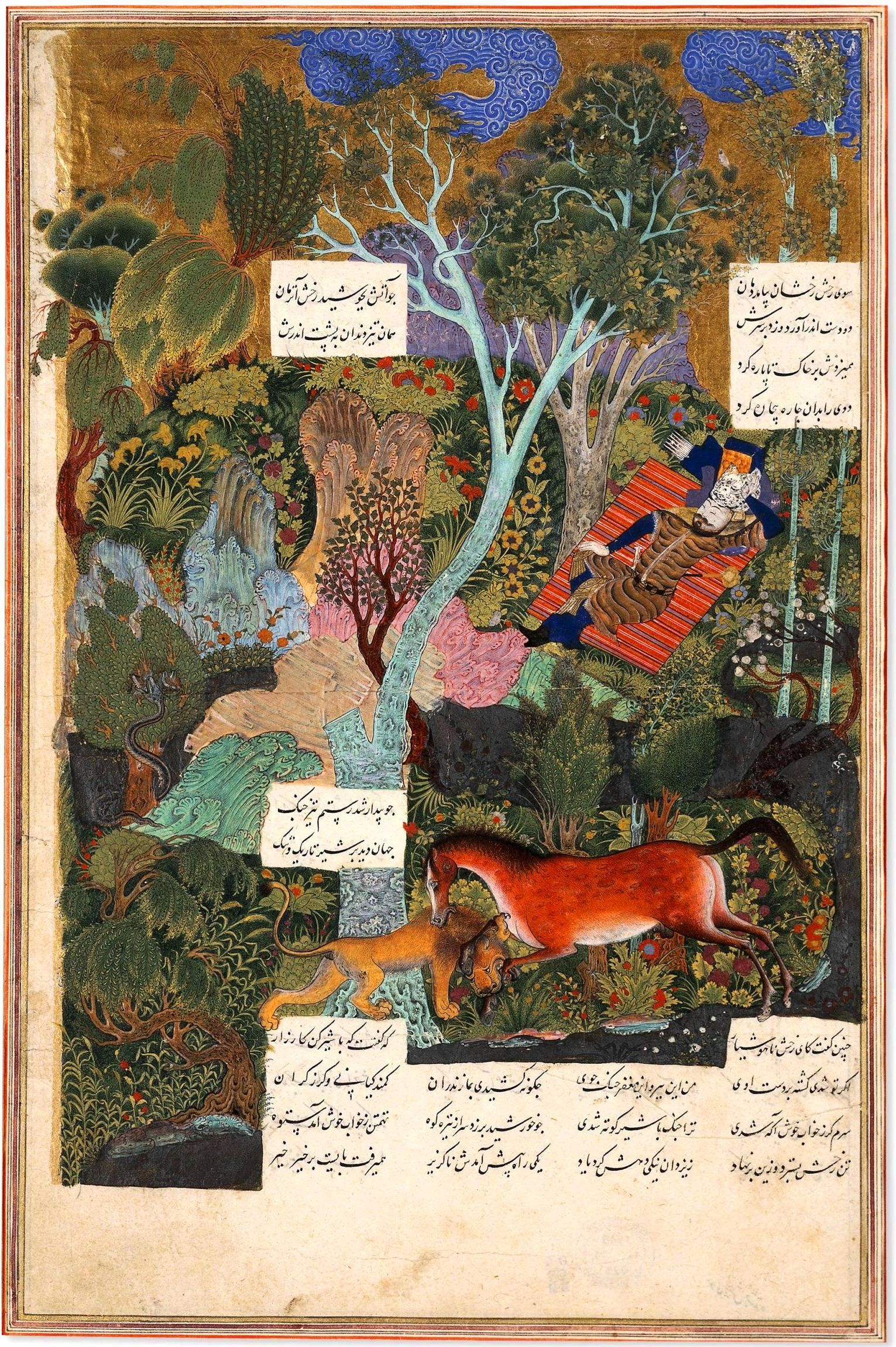
Султан Мухаммед. Спящий Рустам. «Шахнаме» 1515—1522. Британский музей, Лондон
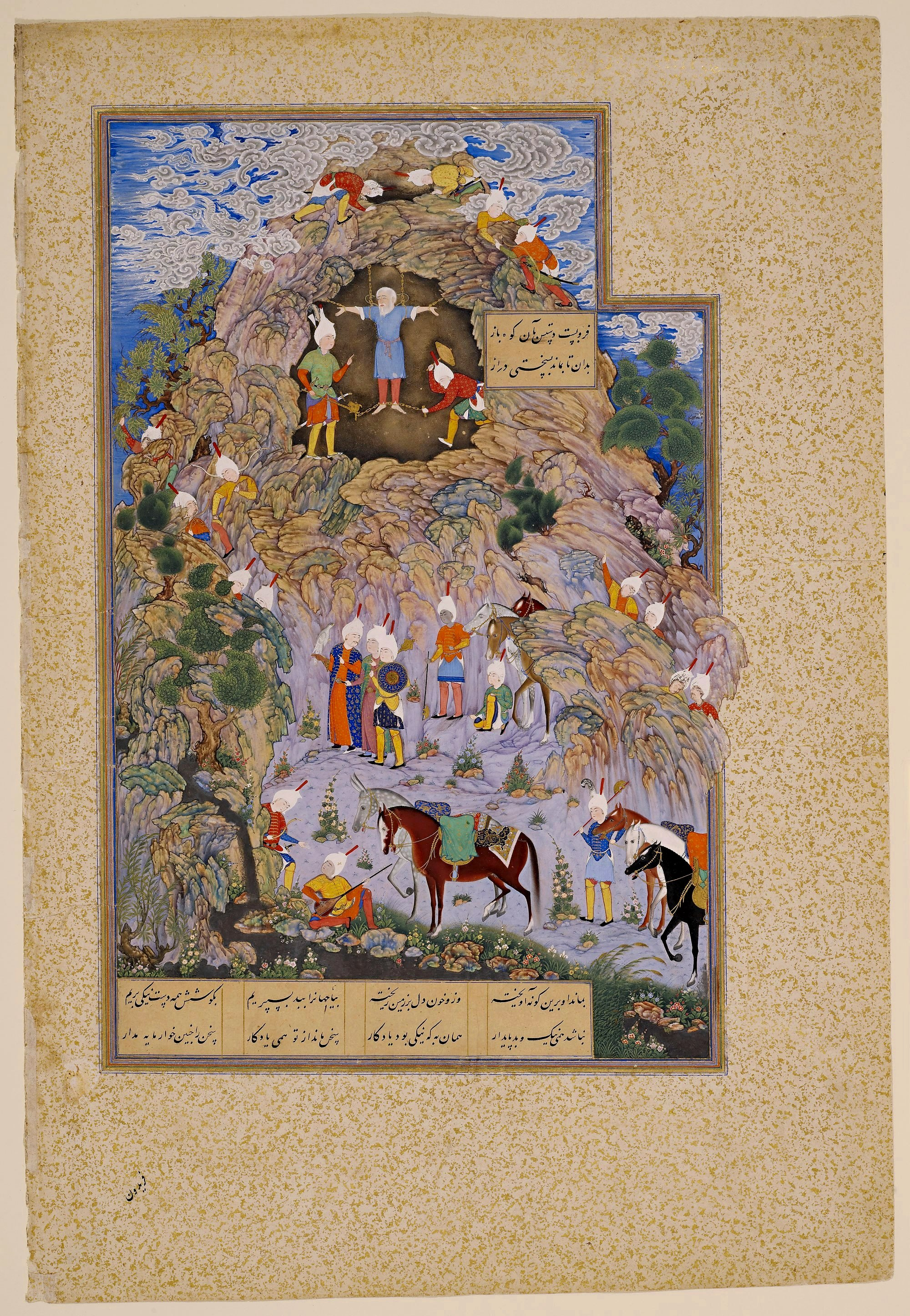
Султан Мухаммед. Тиран Заххак, закованный в цепи Фариданом. «Шахнаме Тахмаспа» 1525—1535 годы. Коллекция Садруддина Ага Хана, Женева
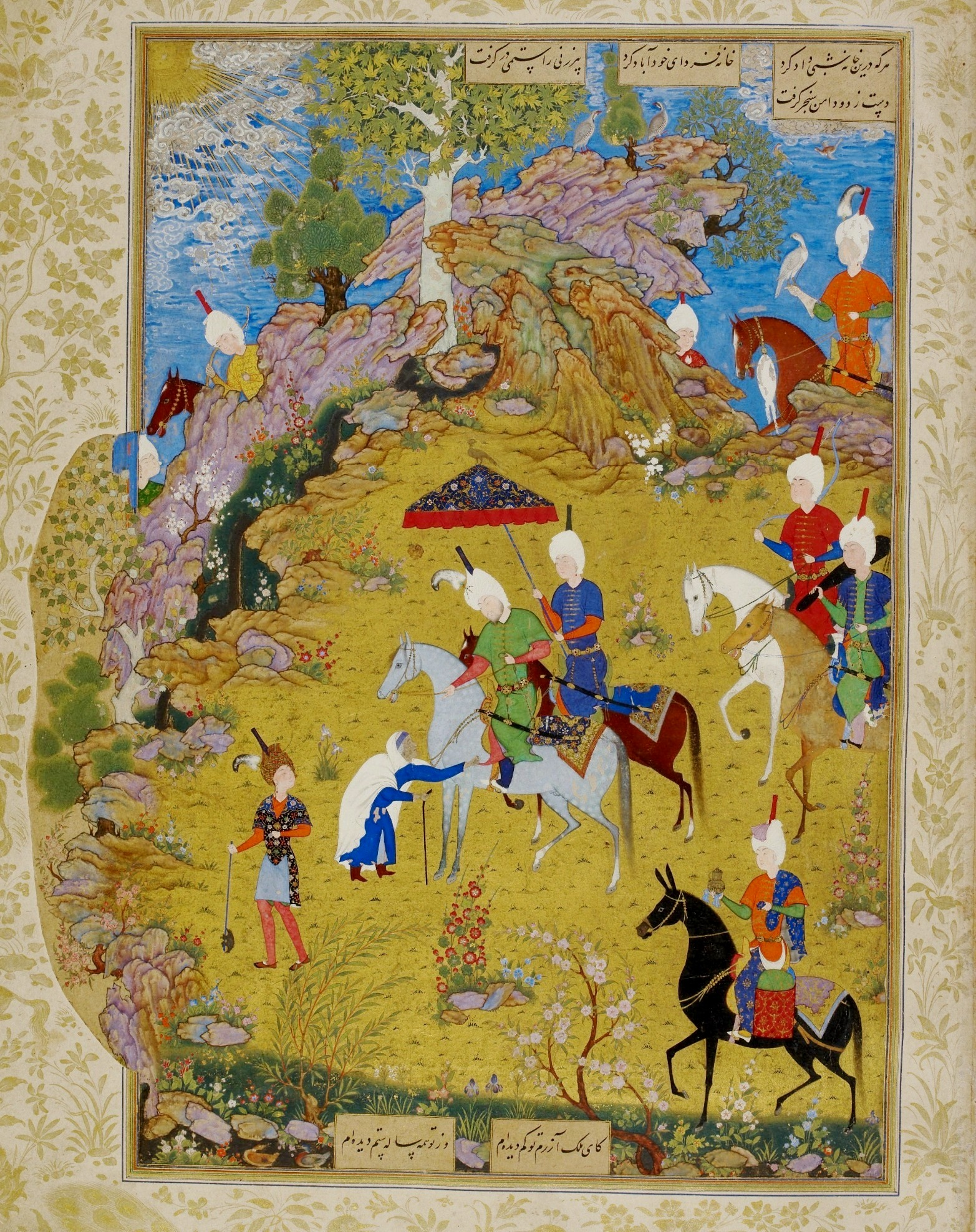
Султан Мухаммед. Султан Санджар и старуха. «Хамсе» Низами. 1539-1543 годы. Британская библиотека, Лондон.
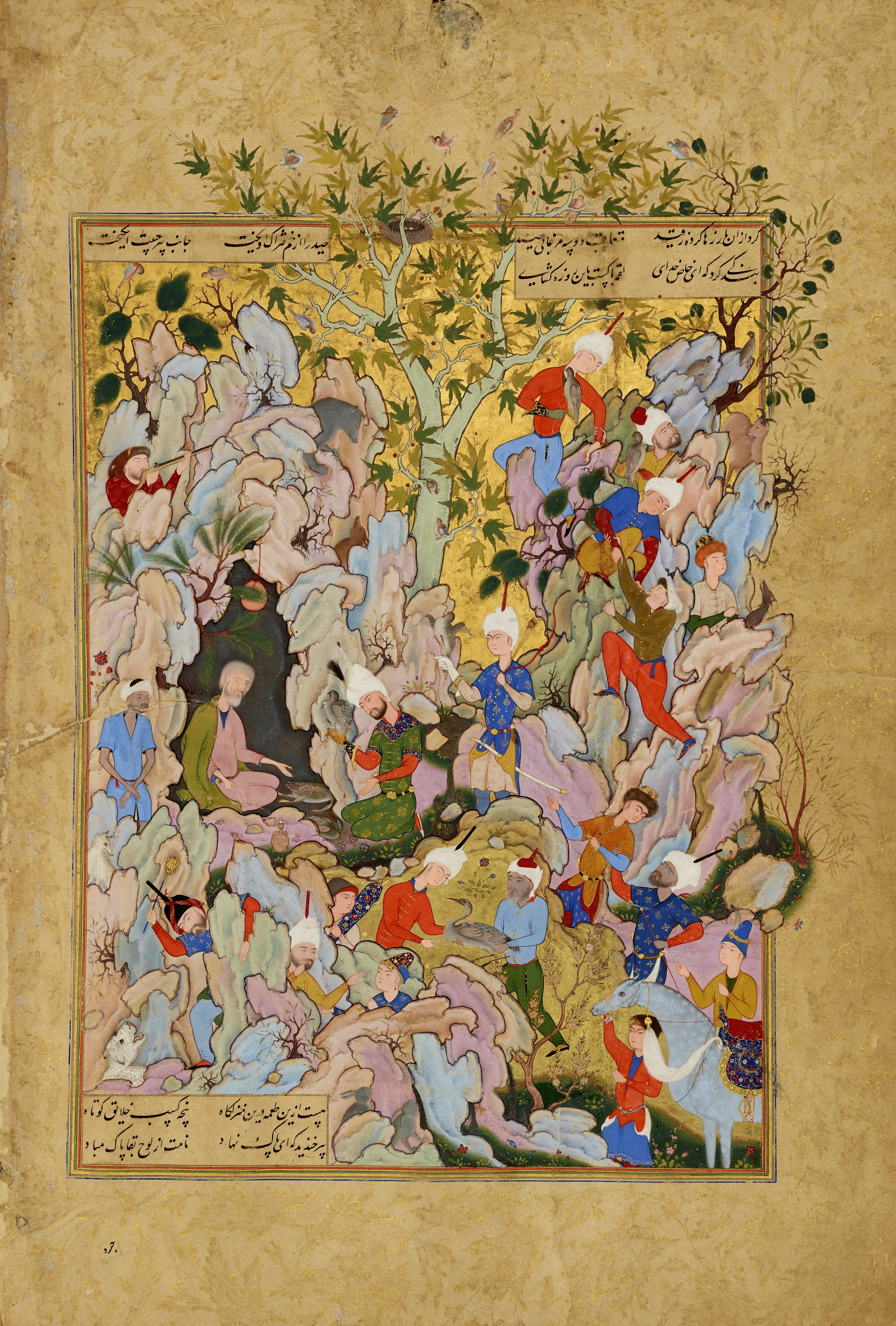
Мирза Али. Царь, ставший учеником мудреца-отшельника. «Хафт Ауранг» (Семь престолов) Джами. 1556—65 годы. Галерея Фрир, Вашингтон
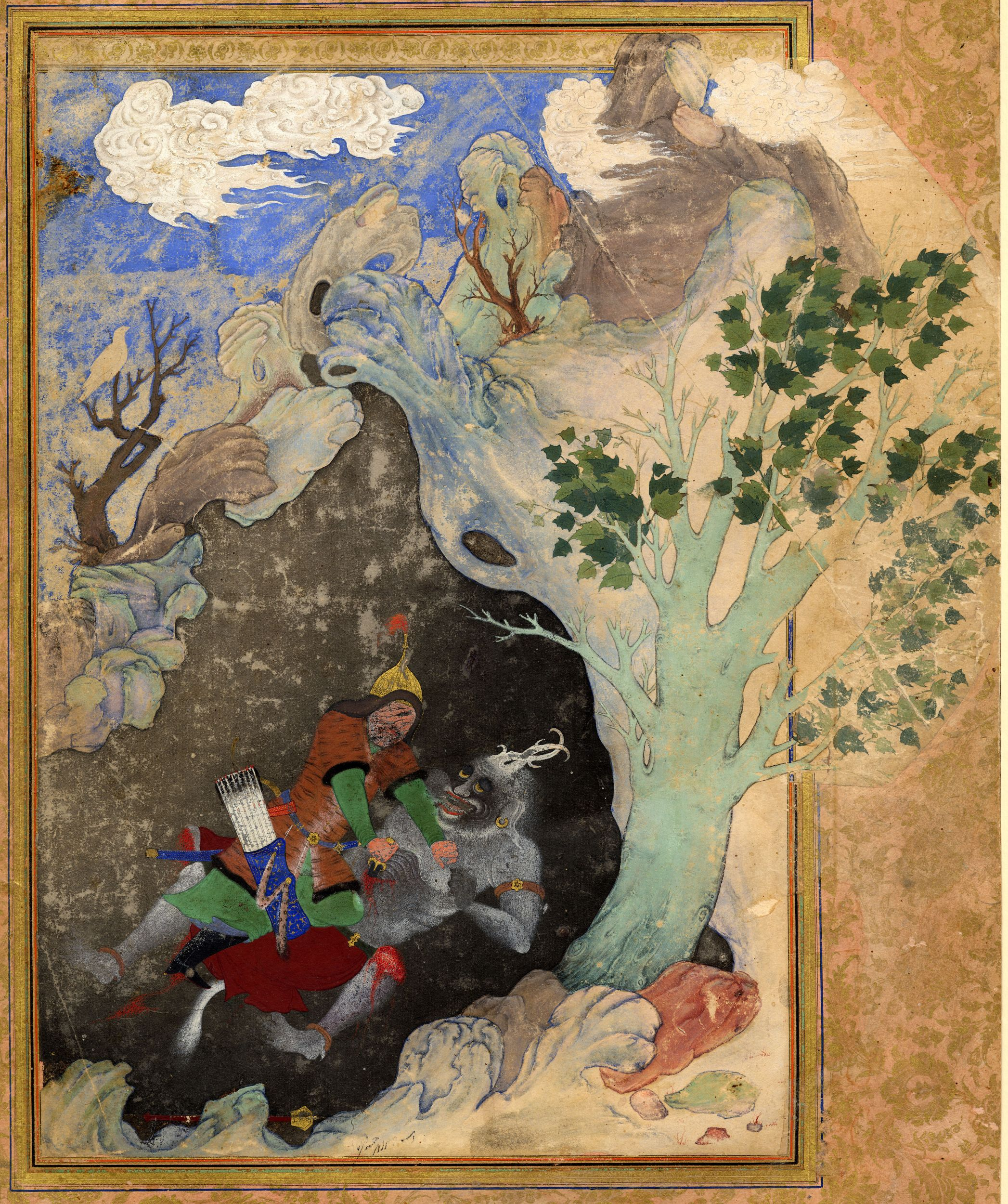
Рустам, убивающий белого дива. «Шахнаме» Исмаила II. Казвин. 1576—1577 годы. Британский музей, Лондон.
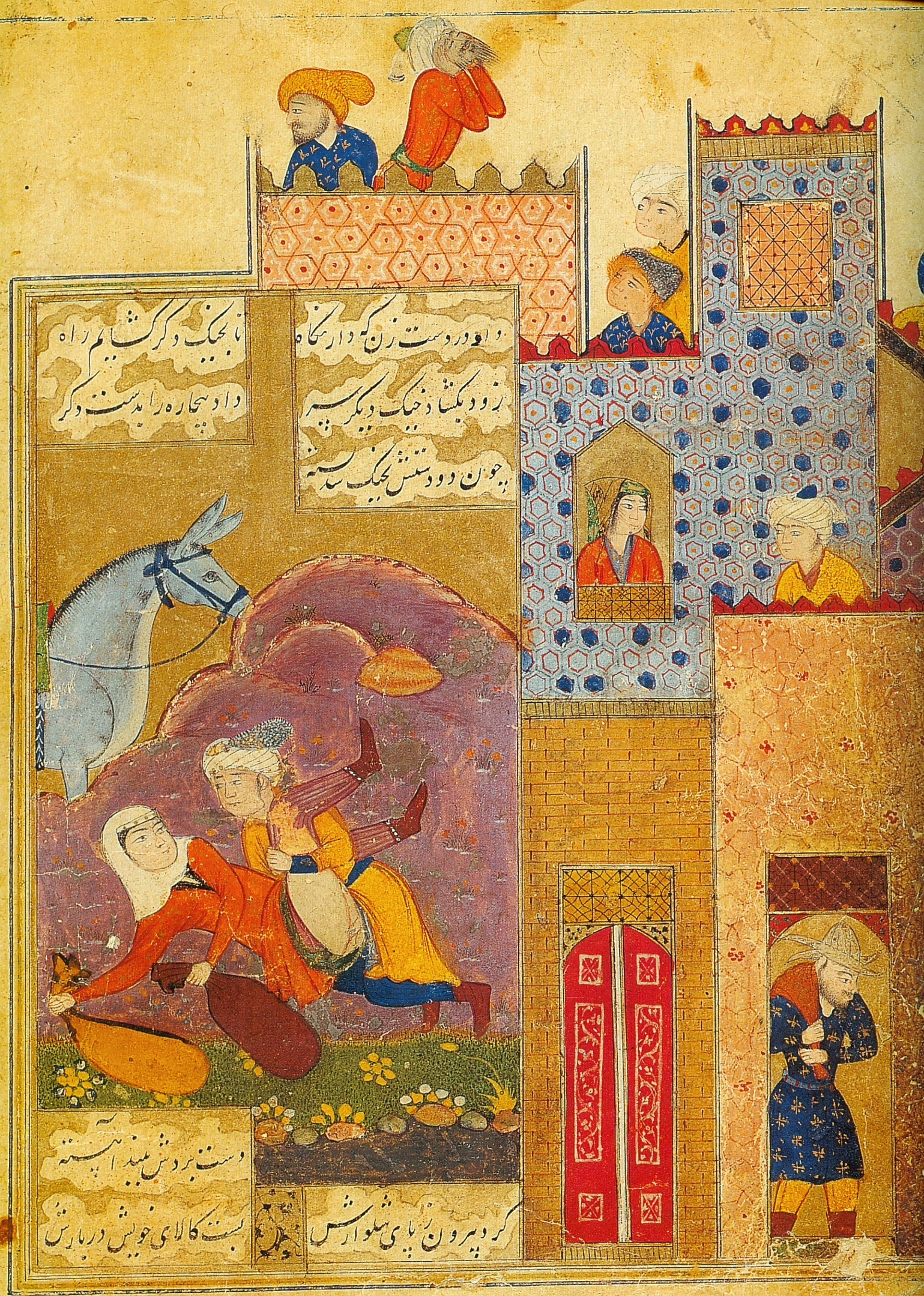
Нападение на женщину. «Силсилат аль-Заххаб» (Золотая цепь) Джами. Казвин, 1587 год. Государственный Эрмитаж (СПб.)
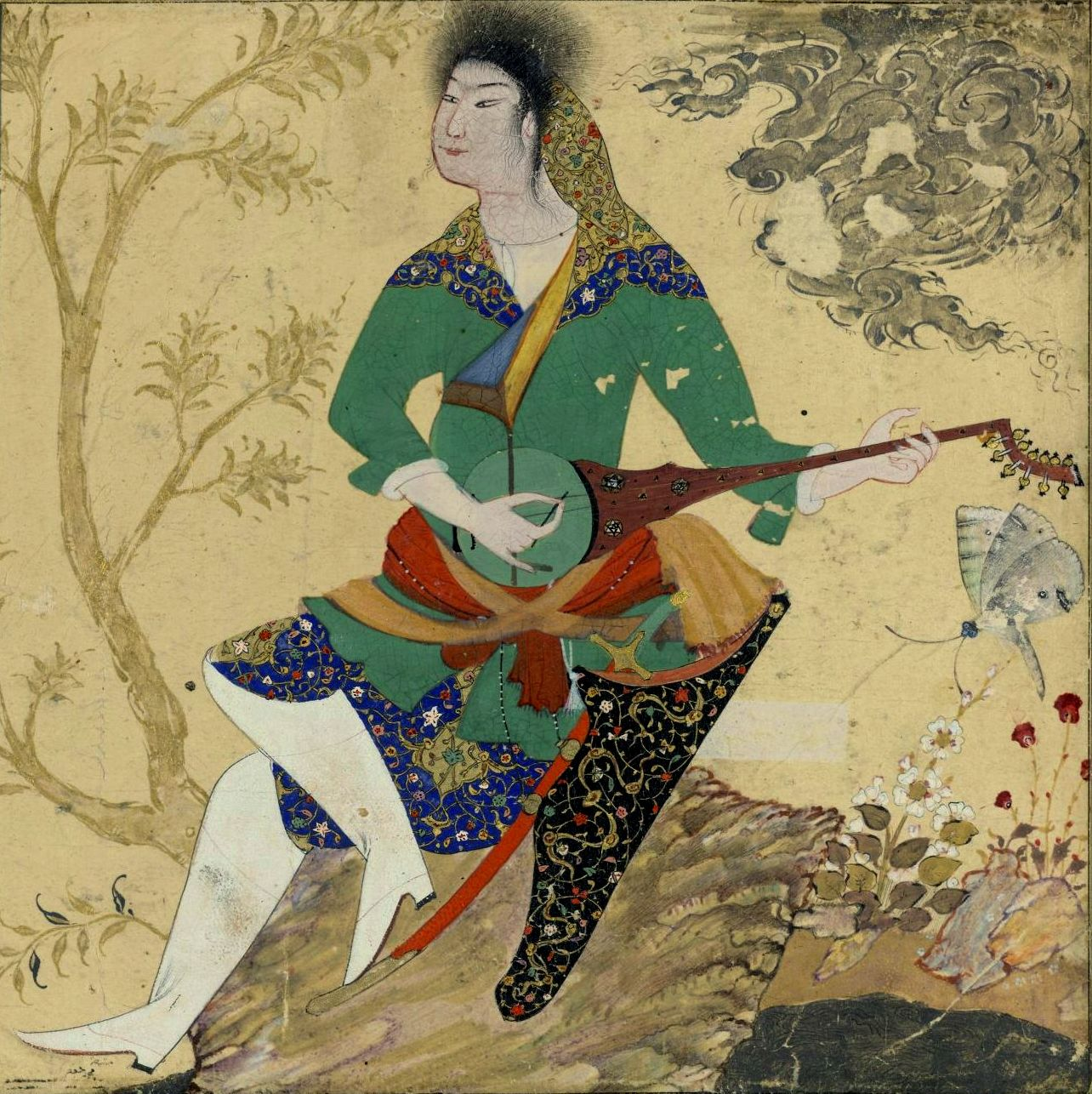
Мухаммад Джафар. Музыкант с рубабом. Около 1590 года. Британский музей, Лондон

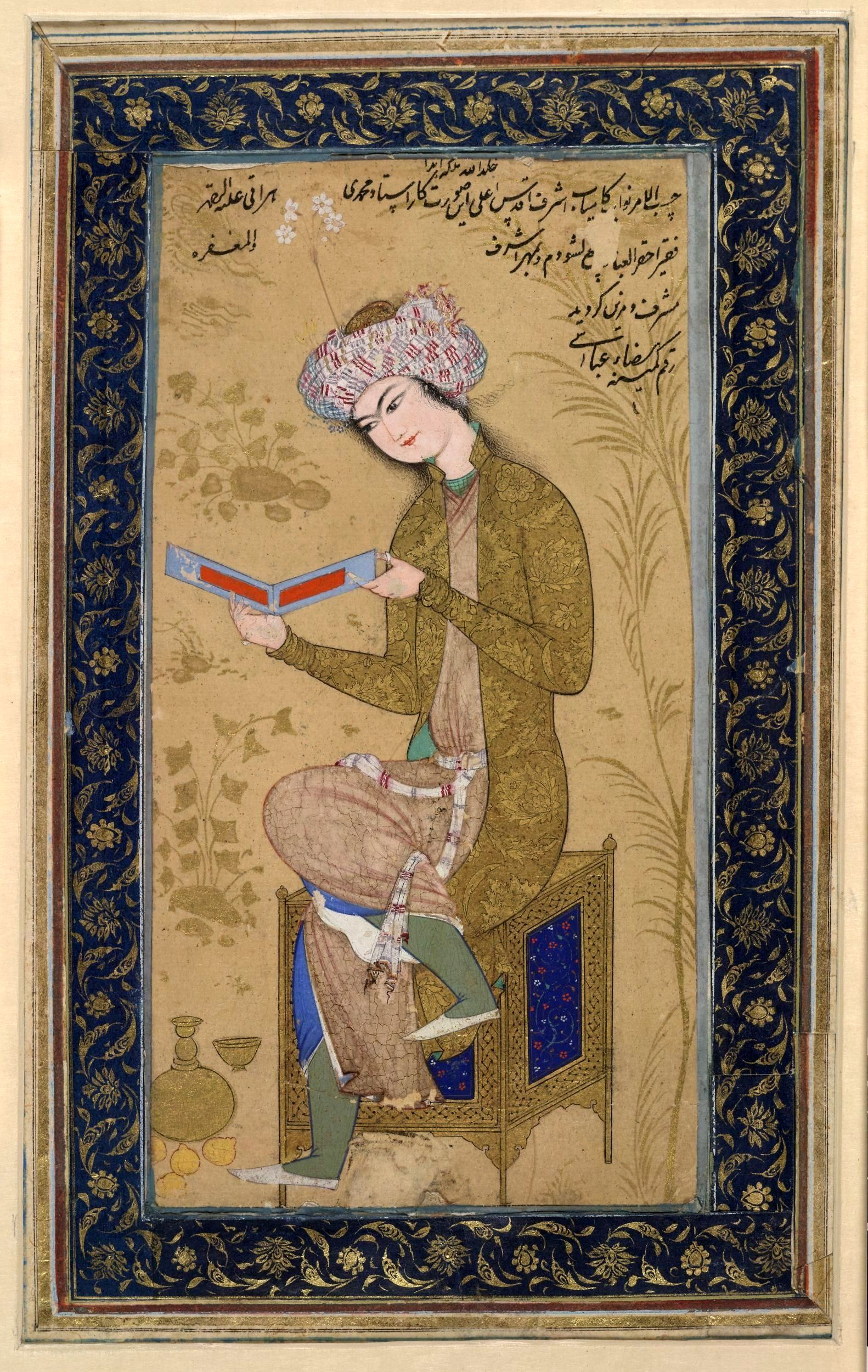
Риза-йи-Аббаси. Портрет юноши. Около 1625 года. Британский музей, Лондон

В начале XVII века в Иран приезжало всё больше европейцев, которые привозили с собой европейскую изобразительную продукцию — гравюры, иллюстрированные печатные книги, которые они продавали, или дарили своим персидским знакомым. Проникновение европейской художественной традиции в персидское искусство происходило несколькими путями. Шах Аббас I искал в Европе не только союзников против Османской империи, но и партнёров по торговле. Военный союз с Европой так и не состоялся, но английская и голландская Ост-индская компания основали в Иране текстильные предприятия, а европейцев — купцов, послов, священников, мастеровых можно было встретить уже не только в столице. Шах Аббас переселил в Персию огромное количество грузин, черкесов и армян. Армянам, таланты которых Аббас использовал для развития торговли шёлком, он предоставил в Исфахане целый квартал — Новая Джульфа, где те на свои доходы от торговли между 1606 и 1728 годами построили двадцать церквей, украшенных изразцами, фресками, и живописью по холсту и дереву. Таким образом, в XVII веке в столице Персии можно было видеть много живописи, основанной на европейских прототипах. Ещё одним источником проникновения европейских мотивов в персидское искусство была могольская живопись. Могольская миниатюра и живопись на отдельных листах поступала из Индии, где император Акбар I (1556—1605) осознанно внедрял мультикультурную идеологию, частью которой было свободное распространение европейской веры и искусства. Эта политика нашла выражение в проникновении европейских мотивов и художественных приёмов в могольскую живопись.
Персидские вариации на тему гравюры Маркантонио Раймонди.

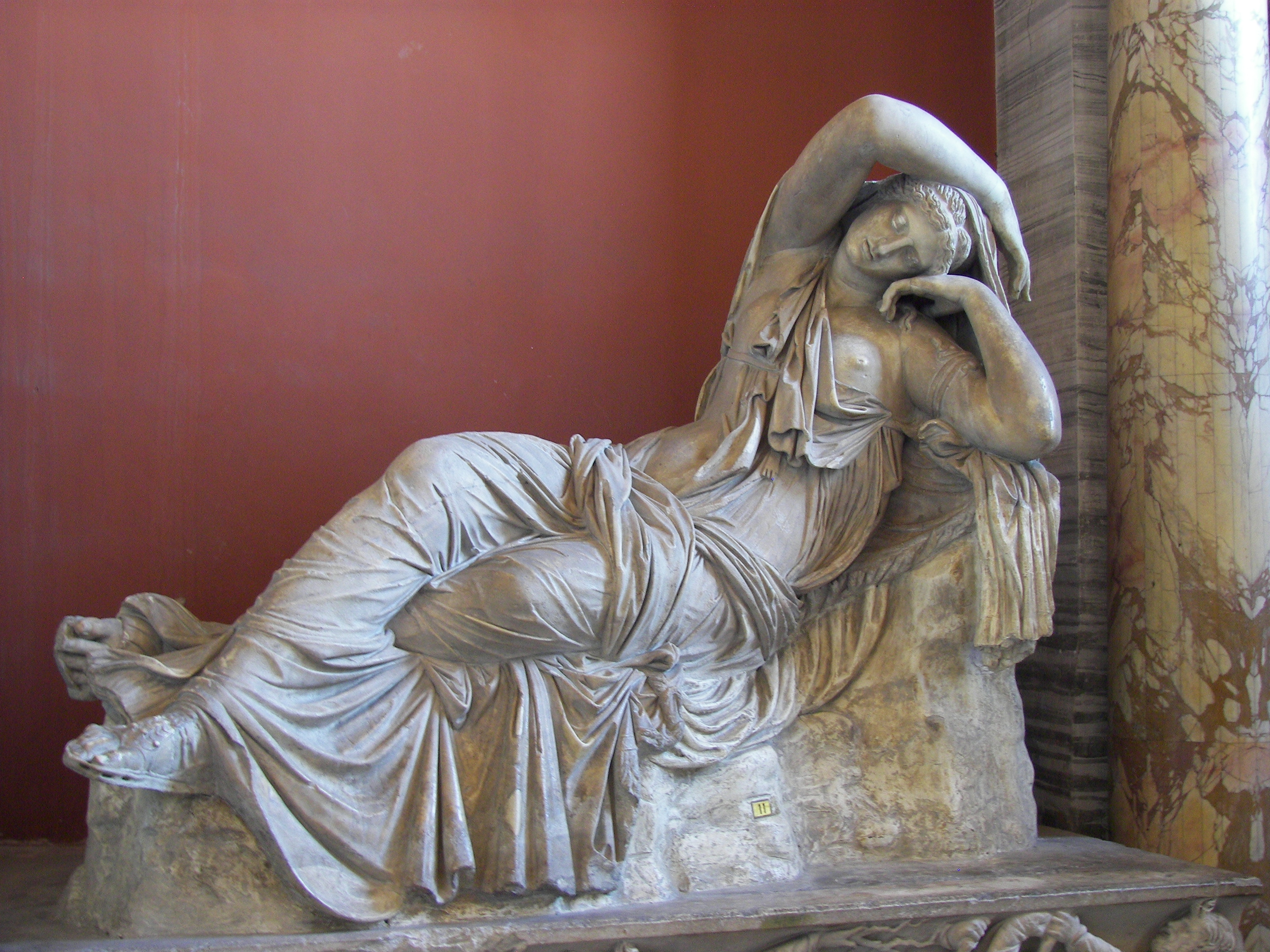
«Спящая Ариадна», II в. н.э., Ватиканские музеи
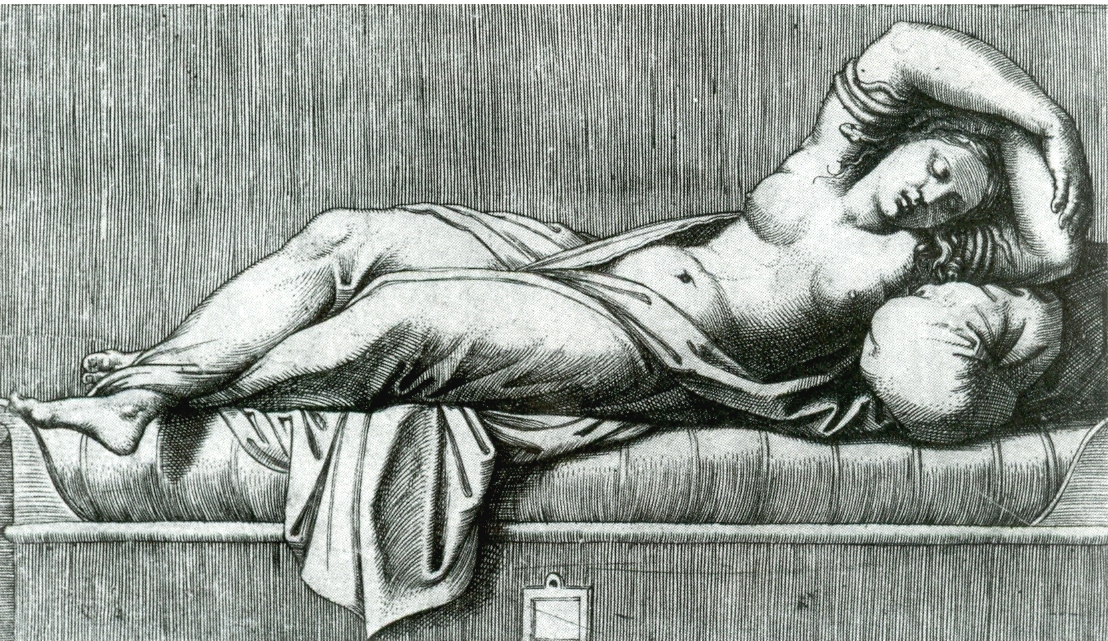
Маркантонио Раймонди. Клеопатра. Рим. 1520-1525гг. Британский музей, Лондон.
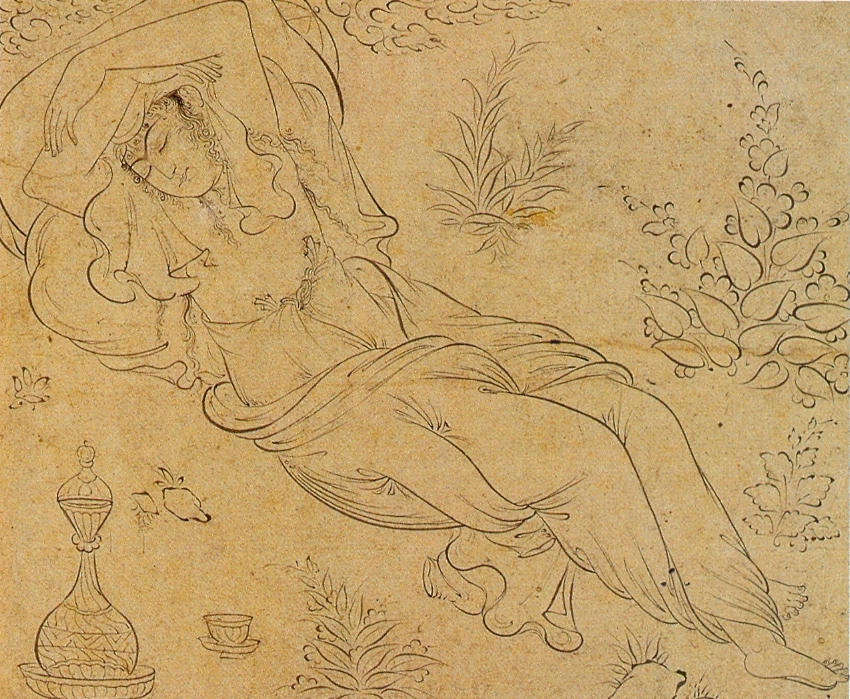
Риза-йи-Аббаси. Спящая женщина. Казвин. 1595 г. Собрание Саклера, Гарвард.
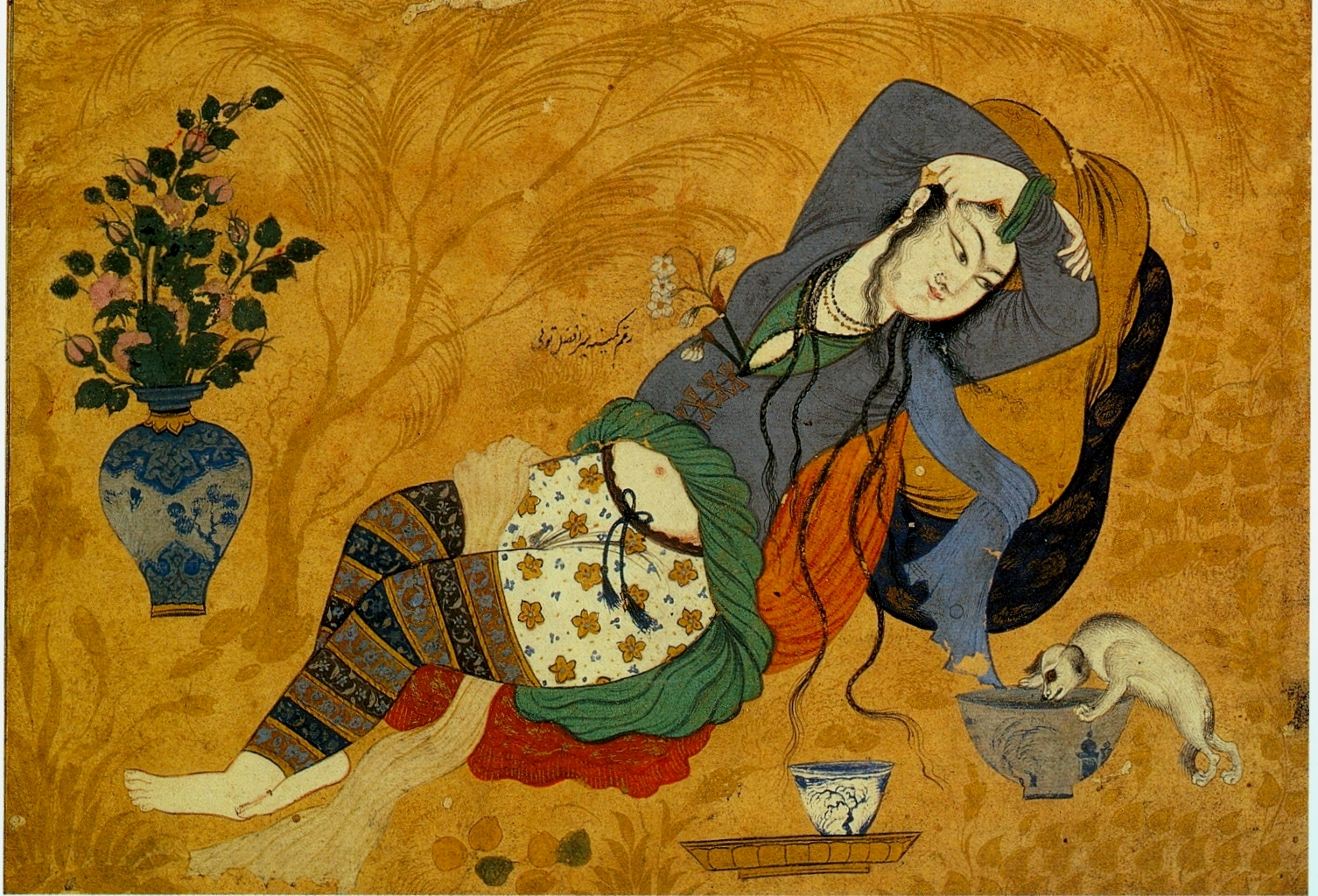
Мир Афзал Туни. Дама, наблюдающая за собакой, лакающей вино. ок.1640г. Британский музей, Лондон.

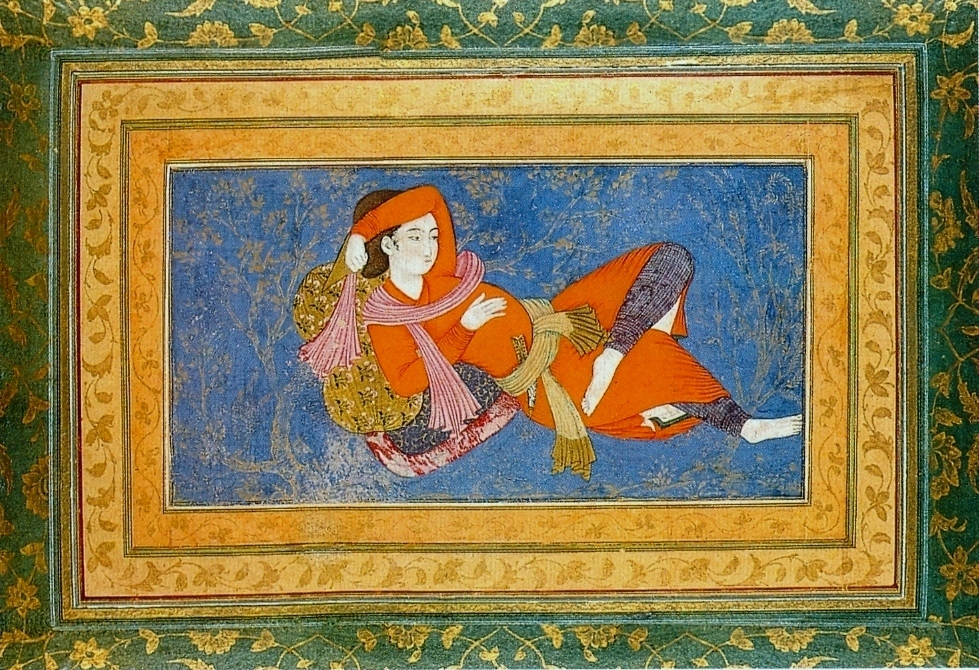
Отдыхающий юноша. 1600—1630 годы. Государственный Эрмитаж (СПб.)

Несмотря на то, что Риза-йи-Аббаси использовал для своих нужд некоторые сюжеты европейской гравюры, своей манерой он оставался верен персидской традиции — не использовал правила перспективы, не передавал светотень. В 1640-е годы ситуация начала меняться, и его последователи всё больше экспериментировали с европейскими приёмами и сюжетами, однако до XIX века персидские художники сохраняли верность национальной традиции, и брали из европейского искусства только то, что разнообразило, но не уничтожало эту традицию.
В январе 1629 года от дизентерии скончался Шах Аббас I. Ему наследовал его внук Сефи I (1629—1642), поскольку из четырёх сыновей Аббаса ни один не выжил: старшего Сафи-мирзу Аббас казнил, двое других были ослеплены, а четвёртый умер. Шах Сафи I провёл на троне 13 лет, и скончался в 1642 году от пьянства; на протяжении царствования его кровожадный нрав и дурные действия удавалось смягчать разумными действиями его главного министра. Ему наследовал Аббас II (1642—1666), правление которого было довольно мирным и плодотворным. С восшествием на трон шаха Солеймана I (1666—1694) упадок сефевидской династии стал более отчётливым. Его нежелание заниматься государственными делами привело к развалу в экономике. Шах месяцами пропадал в гареме, где сложилось нечто вроде теневого правительства из евнухов и наложниц, пренебрежительно относившихся к обществу. Военная и административная системы страны были парализованы.

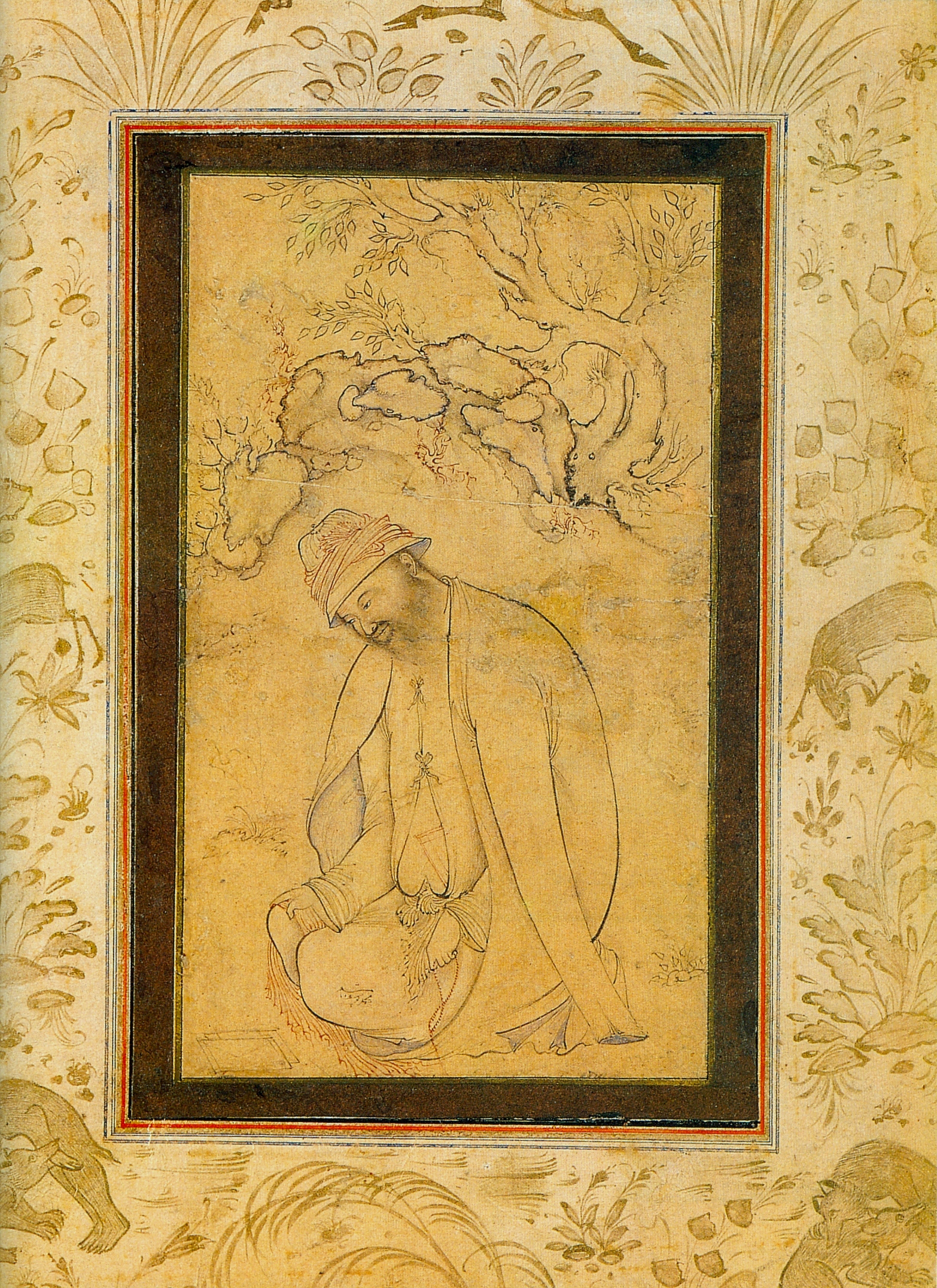
Мухаммад-Юсуф. Дервиш с чётками. Около 1650 года. Государственный Эрмитаж (СПб.)

Между 1630 и 1722 годами персидские художники находились под влиянием двух основных факторов: произведений Ризы-йи-Аббаси и европейского искусства. Существовал, правда, ещё один источник влияния — могольская живопись, которая сказалась на творчестве Шейха Аббаси, его сыновей Али-Наки и Мухаммада-Таки, а также художников их круга, которые в своих работах использовали индийские мотивы и персонажи.

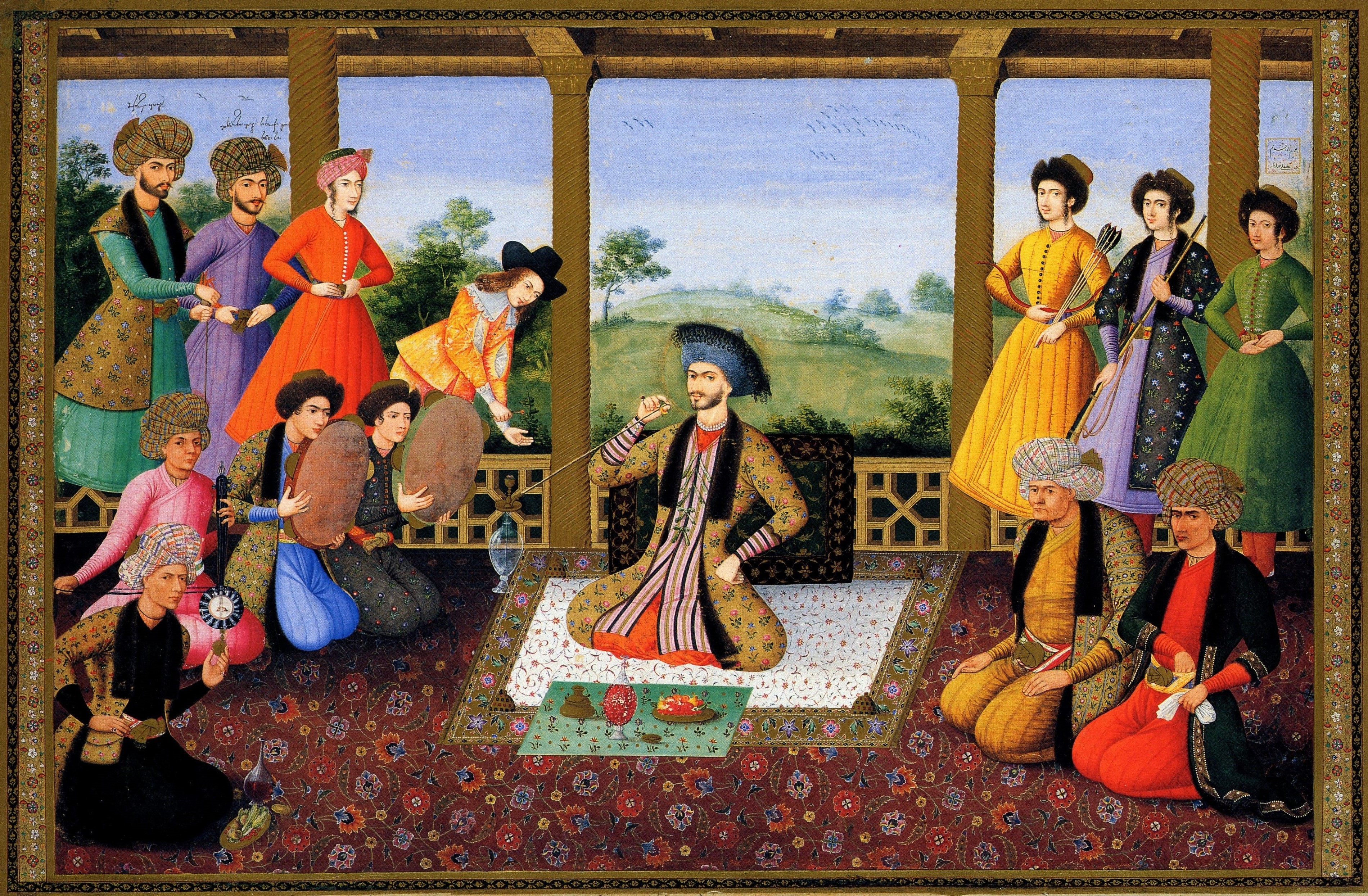
Али Кули Джаббадар. Шах Сулейман I и придворные. 1670 год. Российская национальная библиотека (СПб.)

Влияние творчества Ризы-йи-Аббаси на художников XVII века было определяющим. Например, Мир Афзал Туни (Афзал ал-Хусейни) в свой ранний период создавал работы на отдельных листах столь проникнутые духом учителя, что одно время их путали с поздними произведениями Ризы. В 1642—1651 годах этот художник участвовал в иллюстрировании версии «Шахнаме», заказанной одним чиновником для подношения шаху Аббасу II. Примерно в это же время группа других художников работала над «Шахнаме» для мавзолея имама Резы в Мешхеде; рукопись была завершена в 1648 году. Одним из этих мастеров был Мухаммад Юсуф, прославившийся портретами, выполненными на отдельных листах, другим, художник Мухаммад Касим, который, работая в манере Ризы, не копировал его произведения рабски, но создавал вполне самостоятельные вариации. В этот же период работал сын Ризы-йи-Аббаси, Мухаммад Шафи Аббаси, который посвятил себя изображению цветов и птиц, создавая персидскую разновидность старого китайского жанра, с примесью европейского влияния. Превосходные женские портреты, а также портреты элегантных молодых людей и шейхов-отшельников создавал работавший во второй половине XVII века художник Мухаммад Али. Однако центральной фигурой в персидской живописи второй половины века был Муин Мусаввир, самый известный из учеников Ризы, проживший долгую и плодотворную жизнь. Муин проявил себя в самых разных жанрах, от иллюстрирования рукописей (с 1630 по 1667 год он участвовал, по меньшей мере, в шести проектах «Шахнаме») до произведений на отдельных листах, среди которых выделяются лёгкие рисунки-наброски с необычайно свободным владением линией. Следует упомянуть имя ещё одного мастера, художника Джани, оставившего рисунки, в которых видно нарастающее европейское влияние — фигуры персонажей его рисунков снабжены светотеневой моделировкой, кроме того, от них всегда падают тени, что совершенно нетипично для персидской живописи. Художник именовал себя «фаранги саз», то есть художником европейского стиля; к услугам таких мастеров прибегали многочисленные европейские посетители Персии для увековеченья своих впечатлений, поскольку фотографии в то время не было.

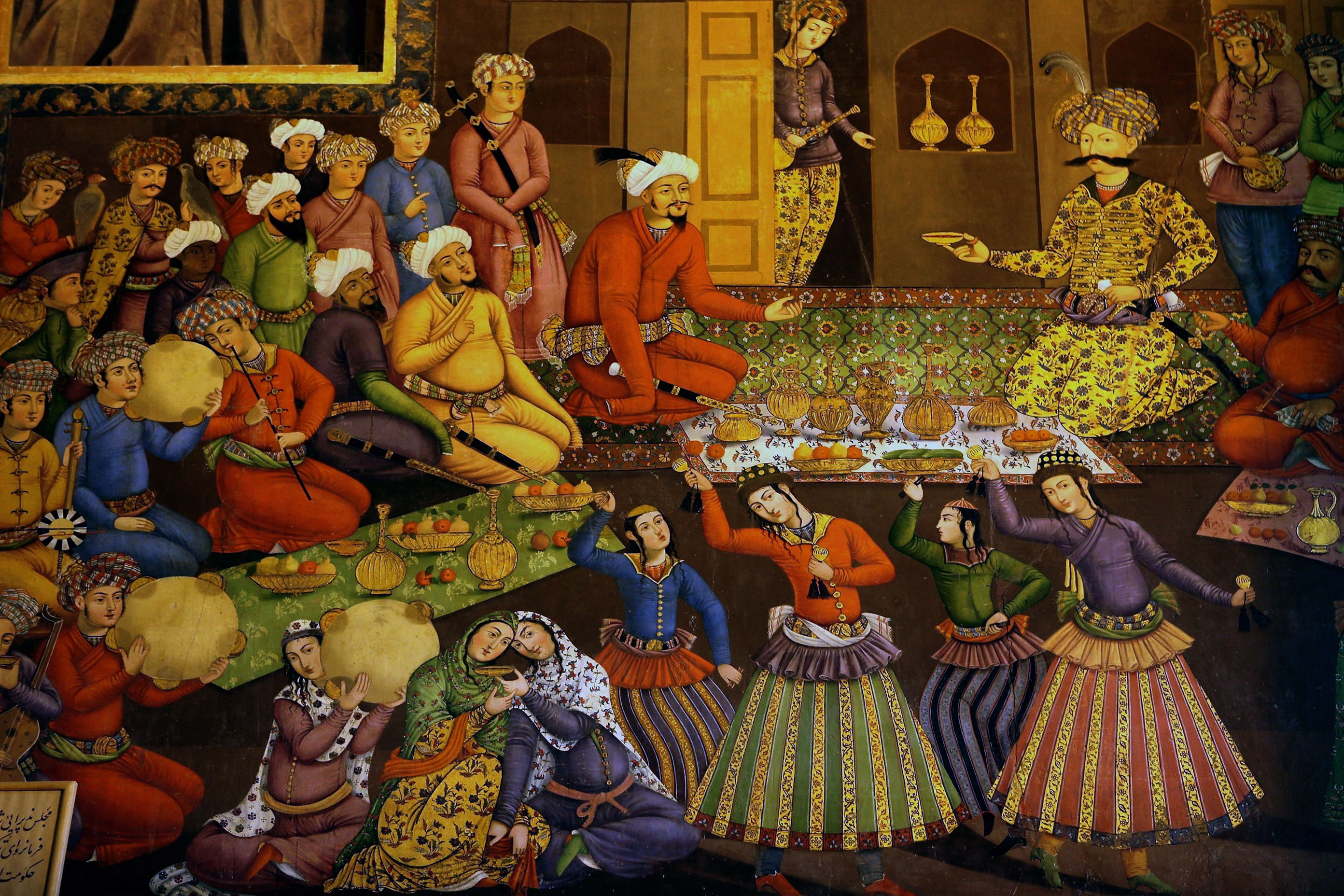
Шах Аббас I принимает Вали Надр Мухаммед Хана, правителя Бухары. Около 1650 года. Фреска. Чихиль Сутун, Исфахан

Крупным памятником сефевидской живописи середины XVII века является построенный шахом Аббасом II в 1647 году в Исфахане дворец Чехель Сотун, стены которого были расписаны фресками. Их авторы неизвестны, но лучшие из них приписывают кисти Мухаммада Касима. Авторы фресок применяют светотеневую моделировку, однако общий строй этих картин ближе к традиционной персидской миниатюре. Один зал дворца расписан сценами пикников на природе, другой сюжетами из классической персидской литературы (Хосров и Ширин, Юсуф и Зулейха), а главный зал отведён под исторические сцены с изображениями приёмов персидскими шахами иностранных послов и правителей, а также битвы Исмаила I c Шейбани ханом. Картины из Чехель Сотун впоследствии многократно повторялись художниками в небольшом формате в технике лаковой живописи.

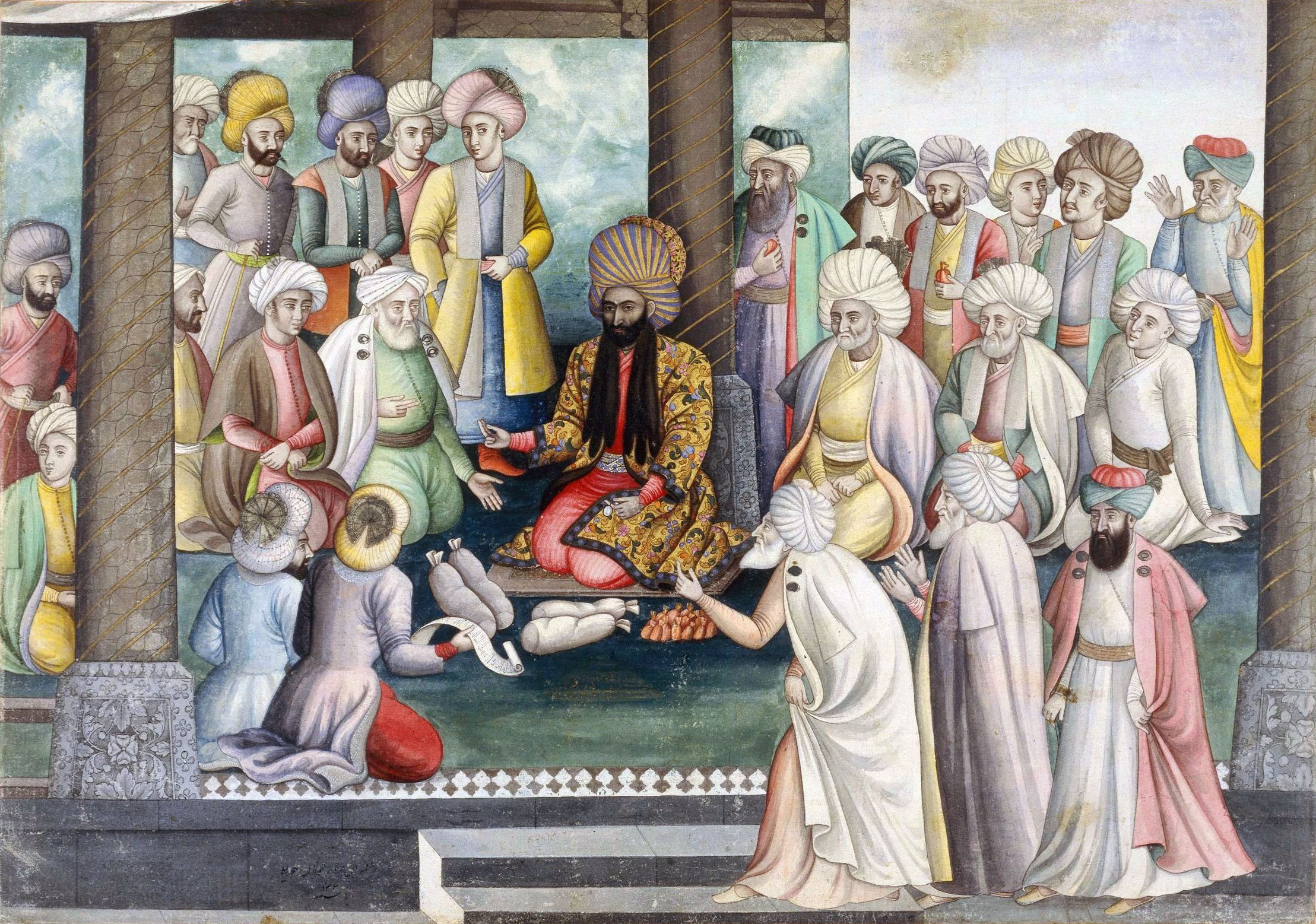
Мухаммад Али. Раздача новогодних подарков шахом Султаном Хусейном. 1721 год. Британский музей, Лондон

После смерти Солеймана I в 1694 году, трон перешёл к его сыну Султану Хусейну, который, похоже, был ещё более слабовольным, чем его отец. Он позволил классу духовенства, улама, приобрести огромное влияние, что привело к религиозной нетерпимости, дискриминации и карательным мерам против христиан, иудеев, мусульман-суннитов, и суфиев. В 1720 году восстания и бунты разрушили большую часть границ государства, что привело в 1722 году к вторжению афганцев во главе с Махмудом Гильзаи, которые разбили персов под Исфаханом, и после семимесячной осады взяли столицу. Султан Хусейн лично передал свою корону в руки Махмуду Гильзаи, что, впрочем, не уберегло его от казни. Династия сефевидов перестала существовать. Своеобразной эпитафией этим событиям может послужить рисунок Мухаммада Али, сына художника Мухаммада Замана, «Раздача новогодних подарков шахом Султаном Хусейном» (1721 год, Британский музей), в котором автору, несмотря на банальность изображённой парадной сцены, каким-то образом удалось передать сумрачную атмосферу заката династии сефевидов.
Живопись эпохи Сефевидов за два века прошла путь от великолепного синтеза стилей всех основных художественных центров Персии — Герата, Тебриза, Шираза, через творческий бунт Ризы-йи-Аббаси, вышедшего за рамки персидской традиции, до всё большего влияния европейской манеры, которое в последующие века только усиливалось.

## Афшары, Зенды, и Каджары. XVIII—XIX века

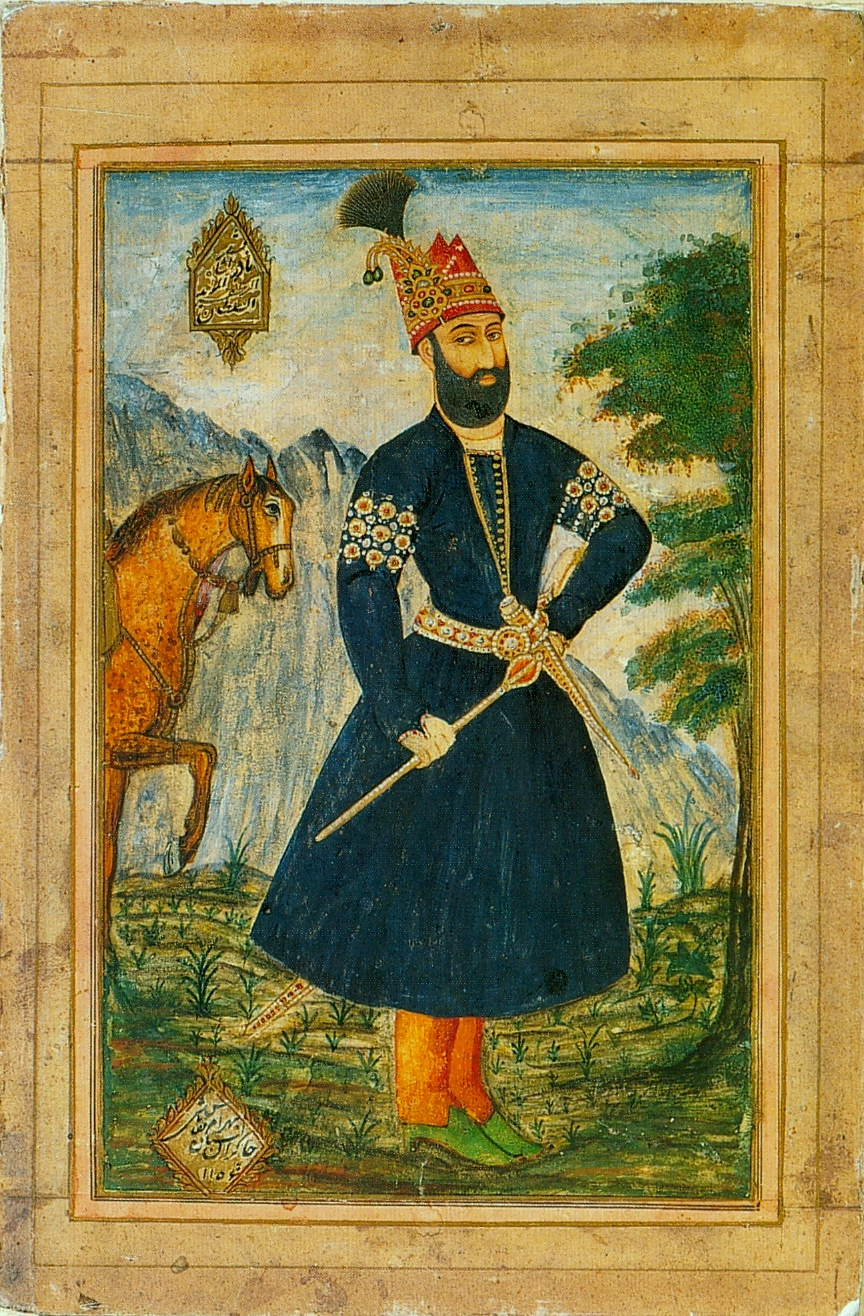
Бахрам. Портрет Надир Шаха. 1743—1744 годы. Государственный Эрмитаж (СПб.)

После отречения Султана Хусейна страна на четверть века впала в хаос. Афганцы Махмуда Гильзаи не смогли ни захватить всю территорию Ирана, ни уничтожить весь сефевидский дом. В оставшихся свободными районах шахом провозгласил себя сефевидский принц, принявший имя Тахмаспа II. Однако он был лишь ширмой, за которой действовал хитрый и расчётливый глава одного из кызылбашских племён Надир Хан Афшар. В 1729 году он расправился с афганцами, и совершил несколько завоевательных походов, из коих самым известным было разграбление Дели в 1739 году, в результате которого Надир Шах увёз знаменитый «Павлиний трон» могольских императоров. Несмотря на то, что Надир Шах имел репутацию освободителя от афганского и турецкого завоевания, делами в стране он занимался из рук вон плохо. В 1747 году он был убит, и страна впала в ещё больший хаос.
По сведениям европейских и русских путешественников, Надир Шах, следуя традиции, приказал украсить стены построенных для него дворцов в Мешхеде, Исфахане и других городах росписями, однако они не сохранились. В период его правления из живописи исчезли портреты изысканных юношей и красавиц, любовные и прочие жанровые сцены, а их место заняли сюжеты, прославляющие шаха и его победы. В живописи маслом главными стали портретный, батальный и исторический жанры. Было создано множество парадных портретов Надир Шаха, на которых он, как правило, принимает величественную позу. Сложение парадного портрета в постсефевидской живописи обычно связывают с именем художника Шейха Аббаси. Надир Шах из похода в Индию привёз множество драгоценных могольских манускриптов, 400 из которых он пожертвовал в мавзолей имама Резы в Мешхеде. Поэтому кроме усиливавшегося европейского влияния на персидскую живопись в XVIII веке повлияла и могольская миниатюра. Число произведений, дошедших от периода правления афганцев, весьма невелико.

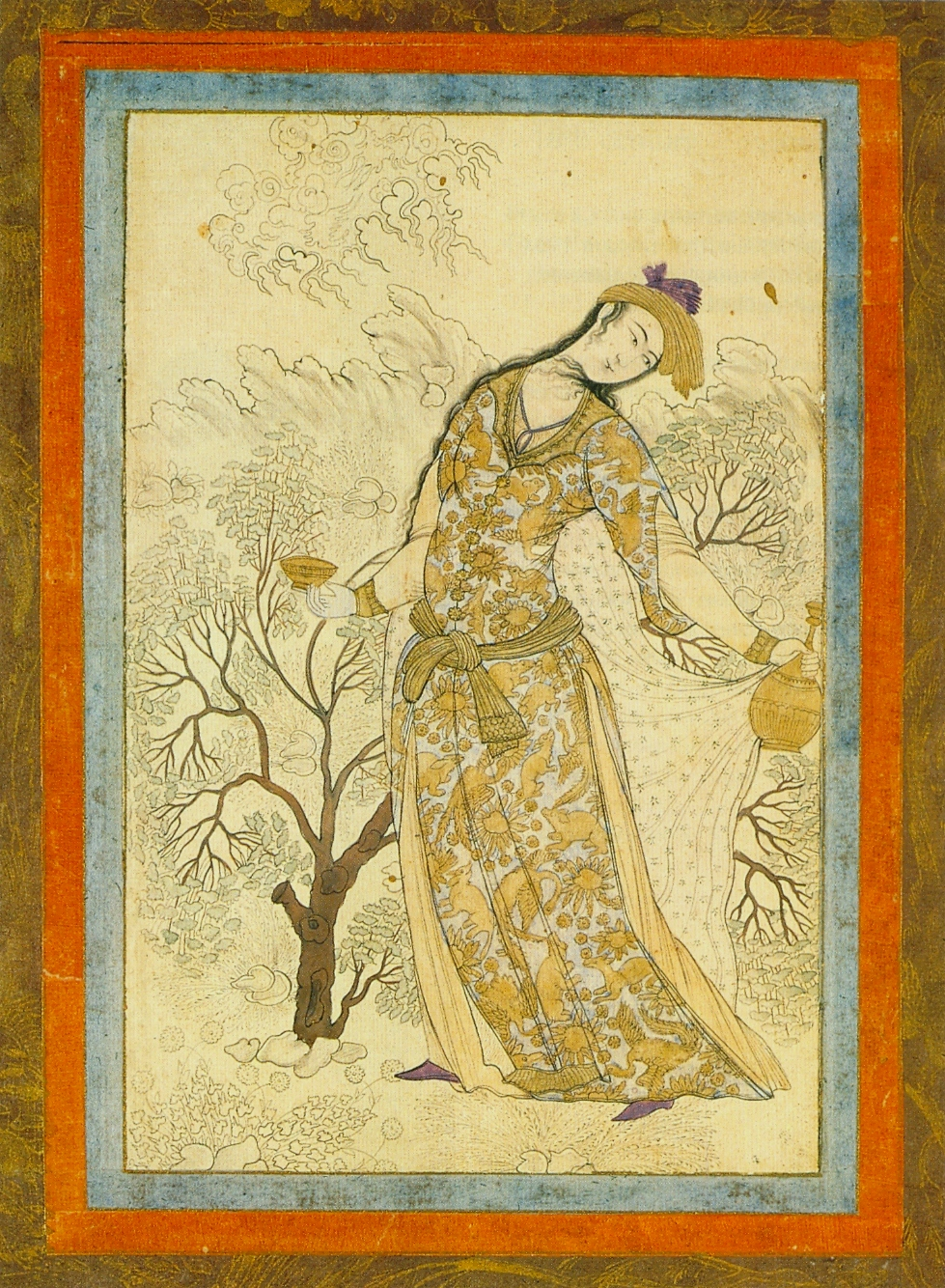
Женщина с кувшином и чашей. 2я пол. XVIII века. Государственный Эрмитаж (СПб.)

Пять лет спустя после смерти Надир Шаха, другой племенной лидер из западной Персии, Карим Хан Зенд вошёл в доверие к ещё одному марионеточному сефевиду для того, чтобы начать своё успешное политическое восхождение. Ради укрепления своих позиций он уничтожил соперников из племени бахтиари, и из другого кызылбашского племени — каджаров. В отличие от Надир Шаха, он сосредоточился не на военных походах, а на внутренних проблемах. Карим Хан смог залечить многие раны, нанесённые правлением афганцев и Надир Шаха, при нём возродились ремесла, наладилась торговля, развернулось большое строительство, однако его смерть в 1779 году переросла в ещё один период нестабильности.
Благодатное время правления Карим Хана традиционно сравнивают с периодом правления шаха Аббаса I. Было построено множество дворцов в новой столице, Ширазе, стены которых покрывали не только изображения парадных приёмов и битв, но и такие сюжеты, как «Жертвоприношение Ибрахима (Авраама)» или «Муса (Моисей), пасущий овец». Преобладающей техникой была живопись маслом по холсту. Популярными сюжетами были изображения принцев, музицирующих или танцующих красавиц. Картины часто имели верх в форме арки, вероятно для того, чтобы создавать иллюзию открытого окна. Живописная продукция была разного качества, лучшие работы украшали богатые дома, худшие были предназначены для трактиров и кофеен. При Карим Хане в живопись вернулись все старые сюжеты — красавицы, красавцы, любовные сцены и т. д. Некоторые художники по-прежнему работали в жанре «цветы и птицы» в той версии, которую ввёл Мухаммад Шафи Аббаси. Развивалась лаковая живопись. Однако в этот период сильно возросло производство низкокачественного художественного товара. В больших количествах производились низкосортные копии-подражания старинных миниатюр; эта базарная продукция предназначалась для неразборчивых европейцев и небогатых персов.
В XVIII веке усилились племена каджаров, живших на севере Ирана вокруг города Астрабад. К середине 1780-х годов они овладели всем северным Ираном, а своей столицей сделали город Тегеран, до того никогда не игравший значительной роли в жизни страны. Этот город так и остался столицей каджаров после того, как их предводитель Ага Мухаммад в результате победы над Зендами объявил себя шахом. Его правление было непродолжительным — в 1797 году он был убит. Ага Мухаммаду наследовал его племянник Фатх Али Шах (1797—1834), правление которого протекало в относительном спокойствии. Основные неприятности были связаны с политикой России, которая отобрала у персов Грузию и часть Армении, а также добилась торговых и тарифных уступок со стороны Ирана.
С приходом этого нового правящего дома стиль персидской живописи существенно изменился. По имени правящей династии он получил название «каджарского», хотя полного совпадения между годами правления Каджаров (они оставались у власти до 1925 года) и временем существования каджарского стиля нет: он сформировался в конце XVIII века, и существовал до середины XIX в. Каджарский стиль, сложившийся в Тегеране при дворе Фатх Али Шаха, был чисто придворным по духу, эклектичным по своей сути, с сильной архаизирующей тенденцией. Правлению Фатх Али Шаха был присущ внешний блеск, помпезность, роскошь и пышность двора. При нём были сделаны попытки возродить некоторые черты придворной жизни и культуры Древнего Ирана. Фатх Али Шах по примеру древних царей из династий Ахеменидов и Сасанидов стал именовать себя шахиншахом (царём царей), отпустил длинную бороду, стал носить длинную торжественную одежду. Его примеру последовали все придворные. Эта придворная культура отразилась в парадных портретах и батальном жанре, которым стали свойственны помпезность и театральная напыщенность, торжественная монументальность и искусственность. Квинтэссенцией стиля были портреты самого Фатх Али Шаха, полные какой-то опереточной жути.

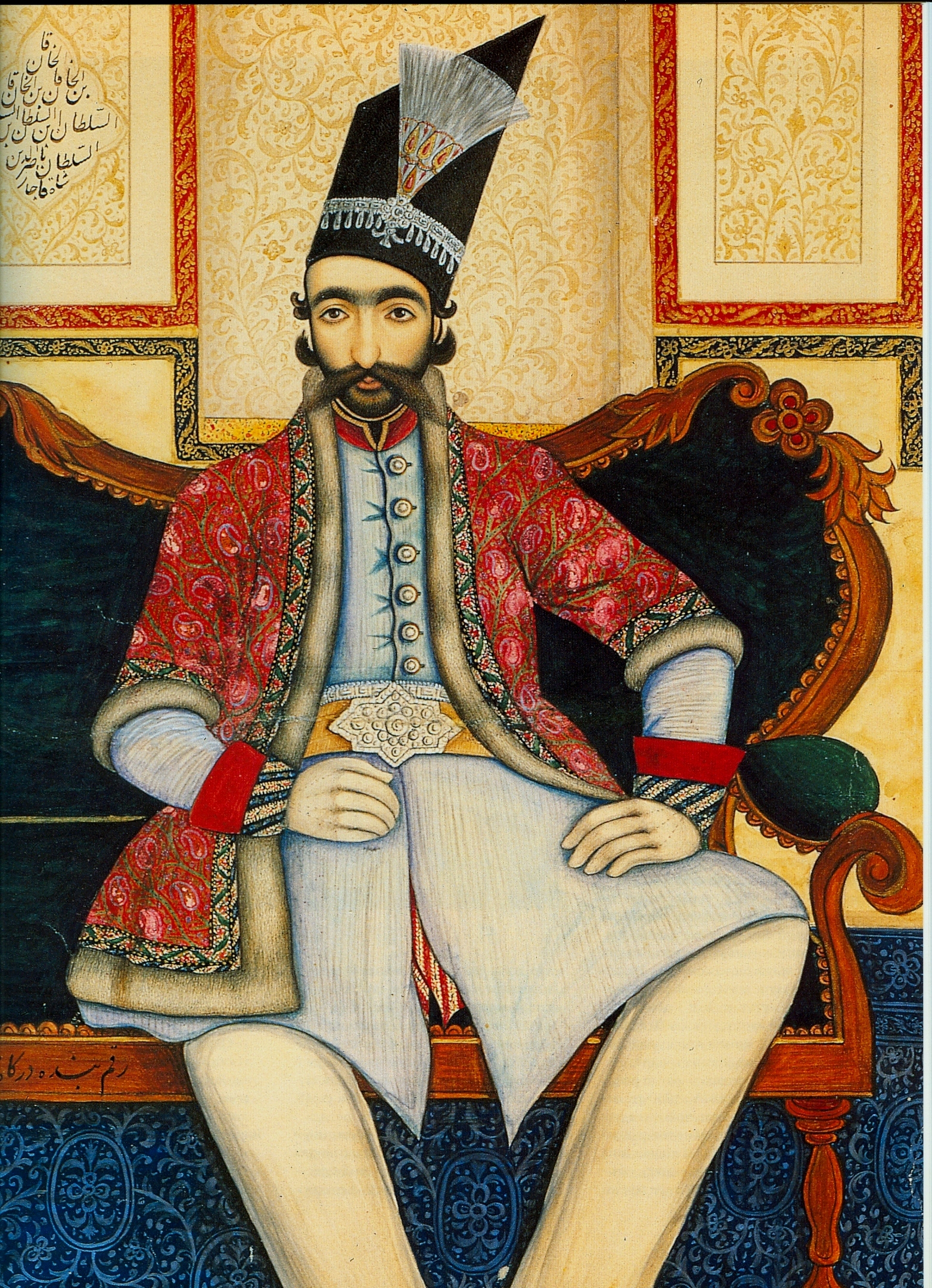
Мухаммад Исфахани. Портрет Насер ад-Дина. 1850-е годы. Государственный Эрмитаж (СПб.)

Европейская живопись в это время по-прежнему оказывала сильное влияние, и её сочетание с архаизирующей культурой тегеранского двора дала такой необычный, но весьма любопытный результат. Некоторая парадность и помпезность стали присущи даже такому, по сути, лирическому жанру, как изображения красавиц. Для раннекаджарских картин характерны плоскостная трактовка пространства и форм, локальность цвета, большая роль орнамента — на них с особой тщательностью выписаны узоры тканей и украшения.
В первой половине XIX века по-прежнему создавалась книжная миниатюра. Известно несколько хорошо иллюстрированных вариантов «Шахнаме», и других произведений. Стиль их миниатюр далёк от персидской классической традиции.
Фатх Али Шаху наследовал его внук Мухаммад Шах, правивший с 1834 по 1848 год, в период усиления соперничества России и Англии за влияние в регионе. Это соперничество нарастало и во время правления следующего шаха — Насер ад-Дина (1848—1896), который, совершив несколько выездов в Европу, взялся за реформирование своего государства, но, пойдя навстречу советам англичан, наделал таких ошибок, что вызвал в стране большое недовольство засильем иностранцев, и был в конце концов убит. Престол перешёл к его сыну Музаффар ад-Дину (1896—1907).
Насир ад-Дин был горячим сторонником всего европейского, включая изобразительное искусство. Он увлекался фотографией, и основал в Тегеране технический колледж, где приглашённые им из Европы специалисты среди прочего преподавали и искусство фотографии. Насир ад-Дин сам сделал множество фотографий своих родственников, и даже автопортретов. Его живописные портреты напоминают его фотографии, в некоторых из них даже совпадают одежда и окружающие предметы.

Вторая половина XIX века демонстрирует полную победу европейского искусства. В Иране были открыты школы живописи, в которых преподавали европейские мастера, или персидские художники, обучавшиеся в Европе. Центральной фигурой этого периода следует считать художника Камаль оль-Молька, творившего в совершенно европейской манере, близкой русским передвижникам. Героями его многочисленных картин были как представители аристократии, так и простого народа. Другая крупная фигура — Абуль Хасан Гаффари, пять лет обучавшийся живописи в Италии, и основавший после своего возвращения в Иран в середине XIX века школу изобразительного искусства. Основным жанром второй половины XIX века оставался портрет. Художники в изображении стремились достичь фотографической точности. Такое положение сохранялось до начала XX века, когда персидские художники в связи с общим возрождением интереса к национальной традиции и культуре, уже на совершенно новой основе наряду с европейскими по стилю произведениями стали создавать вариации на темы древней и средневековой живописи. Однако этот период в истории искусства имеет другое название — «Современная живопись Ирана».

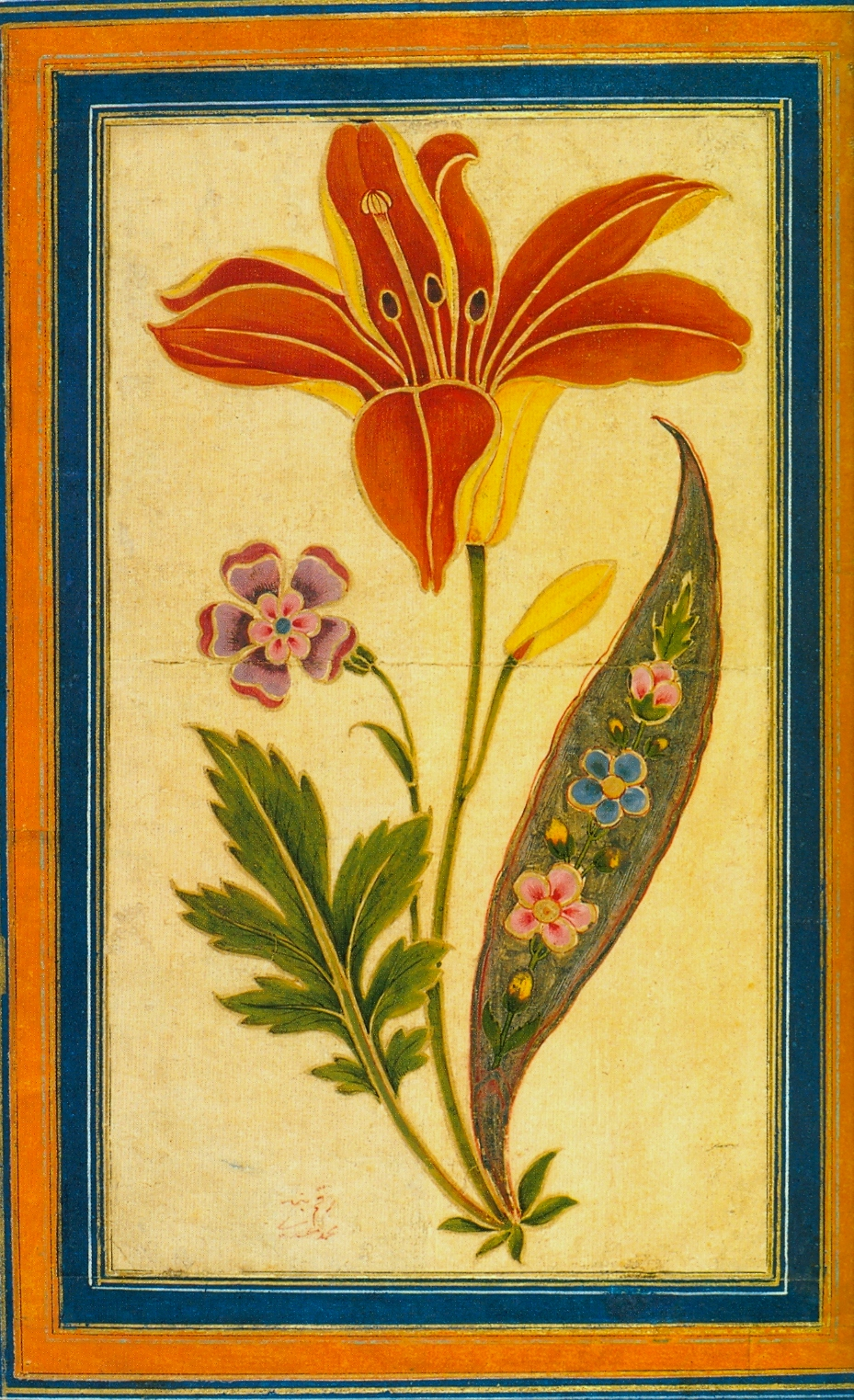
Мухаммад Махди. Цветы. середина XVIII века. Эрмитаж, Санкт-Петербург
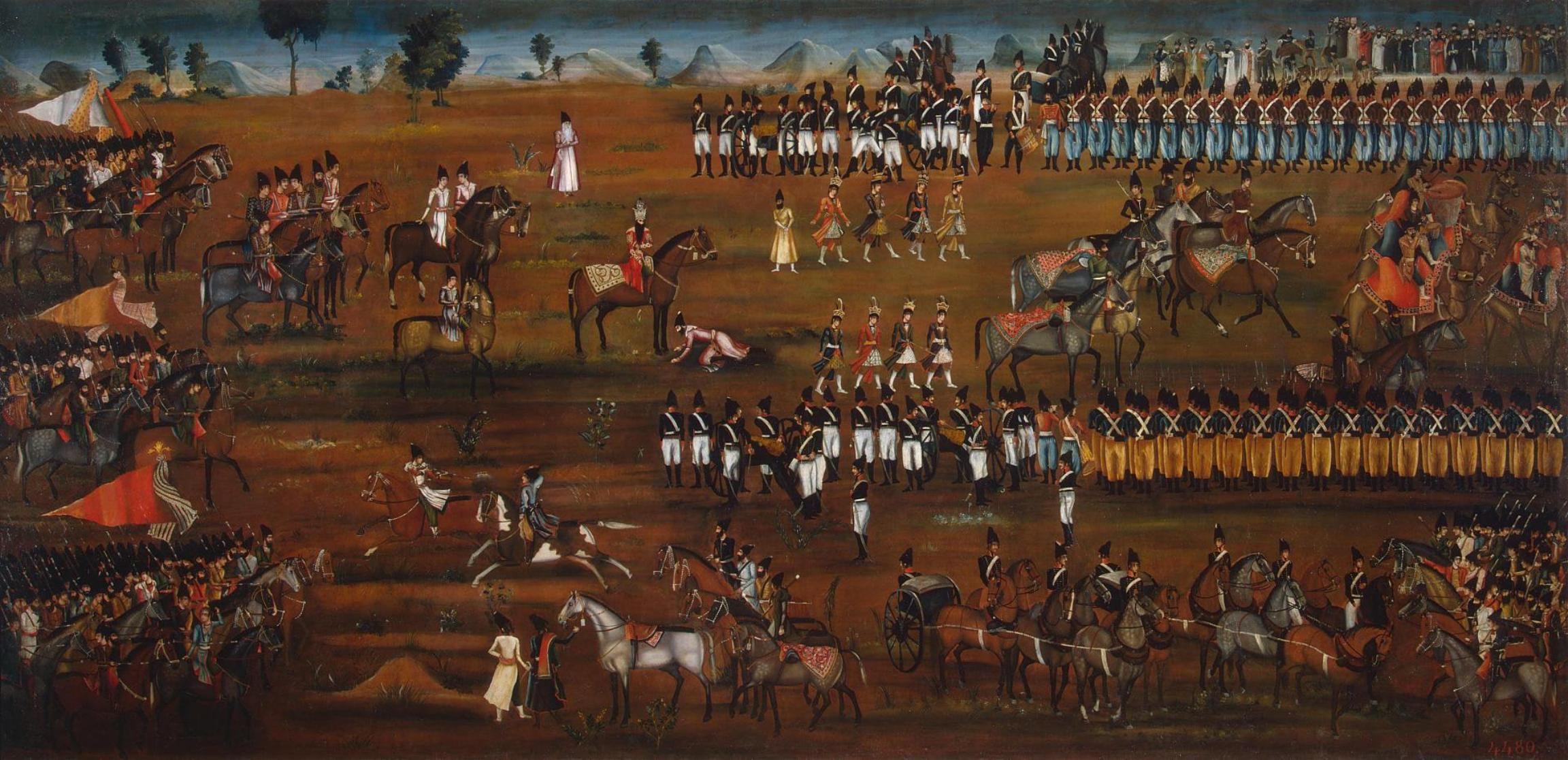
Военный парад Фатх Али Шаха и Аббаса Мирзы. 1815-1816 годы. Государственный Эрмитаж (СПб.)
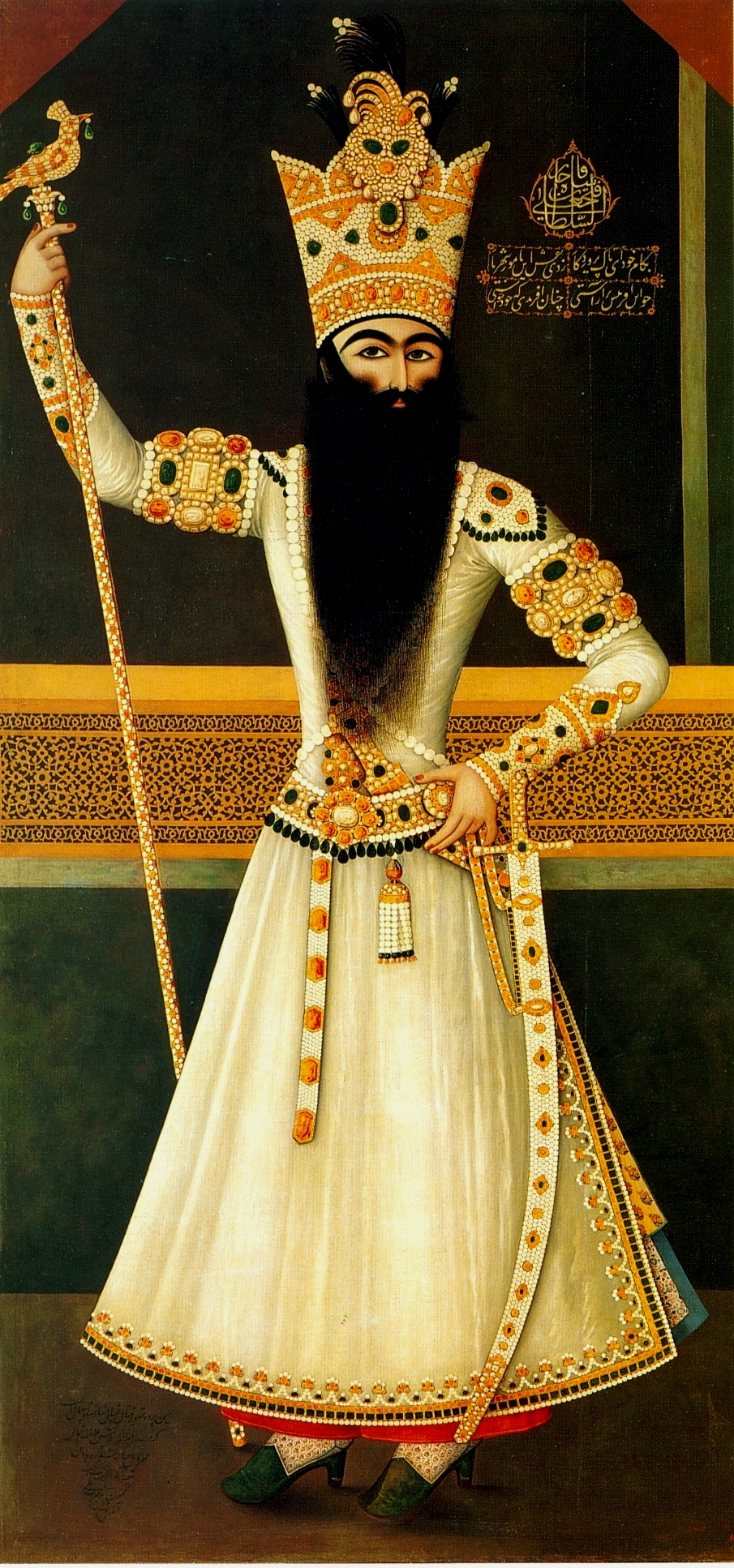
Михр Али. Портрет Фатх Али Шаха. 1809-1819 годы. Государственный Эрмитаж (СПб.)
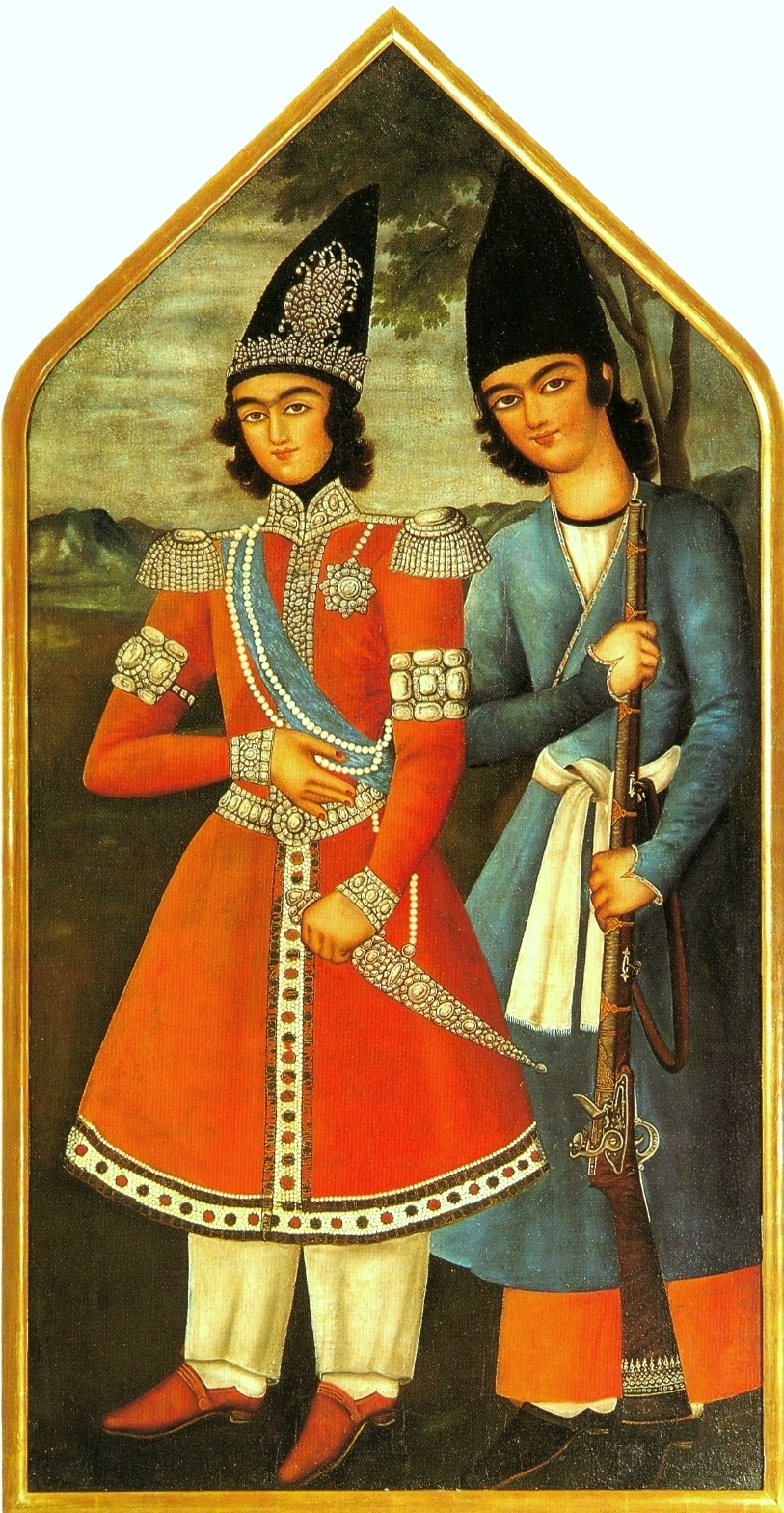
Каджарский принц и его слуга. 1820 год. Британский музей, Лондон
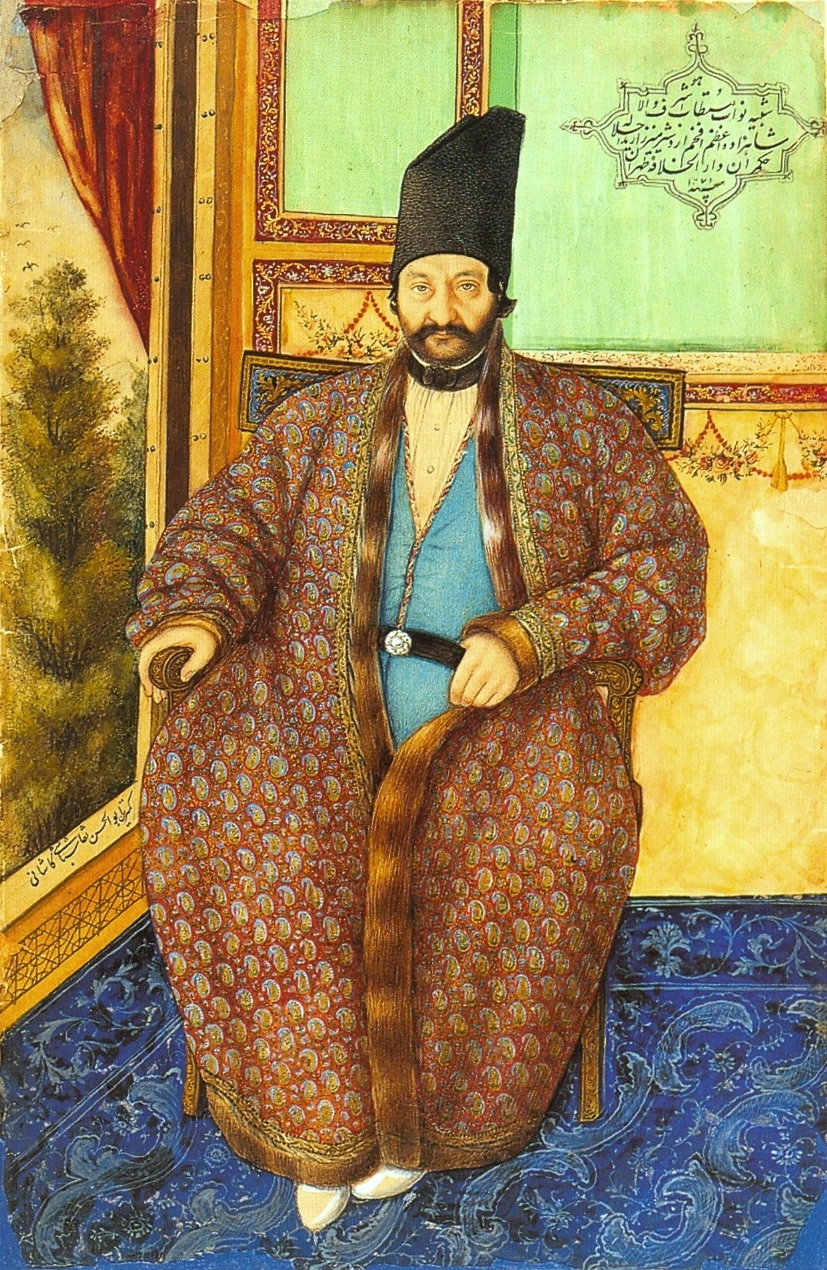
Абуль Хасан Гаффари. Принц Ардашир Мирза, губернатор Тегерана. 1854 год. Лувр, Париж (Франция)
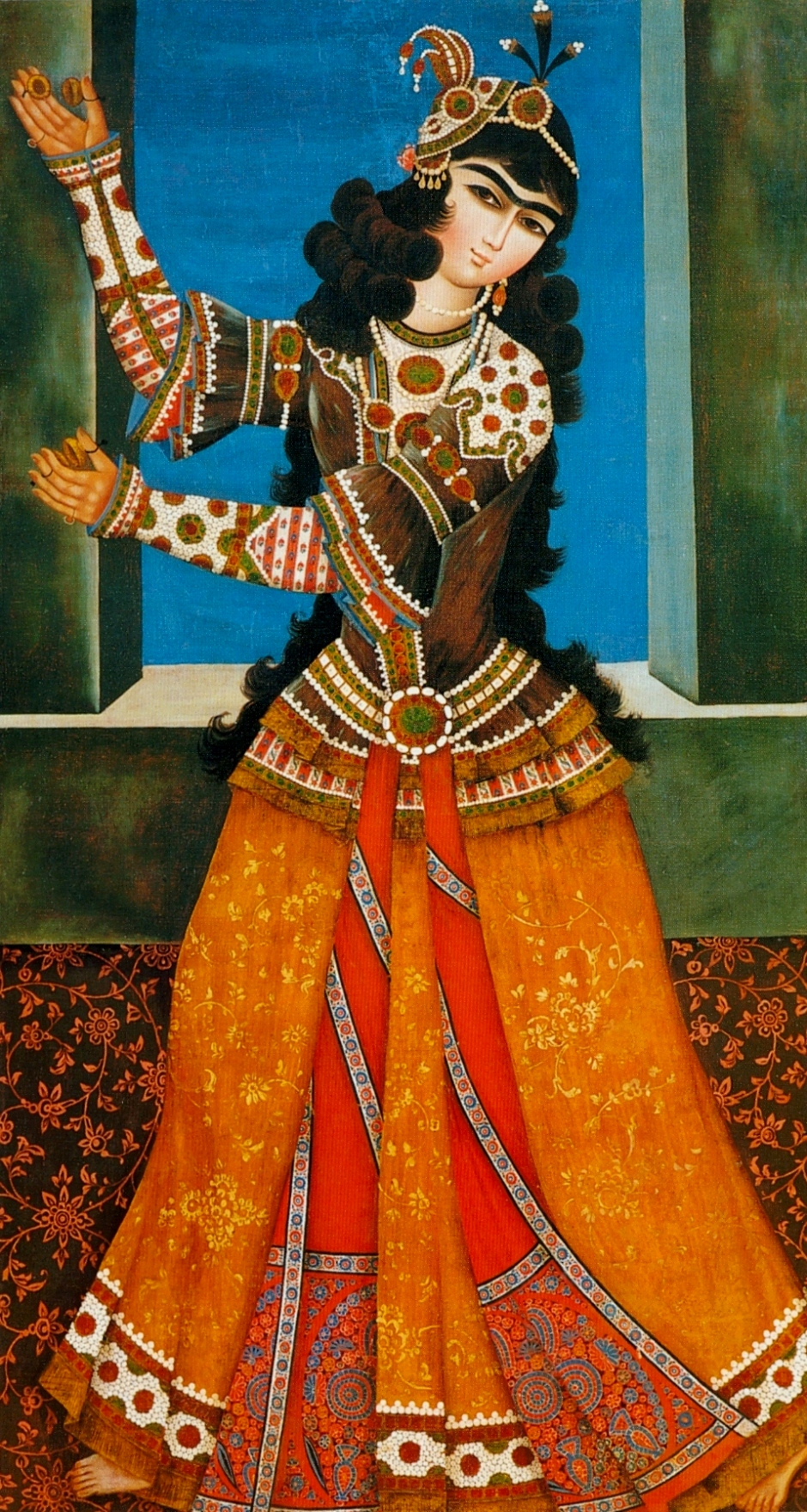
Танцовщица с кастаньетами. 1800—1825 годы. Государственный Эрмитаж (СПб.)
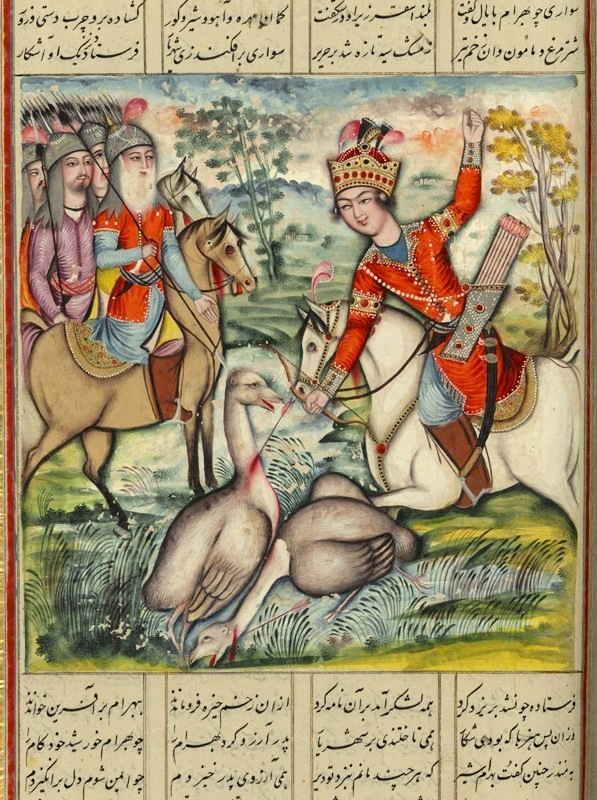
Бахрам Гур охотится на птиц. «Шахнаме» 1837 года. Российская национальная библиотека (СПб.)

## Классическая персидская живопись и окружающий мир

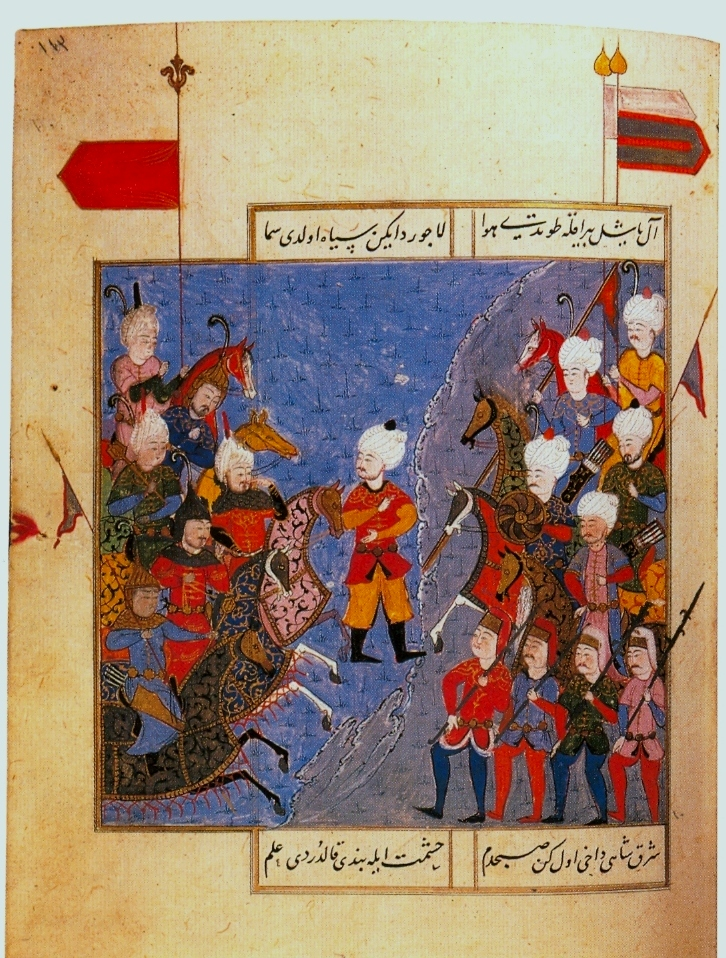
Чалдыранская битва. Миниатюра из «Селим-наме» Сукру Битлиси. 1525 г. Стамбул, Топкапы Сарай.

Персидская живопись является устойчивой многовековой традицией со своими художественными законами и философией. В разное время она по-разному влияла на искусство окружающих стран и народов. Выше уже было сказано о её роли в становлении среднеазиатской живописи и могольской живописной школы. Однако её воздействие на окружающий мир не ограничивается только странами и народами Средней Азии и Индостана. Персидская живопись оказала значительное воздействие на развитие книжной миниатюры в Османской империи.
Несмотря на вполне достоверные исторические свидетельства о том, что самаркандский художник Баба-наккаш во время правления султана Баязида II (1481—1512) прибыл в Турцию и основал там первую мастерскую, самая ранняя османская книжная продукция была ориентирована на образцы, создаваемые в художественных центрах государства мамлюков. Однако со временем, приблизительно с 1460-х годов, персидское влияние в османской живописи стало постепенно нарастать. Это влияние усилилось после Чалдыранской битвы (1514), в результате которой османы захватили Тебриз, и вывезли многих мастеров в свою империю. Персидские иллюстрированные манускрипты как тимуридской эпохи, так и сефевидского периода неизменно высоко ценились в Турции, а в султанских коллекциях Стамбула сохранились прекрасные муракка с образцами персидской живописи и каллиграфии.
Персидская живопись маслом XIX века имела влияние на развитие живописи Грузии, Армении и Азербайджана этого периода.
Распространение элементов персидского искусства не ограничилось близлежащими странами. Декоративный, отвлеченно-прекрасный дух персидской живописи проник в Россию, где, смешавшись с традиционными принципами иконописи, стал прадедом живописи Федоскино, Палеха, Мстёры. Лаковая живопись возникла в Китае в первом тысячелетии до н. э., в XV веке, в период правления Тимуридов, проникла в Среднюю Азию, в конце XVII — начале XVIII попала в Европу, а оттуда в конце XVIII века в Россию. Один из лучших палехских мастеров И. И. Голиков (1886—1937), создавая сцены битв, в которых участвуют разноцветные кони, красные, синие, жёлтые, вряд ли подозревал, что семью столетиями раньше такие же цветные кони населяли миниатюры персидского манускрипта «Варка и Гольшах» (сер. XIII века) Вряд ли подозревал об этом и К. С. Петров-Водкин, выставивший в 1912 году картину «Купание красного коня», которая вызвала множество недоумений у критиков: почему красный? Задумчивый юноша, сидящий на этом коне верхом, не физическим обликом, но именно своей задумчивостью весьма напоминает портреты таких же погружённых в раздумья юношей с персидских миниатюр. Вневременность происходящего только усиливает впечатление от этого сходства.

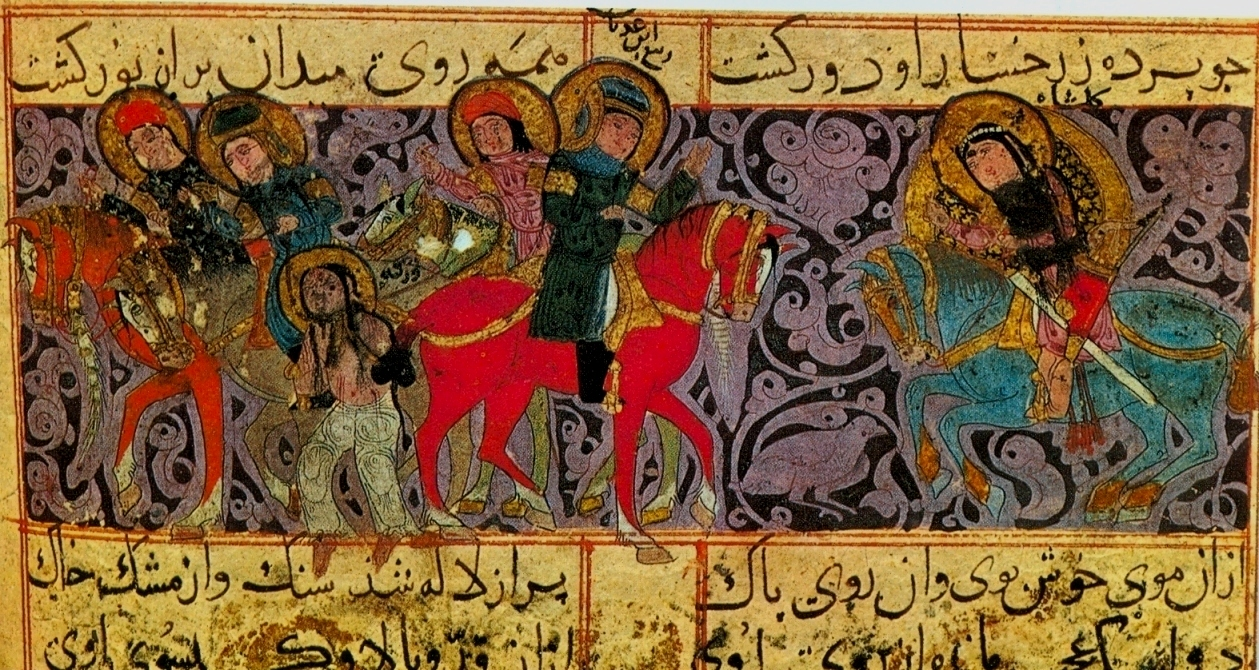
Миниатюра из рукописи «Варка и Гольшах», сер. XIII в. Топкапы Сарай, Стамбул.
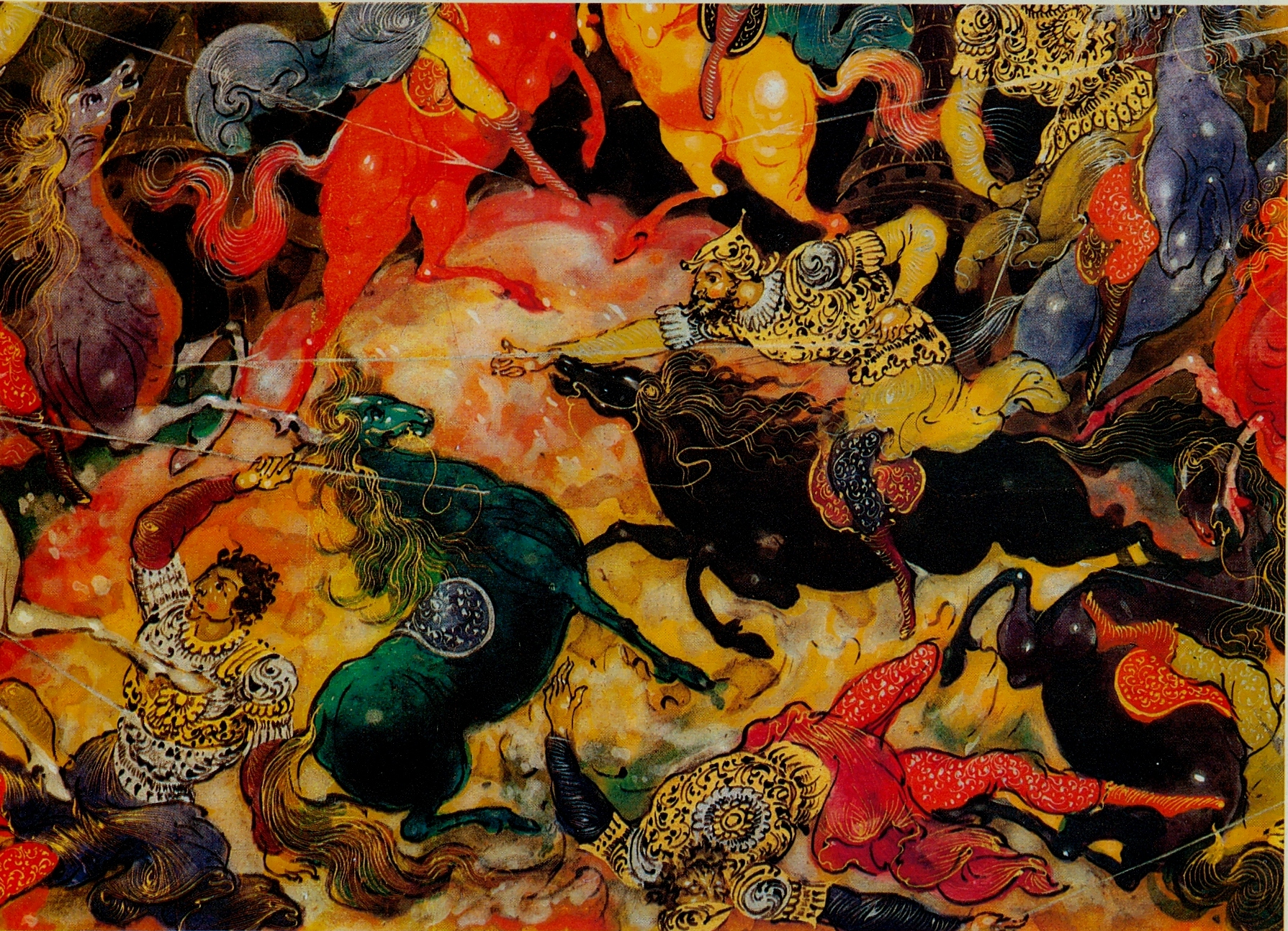
И.И. Голиков. Битва, деталь. 1929г.
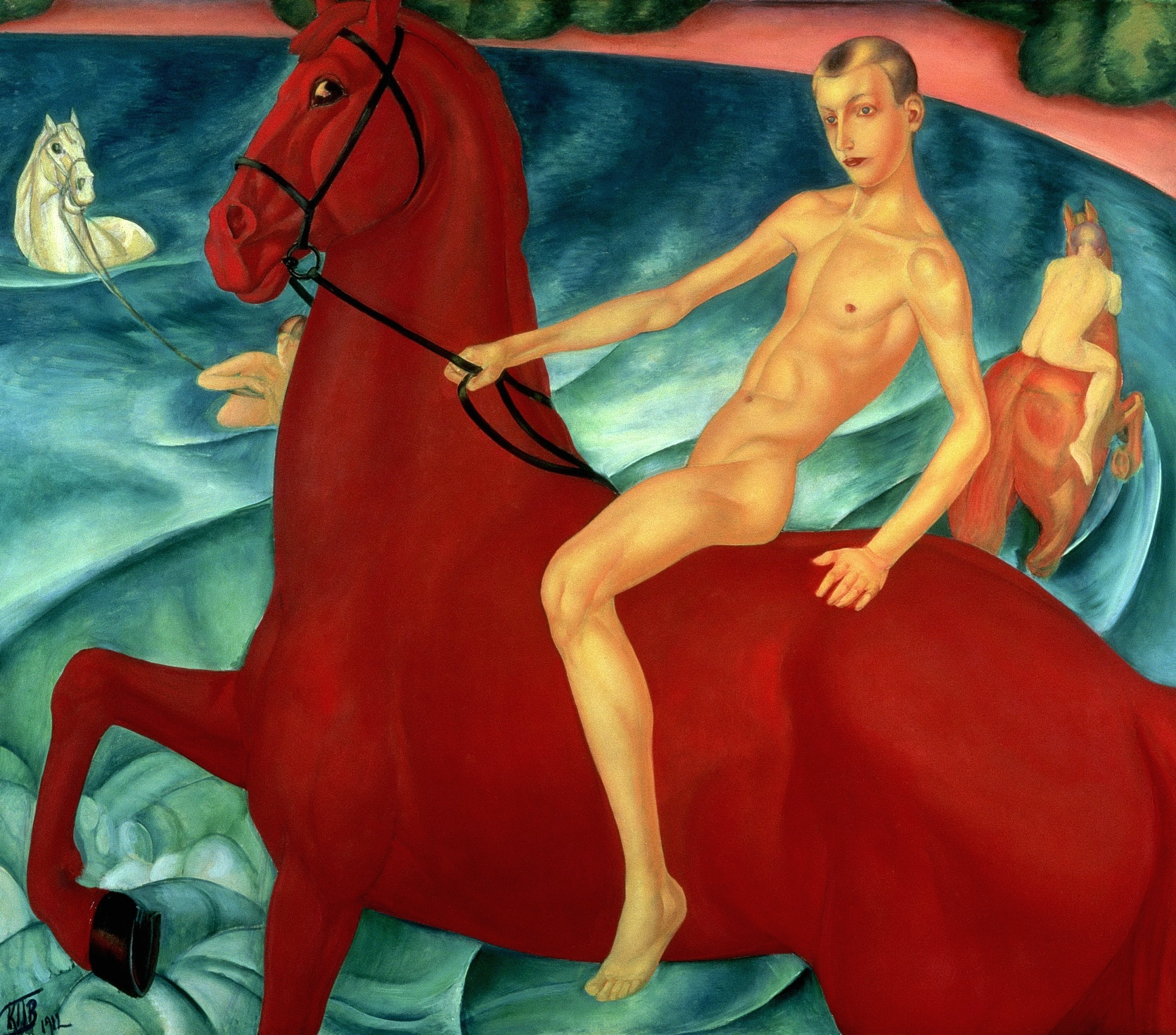
К.С. Петров-Водкин. Купание красного коня. 1912г. Государственная Третьяковская галерея, Москва.

До второй половины XIX века персидская живопись не вызывала никакого интереса у европейских коллекционеров. Известно, что Рембрандт обладал, по меньшей мере, двумя персидскими или могольскими миниатюрами, с которых он сделал копии, прежде чем был вынужден их продать в 1656 году. Однако, вряд ли этот факт можно считать признаком серьёзного персидского влияния на европейскую живопись. Настоящее знакомство с персидской миниатюрой в Европе совпало по времени с бунтом против застылых академических правил, произошедшим в европейском искусстве во второй половине XIX века. Раскованная цветовая гамма, ощущение уюта и комфорта, исходящее от персидской миниатюры, поразили французских художников-фовистов. Самый известный мастер этой группы, один из крупнейших художников XX века Анри Матисс, отдавал заслуженную дань классической персидской живописи. Некоторые его произведения скорее похожи на увеличенные фрагменты персидских миниатюр, чем на классическую европейскую картину.

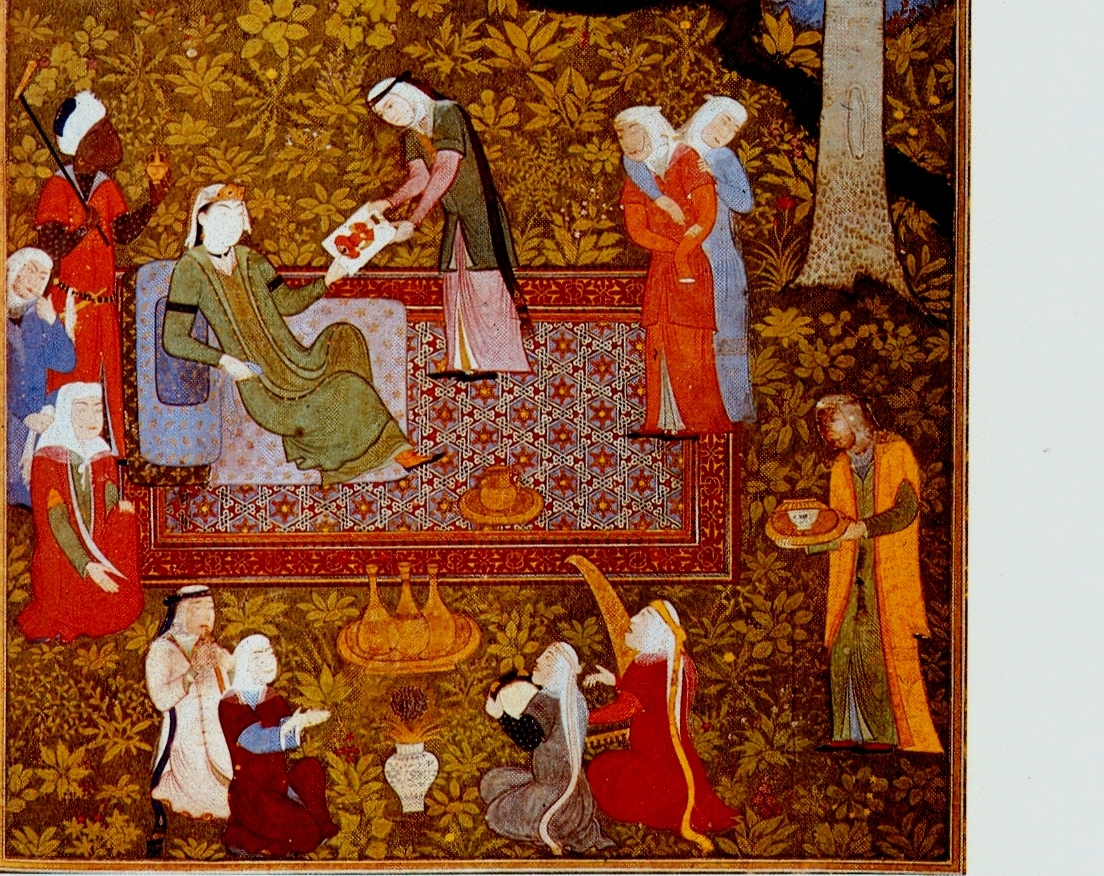
Школа Бехзада. Ширин смотрит на портрет Хосрова. Деталь миниатюры. Хамсе. Низами. 1495г. Британский музей, Лондон.
Анри Матисс. Семейный портрет. 1911 г. Государственный Эрмитаж (СПб.).

## Позднейшее влияние
Персидская живопись и, в частности, тебризские миниатюры упоминаются в романе Орхана Памука «Имя мне — Красный».

## Список персидских художников
XIV век
- Ахмад Муса
- Шамс ад-Дин
- Джунейд

XV век
- Амир Халил
- Мухаммад Сиях Калам
- Шейхи
- Дервиш Мухаммад
- Абд аль-Раззак
- Кемаледдин Бехзад

XVI век
- Мир Мусаввир
- Дуст Мухаммад
- Касим Али
- Шейхзаде
- Султан Мухаммед, Низамеддин
- Махмуд Музаххиб
- Абдулла Бухари
- Мирза Али
- Мир Сеид Али
- Абд аль-Азиз (художник)
- Ага Мирек
- Али Асгар
- Музаффар Али
- Хабибулла Мешхеди
- Мухаммади
- Шейх Мухаммад
- Абд ас Самад
- Садик Бек
- Фаррух Бек

XVII век
- Мухаммед Мурад Самарканди
- Мухаммад Али (работал в Индии)
- Риза-йи-Аббаси
- Мухаммад Касим
- Мухаммад Али (работал в Исфахане)
- Мухаммад Шафи Аббаси
- Муин Мусаввир
- Мухаммад Юсуф
- Мир Афзал Туни
- Мухаммад Заман
- Али-Наки
- Али-Кули Джаббадар

XVIII—XIX века
- Михр Али
- Абуль Хасан Гаффари
- Камаль Оль Мольк

### Иноязычная
- Islam. Art and Architecture. Konemann. 2000.
- Sheila S. Blair, Jonathan M. Bloom. The Art and Architecture of Islam 1250—1800. Yale University Press. 1994
- Gray B. Persian Painting. Geneva, 1961
- Canby Sh. R. Persian Painting. London. 1993
- Rogers J. M., Cagman F. and Tanindi Z. The Topkapi Sarai Museum: The Albums and Illustrated Manuscripts, London. 1986
- Titley, N. Persian Miniature Painting. London, 1983.
- Welch, S. C. Persian Paintings: Five Royal Safavid Manuscripts of the Sixteenth Century. N-Y. 1976.
- Diba Layla S., Robinson B. W. Royal Persian Paintings: The Qajar Epoch 1799—1924. London. 1998
- R. Hillenbrand. Persian Painting: From The Mongols To The Qajars. Palgrave. 2001.